# Bundesautobahn 8
Die Bundesautobahn 8 (Abkürzung BAB 8) – Kurzform Autobahn 8 oder A 8 – ist eine deutsche Autobahn, die in drei Teilstücken von der luxemburgischen Grenze bei Perl über Pirmasens, Karlsruhe, Stuttgart, Ulm, Augsburg und München nach Bad Reichenhall an der Grenze zu Österreich führt. Sie gehört zu den wichtigsten Ost-West-Verbindungen in Mitteleuropa.
Große Teile der Strecke wurden bereits während der Zeit des Nationalsozialismus gebaut und fertiggestellt. Mit wachsender Verkehrszunahme wurde die alte Trassenführung den Anforderungen nicht mehr gerecht, weshalb sich der Verkehr häufig staute. Insbesondere an den Hängen des Nordschwarzwaldes zwischen Karlsruhe und Stuttgart sowie am Albaufstieg zwischen Stuttgart und Ulm kam es durch die steile und kurvige Streckenführung und eine zu schmale Fahrbahn in Kombination mit schlechtem Wetter häufig zu schweren Unfällen, weshalb die Autobahn zwischen Karlsruhe und München bis heute fast durchgehend erneuert wurde. Die Trassenführung von München bis an die österreichische Grenze folgt jedoch nach wie vor dem Vorkriegszustand.
Ihre Nummer trägt die A 8 seit Einführung des heutigen Nummernsystems im Jahr 1975; in dem zuvor entworfenen, dann nicht eingeführten Nummerierungssystem war dem Abschnitt von Perl bis Pirmasens die Nummer 172 zugedacht gewesen, dem nicht realisierten Abschnitt von Pirmasens bis Karlsruhe die 76 und dem Abschnitt von Karlsruhe bis Bad Reichenhall die 21.

## Verlauf

### Luxemburgische Grenze bis Pirmasens
Die Bundesautobahn 8 beginnt an der deutsch-luxemburgischen Grenze im Saarland auf dem über die Mosel führenden Viadukt von Schengen. Nur einige hundert Meter südlich der Brücke befindet sich das Dreiländereck mit Frankreich. Auf der rechten Moselseite führt die Autobahn in einer kurvigen Strecke aus dem Moseltal den Hang zum Saargau hinauf, zunächst östlich, dann südöstlich, und hinter Perl unmittelbar parallel an der französischen Grenze entlang. Nach der Unterquerung eines Höhenrückens im Tunnel Pellinger Berg folgt eine Abstiegsstrecke durch ein Seitental hinab ins Tal der Saar. Bei Merzig schwenkt die Autobahn dann nach Süden und folgt ab nun dem Verlauf der Saar bis kurz hinter Dillingen, wo am Autobahndreieck Saarlouis die durchgehende Fahrbahn auf die BAB 620 führt. Die BAB 8 zweigt hier nach Osten ab, überquert die Saar und führt nördlich an Saarlouis vorbei. Unmittelbar an der Autobahn befinden sich die Ford-Werke und das weitläufige Gelände der Dillinger Hütte. Danach geht es in einem weiten Bogen nördlich an Saarbrücken vorbei durch die Südausläufer des hügeligen Saar-Nahe-Berglands. Am Autobahnkreuz Saarbrücken wird die BAB 1 gekreuzt, einige Kilometer weiter am Autobahndreieck Friedrichsthal zweigt die BAB 623 ab. Anschließend wird auf einem längeren Brückenbauwerk das Sulzbachtal überquert und Neunkirchen südlich umfahren. Auf einem kurzen Teilstück zwischen Friedrichsthal und Spiesen ist die Autobahn dabei sechsstreifig ausgebaut.
Am Autobahnkreuz Neunkirchen, wo die BAB 6 gekreuzt wird, verlässt die BAB 8 das waldreiche und hügelige Gebiet und erreicht das weitläufige Bliestal. Sie folgt zunächst dem Blies-, anschließend dem Schwarzbachtal und erreicht kurz vor Zweibrücken das Bundesland Rheinland-Pfalz. Auf dem gesamten Abschnitt zwischen Neunkirchen und Zweibrücken weist die Autobahn einen verringerten Querschnitt und auf etwa 5 km Länge zwischen Limbach und Einöd keinen Standstreifen auf. Auf rheinland-pfälzischer Seite führt sie nun mitten durch das Stadtzentrum von Zweibrücken, dem Hornbachtal entlang und schließlich über eine relativ steile und langgezogene 180°-Kurve aus dem Tal hinauf auf die Westricher Hochfläche, dem hügeligen westlichen Vorland des Pfälzerwalds. Längs dem Höhenrücken zwischen Schwarzbach- und Felsalbtal entlang endet kurz vor Pirmasens das westliche Teilstück der BAB 8. An der Anschlussstelle Pirmasens-Winzeln zweigen die Auf- und Abfahrtsrampen in östliche Fahrtrichtung nach links ab, da hier ursprünglich Bauvorleistungen für ein Autobahndreieck errichtet wurden. Über die sich nahtlos anschließende BAB 62 besteht an der nächsten Anschlussstelle eine Anbindung an Pirmasens und über die B 10 durch den Pfälzerwald nach Landau, während die Autobahn selbst weiter in Richtung Norden führt.

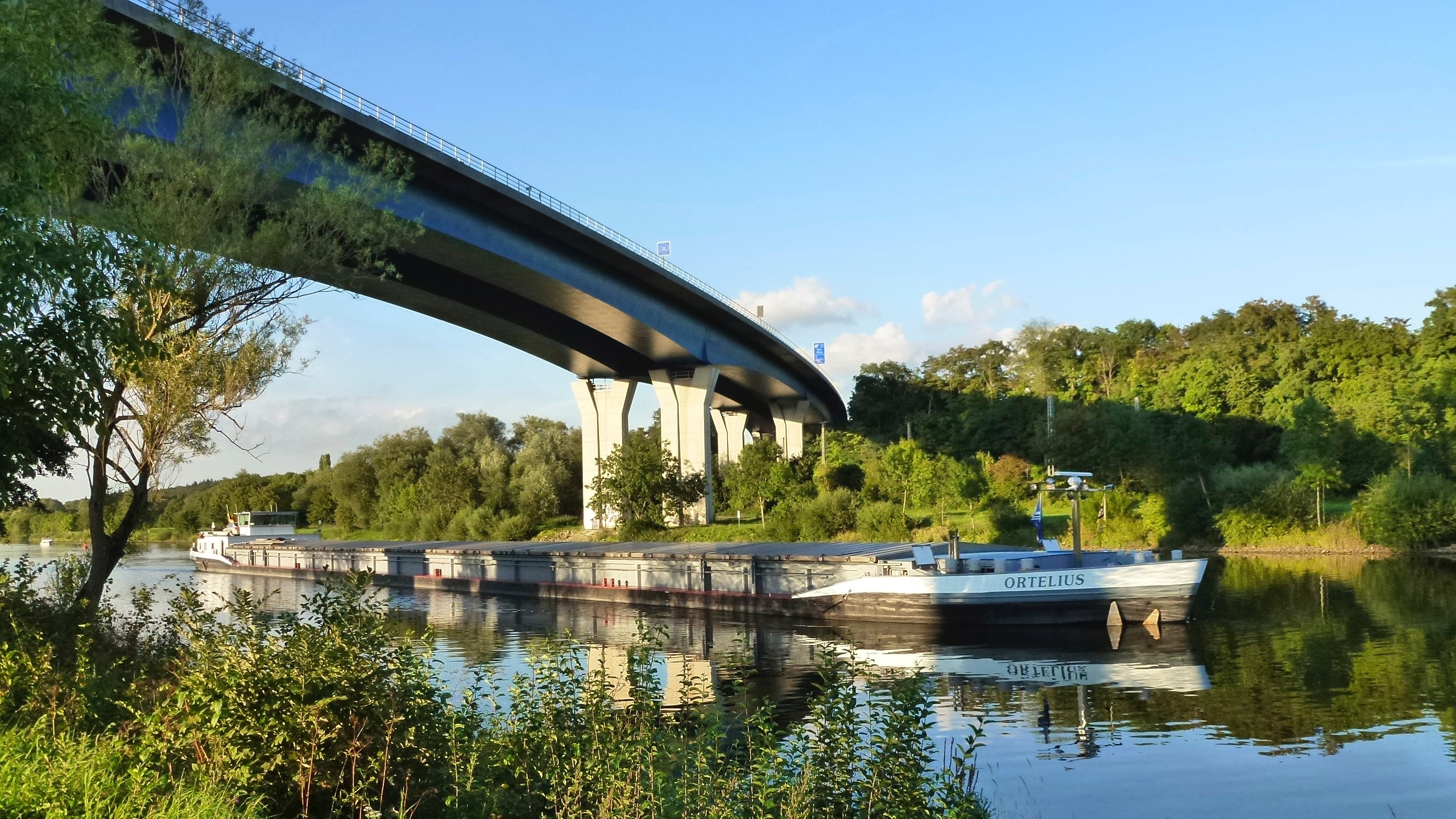
Auf dem Schengener Viadukt überquert die Autobahn die Mosel und damit die Grenze zwischen Deutschland und Luxemburg
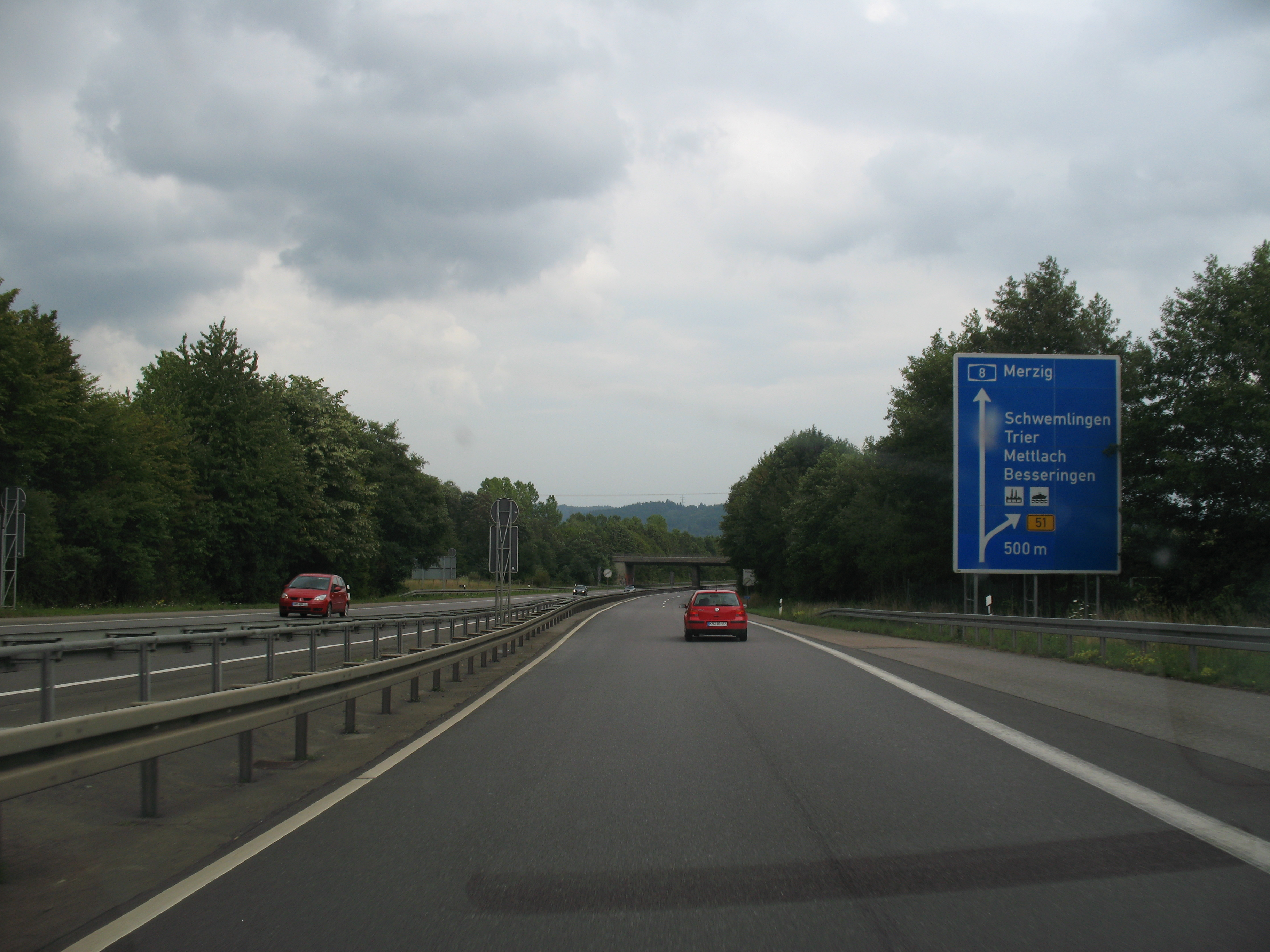
Lange Zeit war bei Merzig nur eine Richtungsfahrbahn fertiggestellt
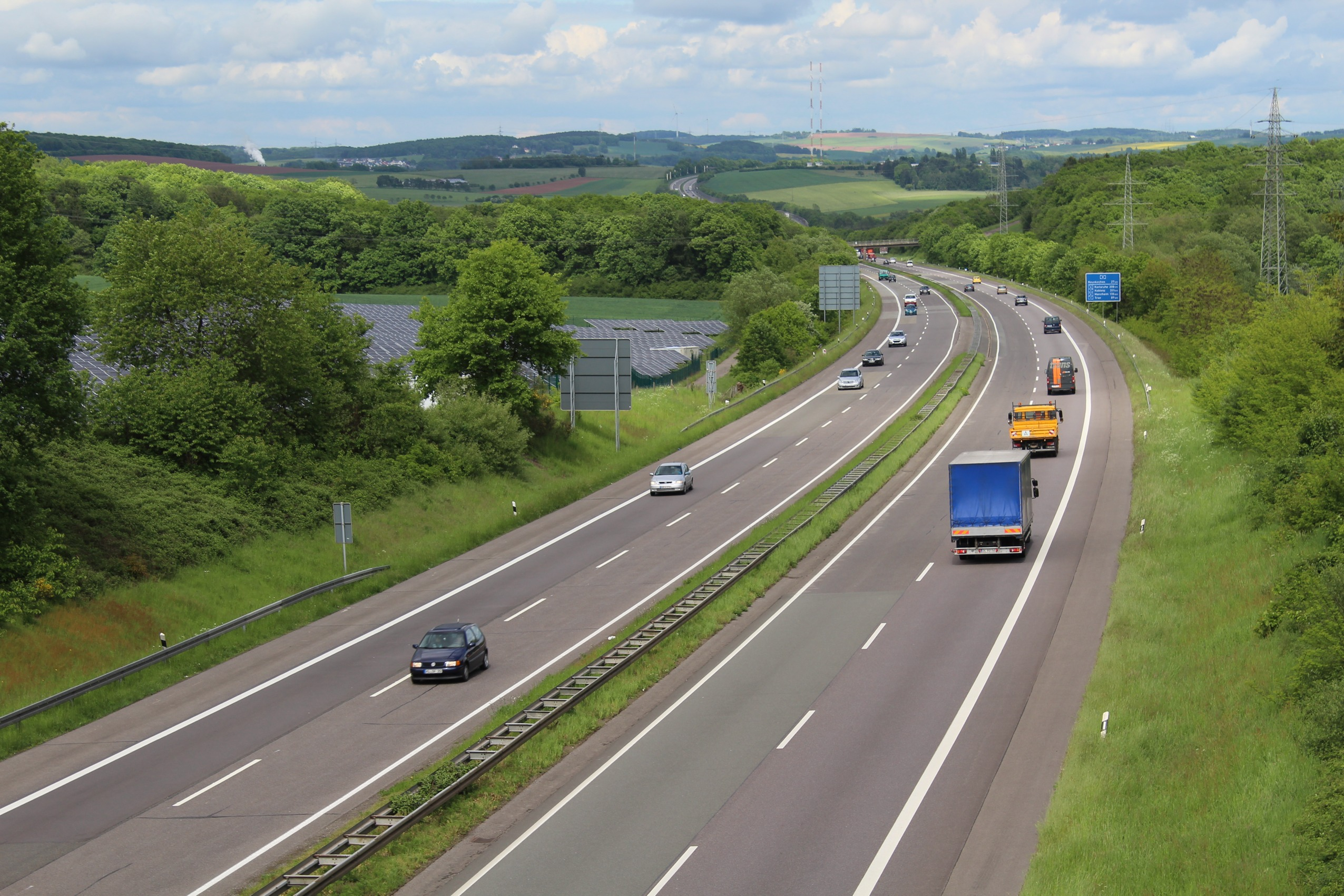
Kurviger Streckenverlauf zwischen Saarlouis und Neunkirchen
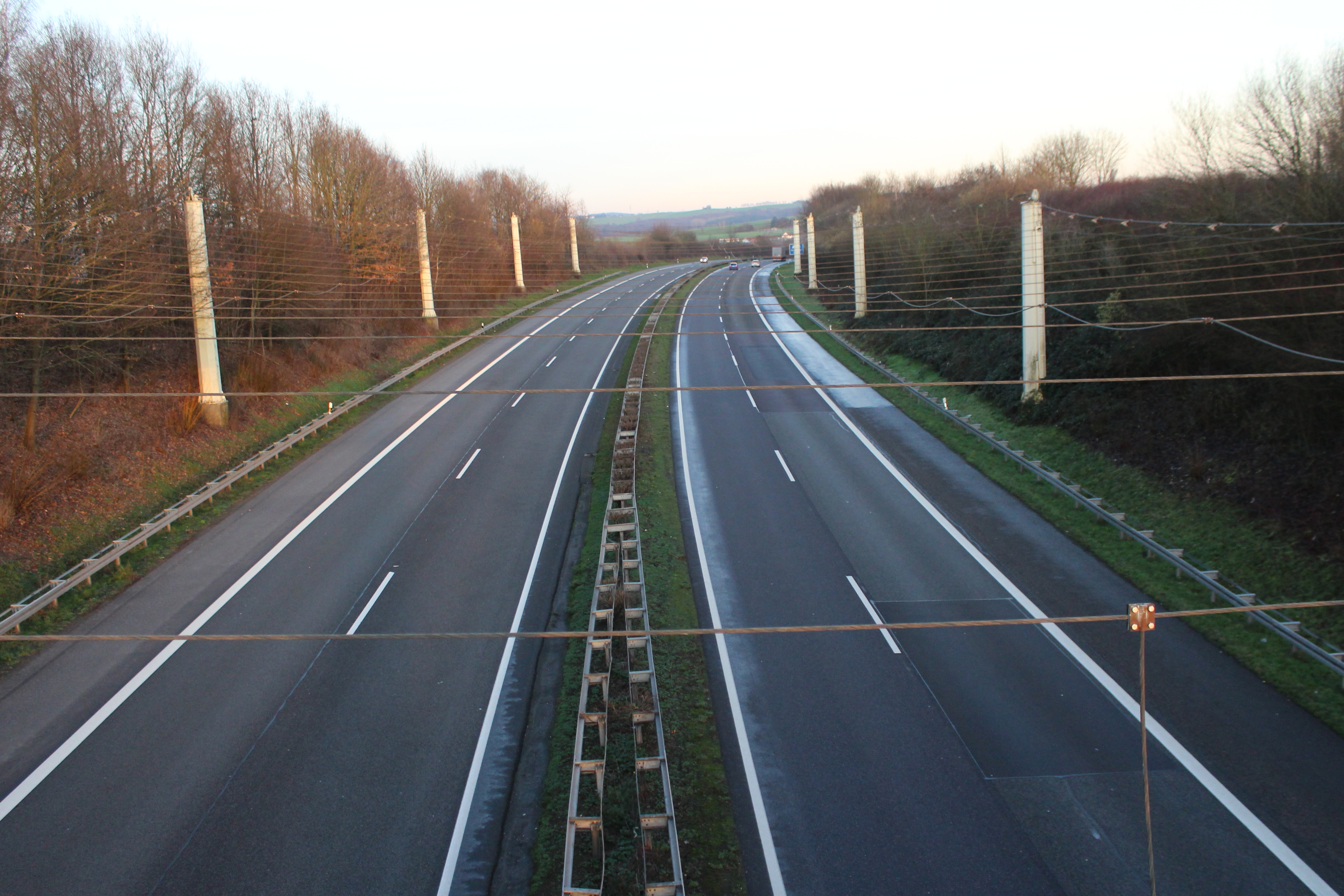
Das (mittlerweile abgebaute) Drahtseilnetz über der Fahrbahn bei Heusweiler, das zur Abschirmung des ehemaligen nahen Mittelwellensenders diente

### Karlsruhe bis München
Das zweite Teilstück der BAB 8 beginnt in Baden-Württemberg am Autobahndreieck Karlsruhe, wo sie von der BAB 5 nach Osten abzweigt. Mit Ausnahme einiger kleiner Abschnitte ist die Strecke bis kurz vor ihr Ende in München mindestens sechsstreifig ausgebaut. Im Zuge des sechsstreifigen Ausbaus wurde an mehreren Stellen die Fahrbahn verschwenkt und weist weniger starke Längsneigungen und Kurvenradien auf als die alte Strecke.
Gleich nach dem Dreieck führt die Autobahn mit einer markanten Steigung von 7,5 % auf einen Höhenzug am südlichen Rand des Kraichgaus, der hier in den Nordschwarzwald übergeht. Nach dem Abstieg ins Pfinztal bei Nöttingen folgt erneut eine kurvenreiche Steigungsstrecke. Anschließend führt die Autobahn zunächst nördlich an Pforzheim vorbei und verläuft oberhalb des Enztals am Südrand der Bauschlotter Platte. Dann wendet sie sich mit einer engen Kurve in südliche Richtung, um Pforzheim nun im Osten zu passieren, beginnend mit der Querung des Enztals mit starken Längsneigungen. Südlich des Tals wird mit dem Hagenschieß der nordöstlichste Ausläufer des Schwarzwalds durchquert, dann schwenkt die Autobahn in südöstliche Richtung und erreicht kurz vor Heimsheim das hügelige Heckengäu, wo allmählich auch der Großraum Stuttgart beginnt. In Leonberg zweigt am gleichnamigen Autobahndreieck die BAB 81 nach Norden ab und beide Autobahnen führen ab hier auf einer gemeinsamen, achtstreifigen Trasse in großem Abstand südwestlich an der baden-württembergischen Landeshauptstadt Stuttgart vorbei den Glemswald hinauf.
Am Autobahnkreuz Stuttgart endet der gemeinsame Verlauf beider Autobahnen auf derselben Trasse, die BAB 81 führt von hier nach Süden und gleichzeitig die kurze BAB 831 in Richtung des Stuttgarter Stadtzentrums. Die BAB 8 wird wieder sechsstreifig und führt aus dem Glemswald hinab auf die Filder, eine Hochebene südlich von Stuttgart. Die wie ein Autobahnkreuz ausgebaute Anschlussstelle Stuttgart-Degerloch verbindet die Autobahn mit der autobahnähnlich ausgebauten B 27, die eine zweite Route in die Stuttgarter Innenstadt darstellt. Gleich danach sind der Stuttgarter Flughafen und die Stuttgarter Messe erreicht. Das 2007 errichtete Messeparkhaus wurde in Form einer Brücke quer über die Autobahn gebaut. Kurz vor Wendlingen verlässt die Autobahn die Filderebene und überquert den Neckar, ehe Kirchheim unter Teck und damit das Vorland der Schwäbischen Alb erreicht wird. Bei Aichelberg beginnt der relativ steile Aufstieg auf die Alb, dessen erste Stufe bei Gruibingen endet. Dort wurde im Zuge des sechsstreifigen Ausbaus ein einseitiger Lärmschutztunnel errichtet. Hinter der Anschlussstelle Mühlhausen, einem von zwei noch nicht ausgebauten Abschnitten zwischen Stuttgart und München, verlaufen beide Richtungsfahrbahnen getrennt voneinander – die Richtungsfahrbahn München oberhalb des Filstals, die Richtungsfahrbahn Karlsruhe oberhalb des Gosbachtals am sogenannten Drackensteiner Hang. In Richtung München führt die Strecke außerdem durch den 625 m langen Lämmerbuckeltunnel. Bei Hohenstadt treffen beide Fahrbahnen wieder aufeinander und die Autobahn führt zunächst noch vier-, später wieder sechsstreifig über die leicht nach Osten hin fallende Albhochfläche. In diesem Bereich wird auch die Europäische Hauptwasserscheide zwischen Rhein und Donau überquert und die Autobahn erreicht den mit 785 m ü. NN höchsten Punkt ihrer gesamten Strecke. Bis kurz vor Ulm führt nun die ICE-Neubaustrecke Wendlingen–Ulm parallel zur Autobahn. Nach Osten hin langsam abfallend, ist kurz hinter Ulm die flache Ebene des Donaurieds und erstmals bayerisches Gebiet erreicht. Dort kreuzt nach einem kurzen, noch nicht ausgebauten Abschnitt, der die letzte Stufe des Abstiegs ins Donautal bildet, am Autobahnkreuz Ulm/Elchingen die BAB 7.
Für einige Kilometer wechselt die nun erneut sechsstreifige BAB 8 wieder nach Baden-Württemberg, danach endgültig wieder nach Bayern. Bei Leipheim wird die Donau überquert und das hügelige Gebiet des Holzwinkels (Naturpark Augsburg-Westliche Wälder) beginnt. Kurz hintereinander wechseln sich die relativ breiten Täler von Günz, Kammel, Mindel, Zusam und Schmutter mit waldreichen Höhenzügen ab. Schließlich ist die breite Lech-Ebene und damit auch Augsburg erreicht. Im nördlichen Stadtgebiet wird der Lech überquert, hinter Augsburg wird die Landschaft wieder hügeliger. Bis zum Erreichen des Ballungsraums München werden mehrere bewaldete Höhenzüge überquert und die Täler von Paar, Ecknach und Glonn gequert. Kurz hinter Sulzemoos beginnt schließlich die Münchner Schotterebene. Am Autobahndreieck München-Eschenried zweigt eine mehrere Kilometer lange Verbindungsspange zur BAB 99, dem zu drei Vierteln geschlossenen Münchner Autobahnring, ab. Der meiste Verkehr verlässt hier die BAB 8, da über den Münchner Ring eine direkte Verbindung zum dritten Teilstück weiter nach Salzburg besteht. Ab hier ist die Autobahn wieder vierstreifig, allerdings mit Standstreifen. Nach Passieren des Langwieder Sees kreuzt am Autobahnkreuz München-West die BAB 99. Kurz danach endet das zweite Teilstück der BAB 8 an einem Kreisverkehr im Münchner Stadtteil Obermenzing.

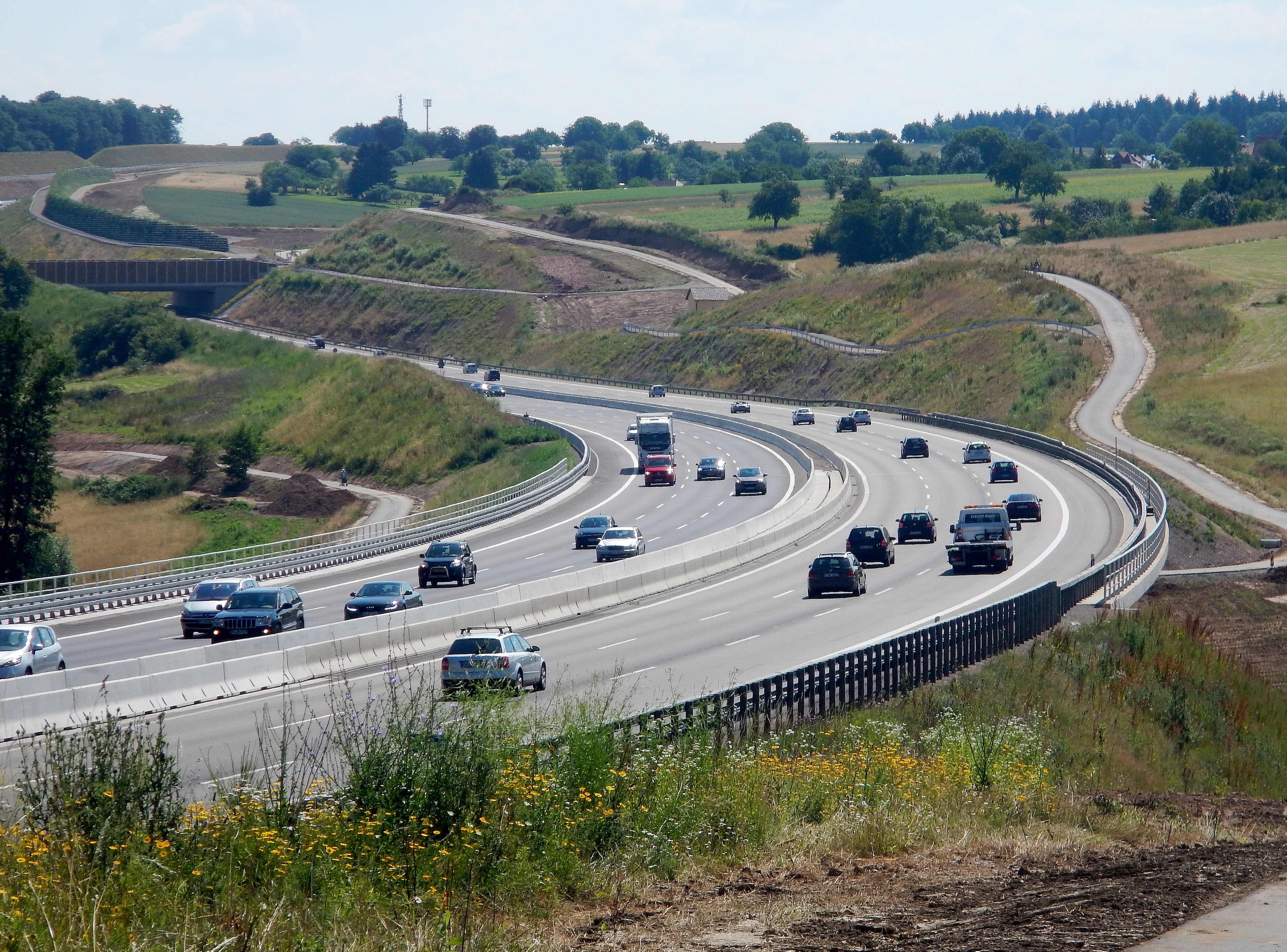
Kurvige Trasse am Abstieg ins Pfinztal bei Karlsbad
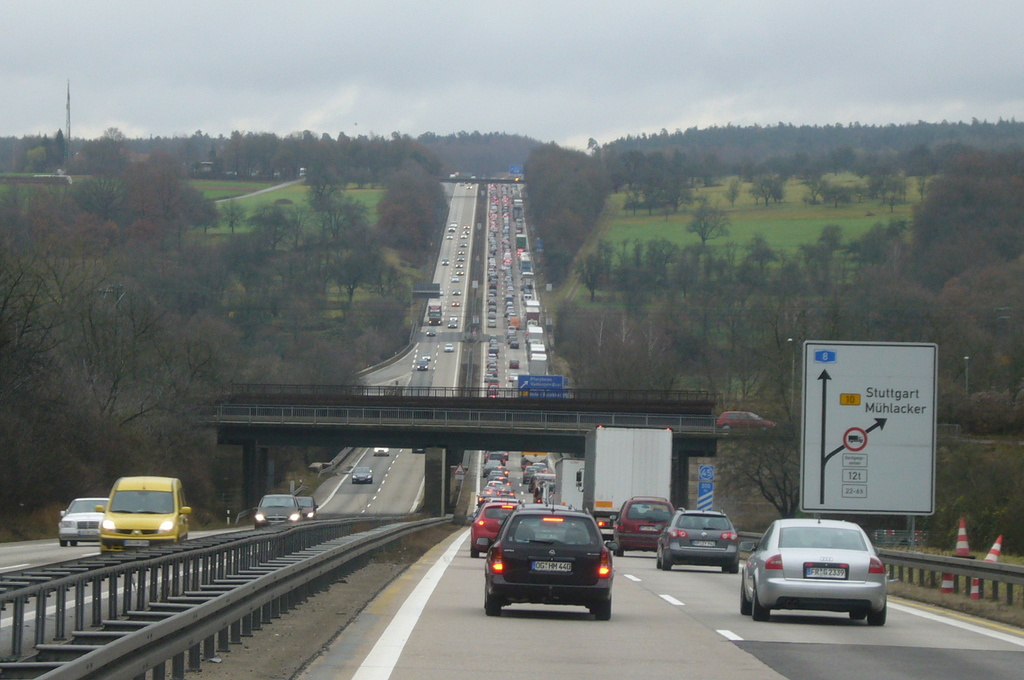
Enztalquerung östlich von Pforzheim vor Beginn des sechsstreifigen Ausbaus
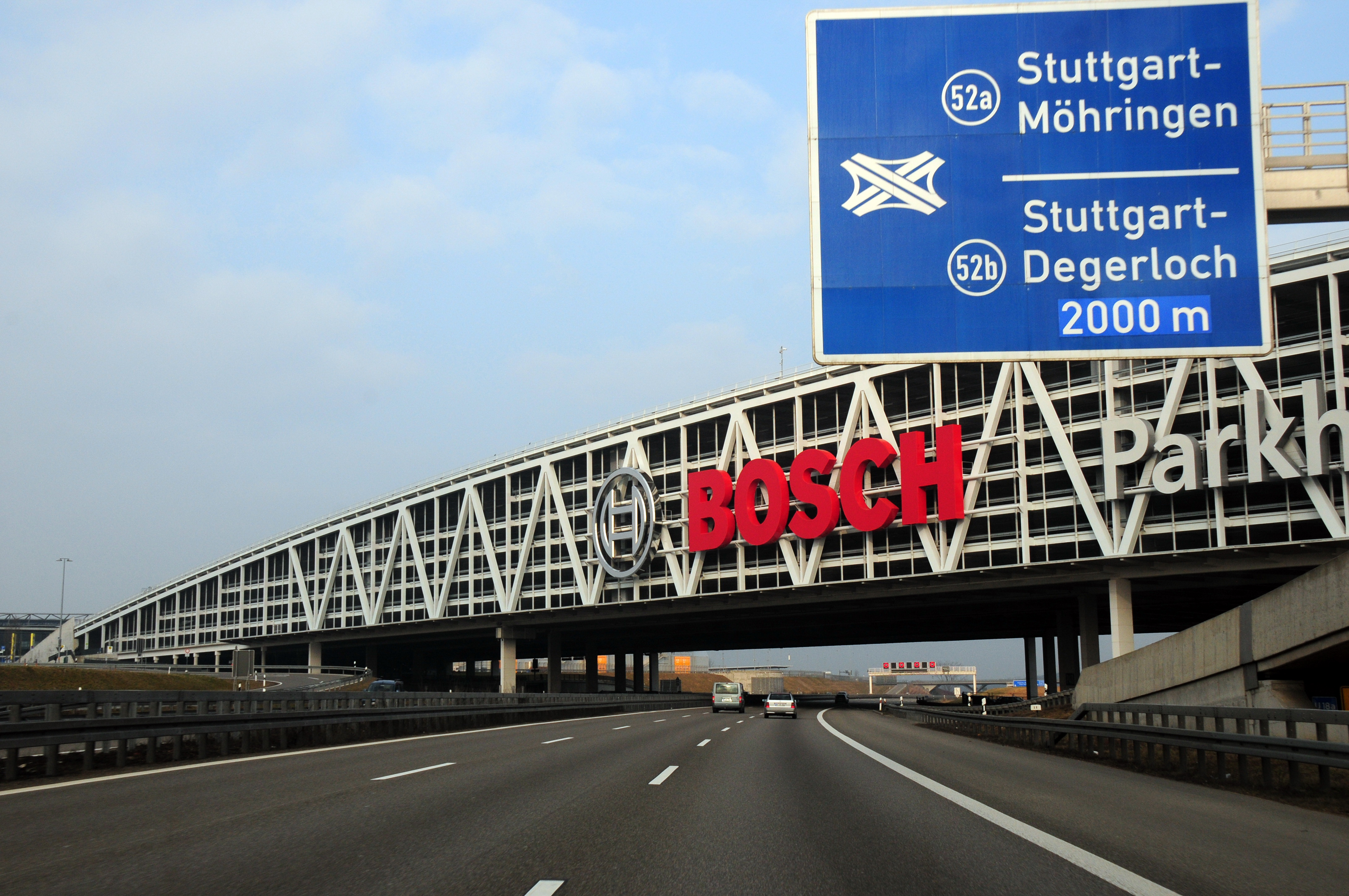
Bosch-Parkhaus über der Autobahn am Stuttgarter Flughafen
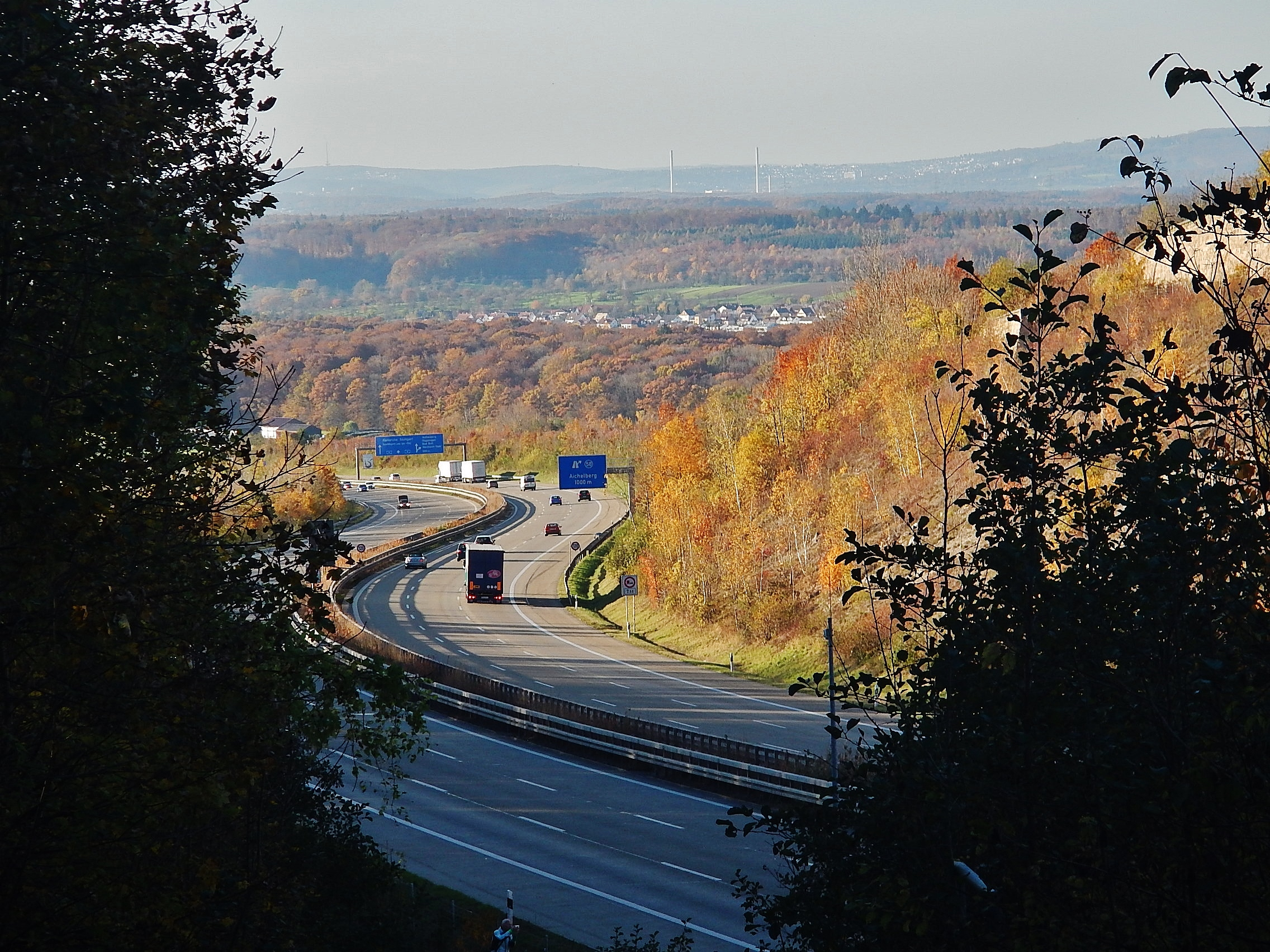
Erste Stufe des Albaufstiegs am Aichelberg
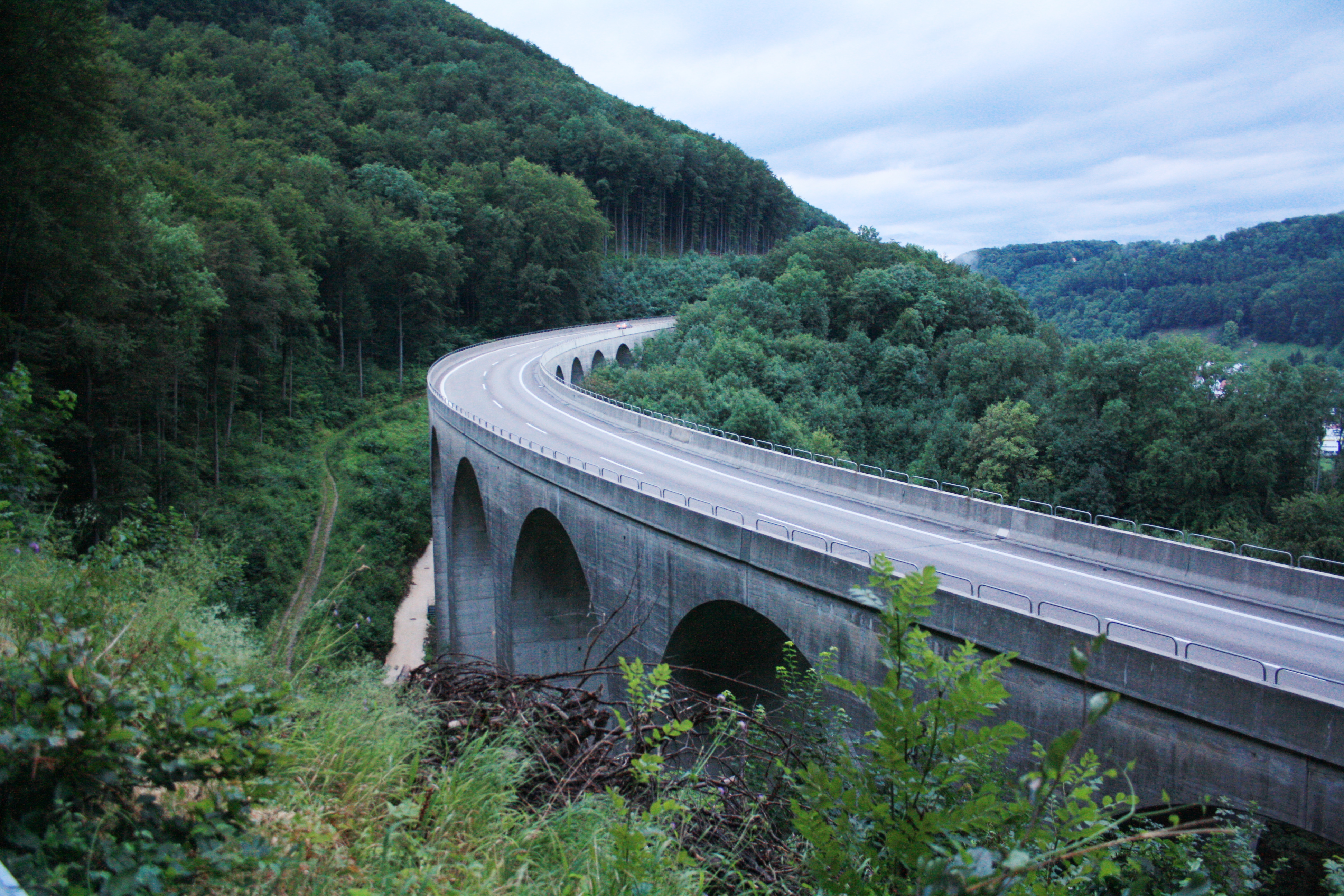
Getrennte Richtungsfahrbahnen am Albaufstieg zwischen Mühlhausen und Hohenstadt
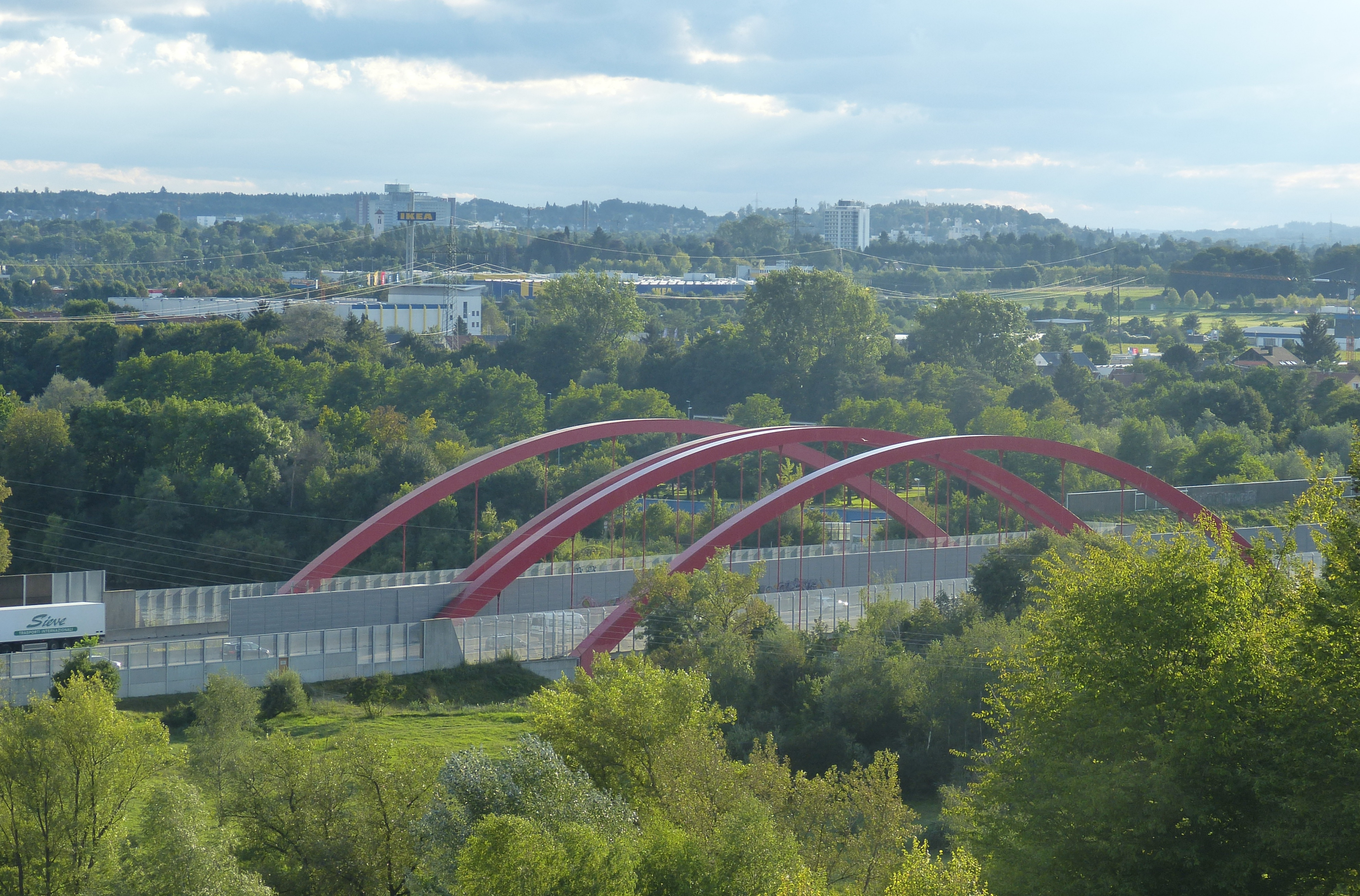
Lechquerung bei Augsburg

### München bis österreichische Grenze
Im südöstlichen Stadtgebiet von München beginnt das dritte Teilstück der BAB 8. Die Autobahn zweigt dabei an der Kreuzung Innsbrucker Ring/Rosenheimer Straße vom Mittleren Ring ab, dabei handelt es sich um den letzten noch nicht kreuzungsfrei ausgebauten Abschnitt der Ringstraße. Nach rund zwei Kilometern sechsstreifiger Strecke weist die Autobahn hinter der unmittelbar hinter dem Autobahnbeginn liegenden Anschlussstelle München-Perlach nur noch vier Fahrstreifen auf. In südöstliche Richtung führt die Autobahn nach Verlassen des Stadtgebiets an den Münchner Vororten Neubiberg, Unterhaching und Taufkirchen vorbei, wobei mit der BAB 995 nur wenige Kilometer westlich eine weitere Route zwischen Mittlerem Ring und Münchner Autobahnring (BAB 99) besteht. Zwischen Neubiberg und Unterhaching wird mit einem 327 m langen Tunnel der ehemalige Fliegerhorst Neubiberg unterquert. Am Autobahnkreuz München-Süd trifft die BAB 8 auf die BAB 995 und die hier endende BAB 99, den bis heute nicht vollendeten Münchner Autobahnring.
Südlich des Kreuzes trifft der Fernverkehr vom Autobahnring her wieder auf die BAB 8, sodass das Verkehrsaufkommen hier sehr viel höher ist als nördlich des Kreuzes. Die Autobahn ist daher bis zur nächsten Anschlussstelle (Hofoldinger Forst) mit vier Spuren in Fahrtrichtung Salzburg ausgebaut, ansonsten ist die Autobahn bis zum Inntaldreieck sechsstreifig. Bis kurz hinter Holzkirchen durchquert sie auf einer relativ geraden Trasse mehrere große Waldgebiete, ehe die flache Münchner Schotterebene verlassen und das hügelige Voralpenland erreicht wird. Dabei wendet sich der Straßenverlauf aus südöstlicher Richtung wieder nach Osten. Das Mangfalltal wird bei Weyarn hoch über der Talsohle mit einer 68 m hohen Brücke überquert, anschließend geht es nach einer kurzen Steigungsstrecke am Seehamer See vorbei hinab ins Leitzachtal. Kurz vor Irschenberg beginnt ein sehr steiler und kurviger Abschnitt, der beim Bau der Autobahn in den 1930er Jahren absichtlich sehr aufwändig geführt wurde, um den Autofahrern einen Panoramablick auf die Alpenkette zu ermöglichen. Dem berühmten Alpenpanorama mit der Kirche von Wilparting folgt der Abstieg ins flache und weitläufige Inntal. An einem großen Moorgebiet vorbei, erreicht die Autobahn südlich von Rosenheim das Autobahndreieck Inntal, wo die BAB 93 abzweigt. Diese bildet zusammen mit ihrer Weiterführung auf österreichischem Gebiet, der Inntalautobahn bis Innsbruck und der anschließenden Brennerautobahn nach Italien eine der wichtigsten europäischen Transitrouten.
Östlich des Inntaldreiecks ist die BAB 8 nur noch vierstreifig und überquert den Inn. Bei Rohrdorf beginnt ein Aufstieg aus dem Inntal hinaus oberhalb der Rohrdorfer Achen entlang. Bis zur österreichischen Grenze weist die Autobahn dabei größtenteils noch denselben Querschnitt und dieselbe Trassenführung wie beim Bau in den 1930er Jahren auf. Zwischen Frasdorf und Bernau folgt eine Querung des Höhenrückens zwischen Priental und Tiroler Achental. Am sogenannten Bernauer Berg bietet sich dem Autofahrer ein weiterer imposanter Ausblick auf die Alpenkette und den Chiemsee. Die Autobahn wendet sich kurz in nordöstliche Richtung, um dann unmittelbar am Südufer des Chiemsees entlangzuführen. Der Verlauf am größten oberbayerischen Gewässer wurde so ufernah gelegt, dass praktisch am gesamten Südufer kein Raum für eine siedlungstechnische oder touristische Nutzung verbleibt; die einzige Ausnahme bildet das ehemalige Rasthaus am Chiemsee. Nach Querung der Tiroler Achen wird die Landschaft wieder hügeliger, hinter Traunstein wendet sich die Trasse dann zunächst in östliche, schließlich wieder mehr in südöstliche Richtung unmittelbar am Hochgebirge entlang. Teilweise weist die Strecke dabei sehr enge Kurvenradien auf. Hinter Bad Reichenhall wird die Saalach überquert, unmittelbar dahinter folgt der Grenzübergang Walserberg, an dem die Autobahn nach Österreich wechselt. Auf österreichischer Seite setzt sich die Westautobahn A 1 in Richtung Wien fort, von der kurz nach der Grenze am Knoten Salzburg die Tauernautobahn A 10 abzweigt. Letztere bildet neben der Brennerroute eine alternative Möglichkeit der Alpenquerung auf österreichischem Gebiet.

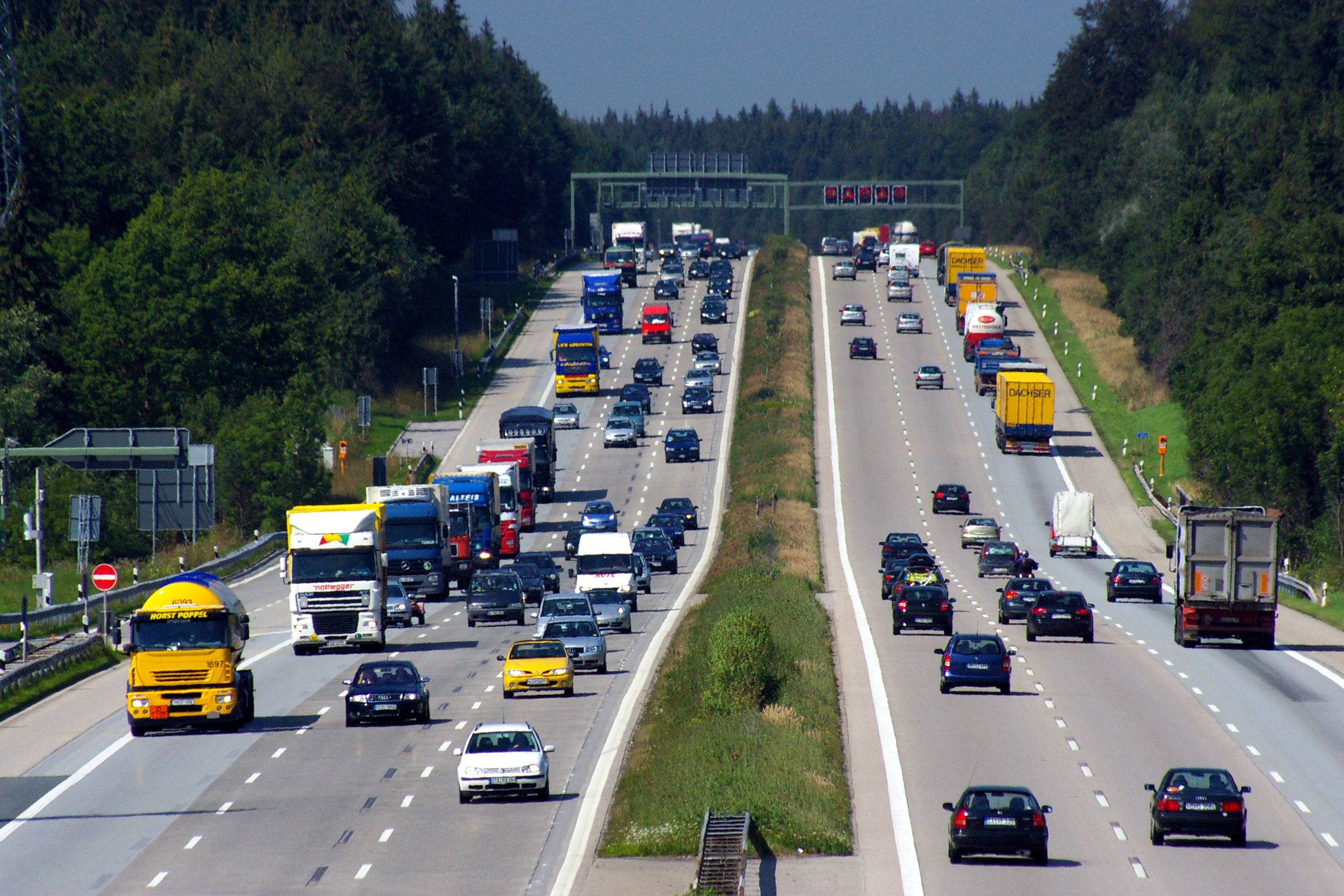
Stark befahrene A 8 bei Holzkirchen vor …
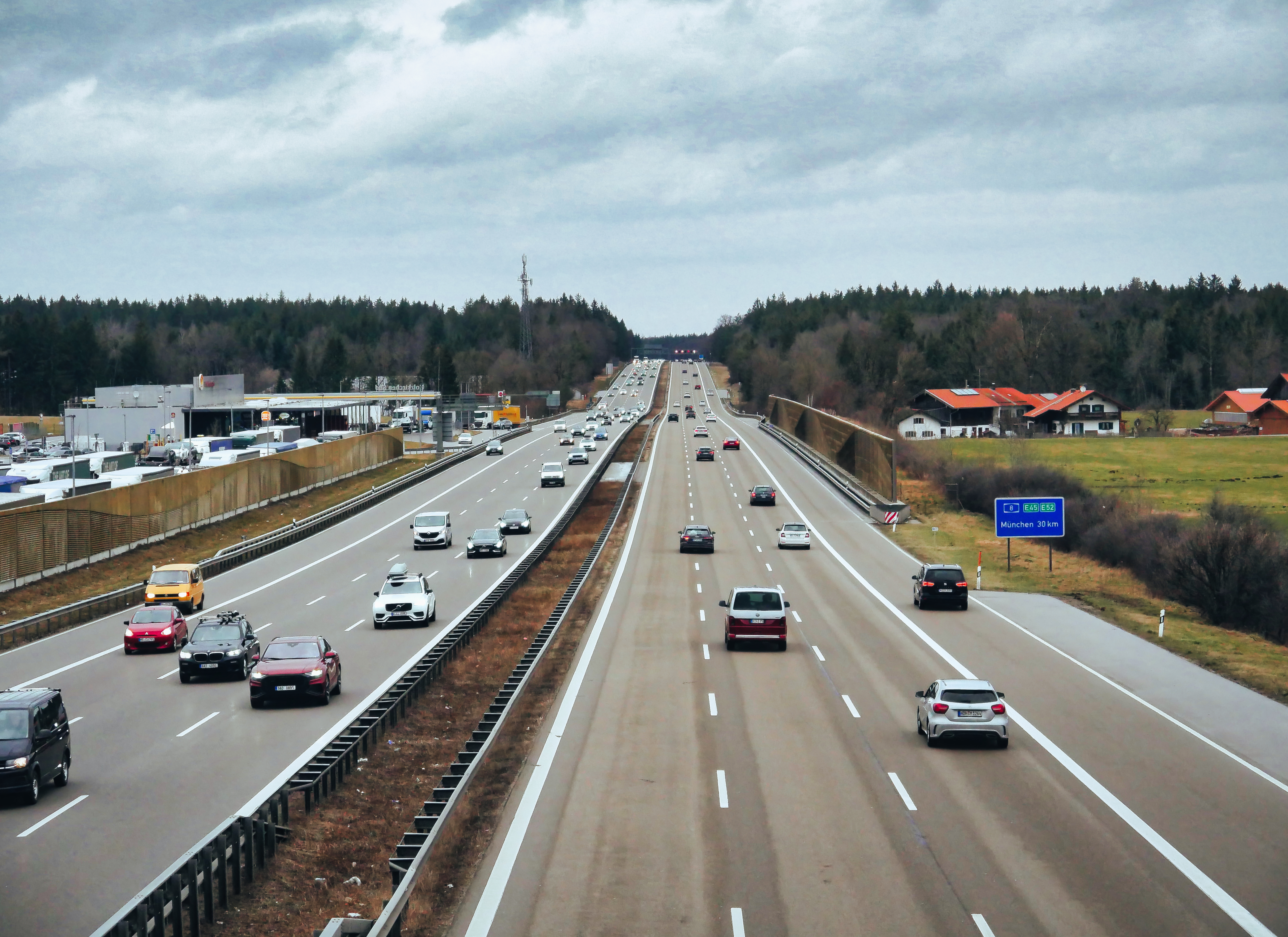
… und nach dem Ausbau auf vier Fahrstreifen
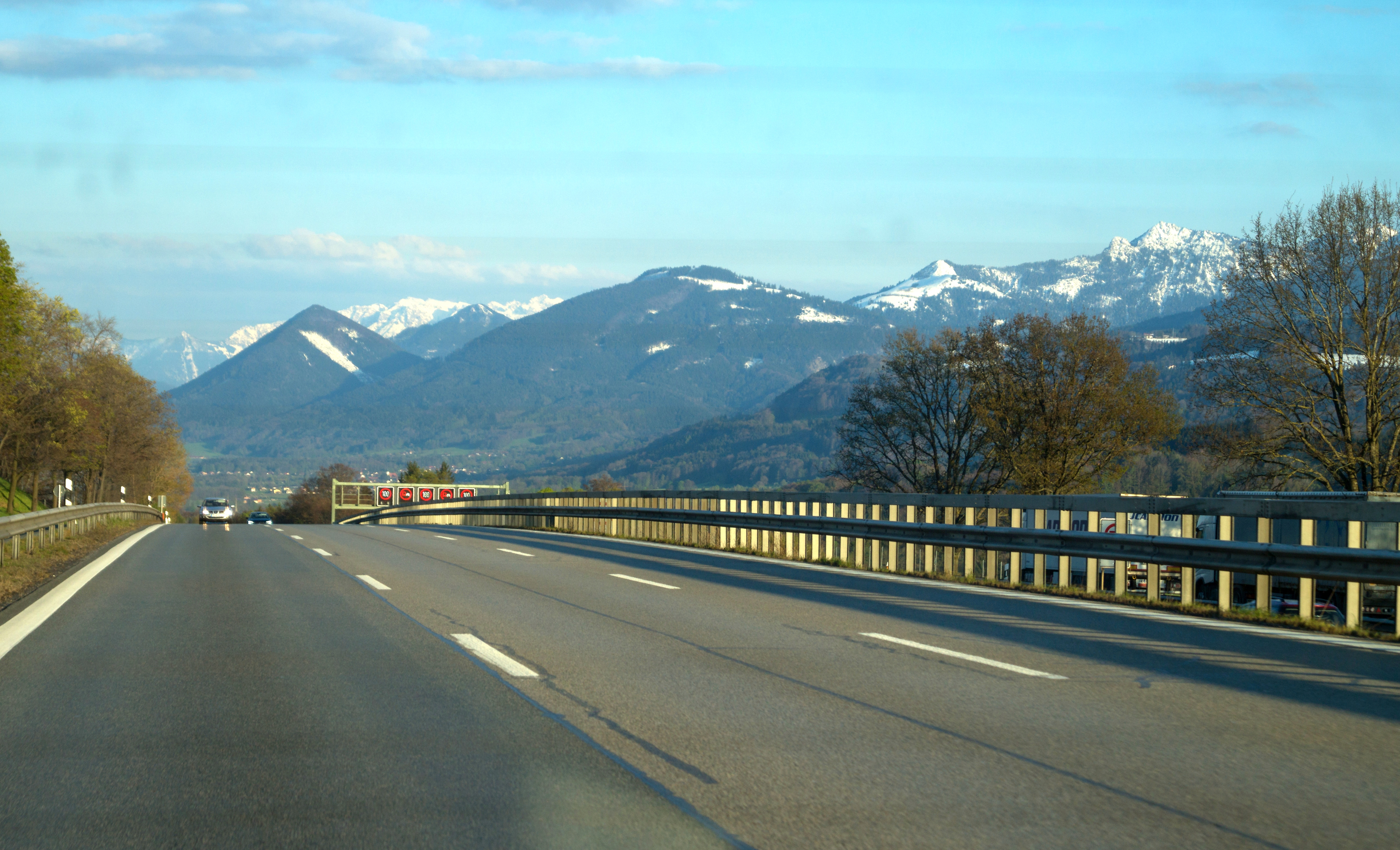
Alpenpanorama am Irschenberg
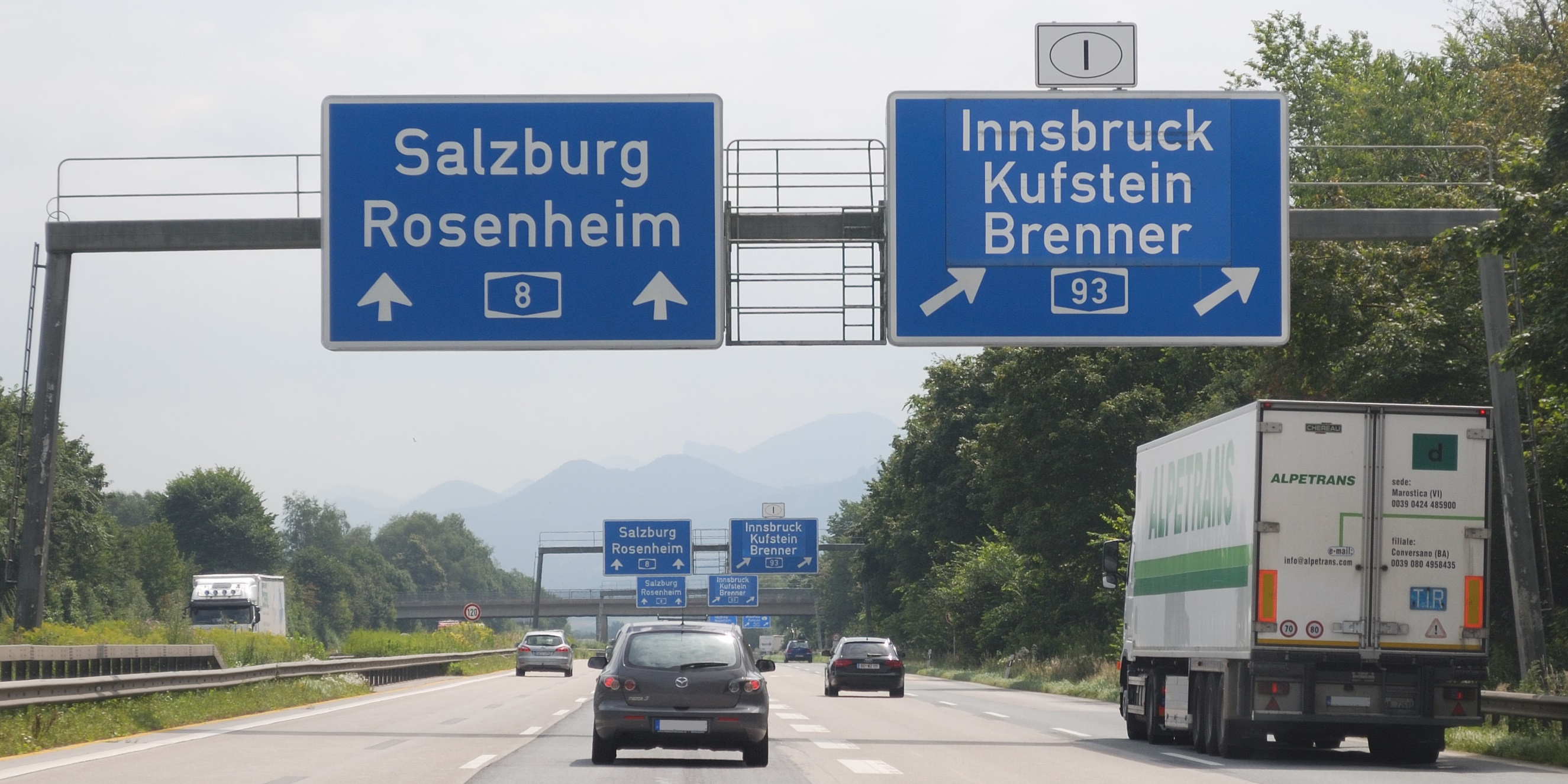
Dreieck Inntal: Alte …
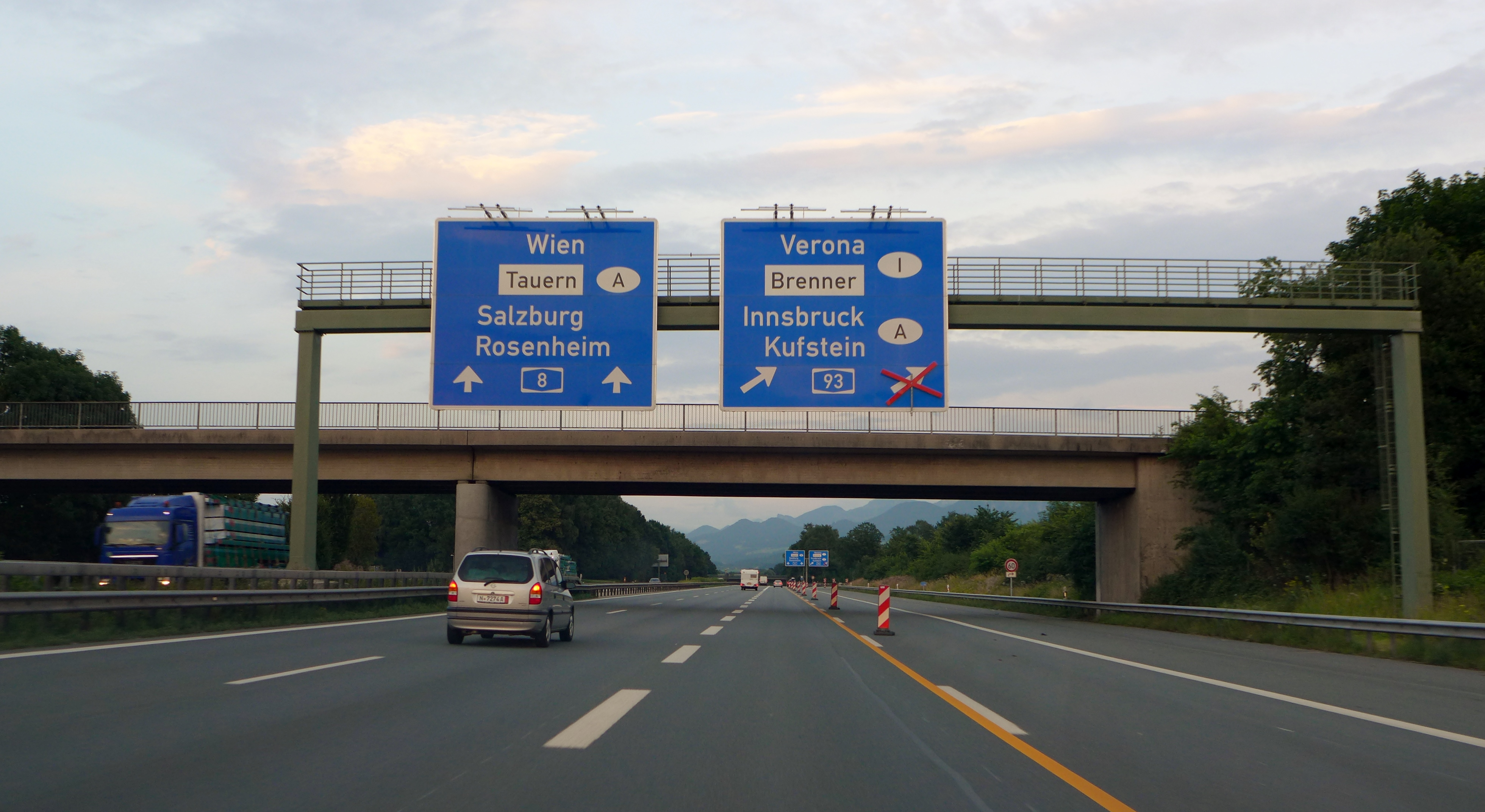
… und neue Wegweiser
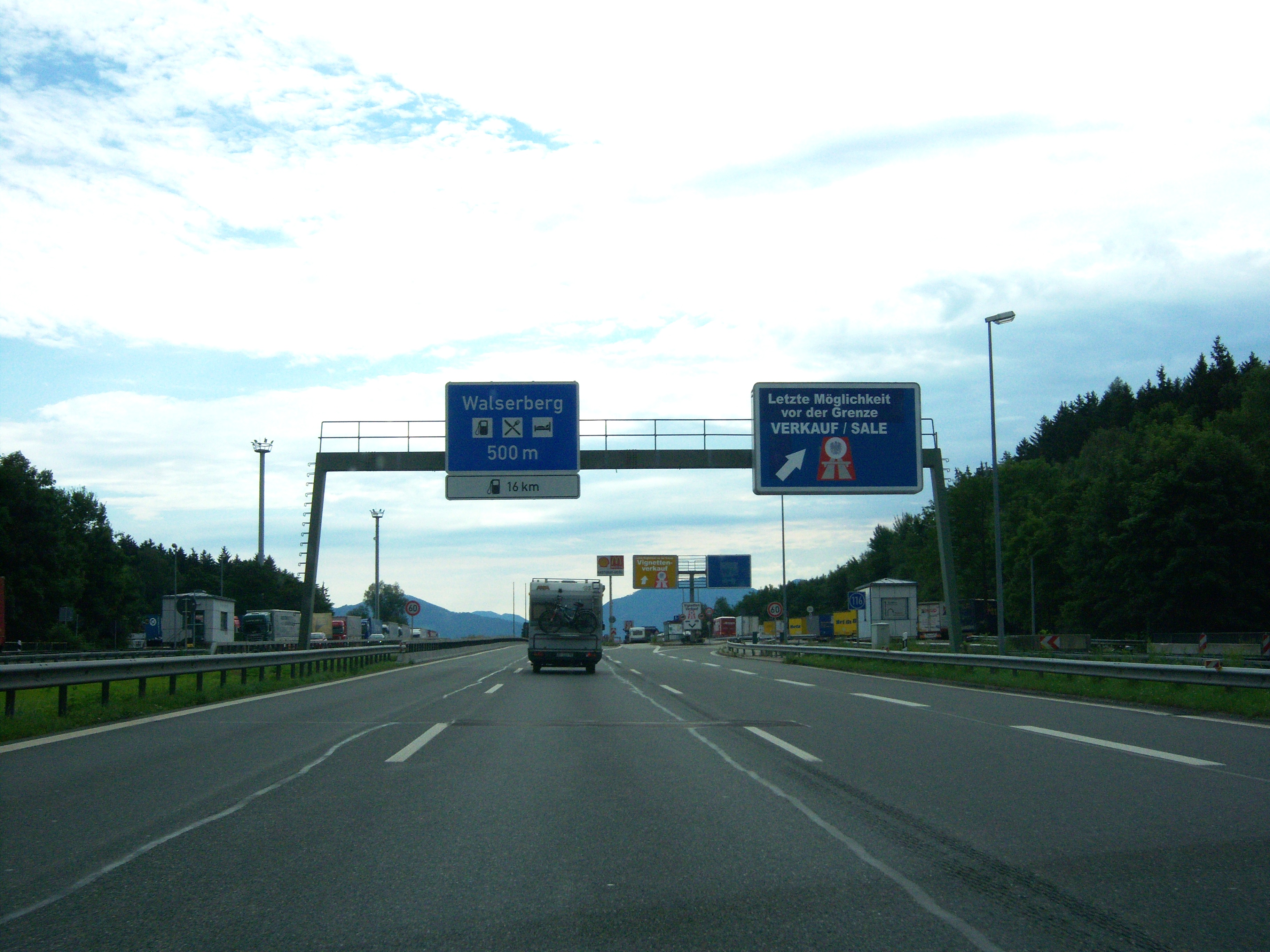
Grenzübergang Walserberg

### Abschnitte als Europastraße
Folgende Europastraßen verlaufen entlang der BAB 8:
- E 29: Luxemburgische Grenze–Dreieck Saarlouis
- E 52: Dreieck Karlsruhe–Dreieck München-Eschenried, Kreuz München-Süd–österreichische Grenze
- E 45: Kreuz München-Süd–Dreieck Inntal
- E 60: Dreieck Inntal–österreichische Grenze

## Baulücken

### Pirmasens–Karlsruhe
Ab Pirmasens ist die A 8 erstmals unterbrochen. Der Lückenschluss durch den Pfälzerwald bis Karlsruhe/Ettlingen wurde aus verschiedenen Gründen nie gebaut. Stattdessen wurde bzw. wird die B 10 vom Autobahnende in Pirmasens bis Landau in der Pfalz als Ersatz zwei- bis vierstreifig und weitgehend kreuzungsfrei ausgebaut.
Ab Landau schließt dann die A 65 und im weiteren Verlauf die wiederum als durchgehend vierstreifige Stadtautobahn ausgebaute Karlsruher Südtangente (von der Rheinbrücke Maxau bis hin zur Anschlussstelle Karlsruhe-Mitte der A 5) die verbleibende Lücke. Ob die B 10 in diesem Bereich künftig über eine zweite Rheinbrücke und eine Nordtangente in den Norden Karlsruhes verlegt wird, an der Anschlussstelle Karlsruhe-Nord an die A 5 anschließt und darüber am Autobahndreieck Karlsruhe wieder zur A 8 gelangt, ist noch offen.
Obwohl diese Route die kürzeste zwischen dem Saarland und dem mittleren und südlichen Baden-Württemberg darstellt, wird der Fernverkehr mit Ziel Karlsruhe auf den Wegweisern ab dem Kreuz Neunkirchen über die A 6, A 61 und A 5 durch die Rhein-Neckar-Region geführt.

### Stadtgebiet München
In München wird die A 8 unterbrochen. Über den nur im Norden und Osten von München geschlossenen Autobahnring A 99 besteht eine direkte Autobahnverbindung zum dritten Teilstück weiter Richtung Salzburg.
Die Umfahrung ab Autobahnkreuz München-West bzw. dem Autobahndreieck München-Eschenried über die A 99 Ost bis zum Kreuz München-Süd ist länger, aber eine durchgehend sechs- bis achtstreifige Autobahn. Der Anschluss über A 99 West/A 96/Mittlerer Ring/A 995 ist zwar kürzer, beinhaltet aber Stadtstraßen, die seit der Inbetriebnahme des Luise-Kiesselbach-Tunnels zumindest kreuzungsfrei sind.

## Geschichte
Größtenteils basiert der Verlauf der heutigen Bundesautobahn 8 auf Planungen, die aus der Weimarer Republik stammen und zur Zeit des Nationalsozialismus gebaut wurden. Lediglich das saarländische Teilstück entstand seit den 1970er Jahren, zum einen, um eine Autobahnverbindung nach Luxemburg zu schaffen, zum anderen, um eine – letztlich nie realisierte – durchgehende Autobahn zwischen dem Saarland und Süddeutschland herzustellen.

### 1927 bis 1933 – Erste Planungen

#### HaFraBa-Netzpläne
Schon zu Zeiten der Weimarer Republik plante der Verein HaFraBa e. V. ein Netz Fernstraßen, die dem Kraftverkehr vorbehalten waren. Bezogen sich die Planungen zunächst nur auf eine Strecke von Hamburg über Frankfurt nach Basel und weiter durch die Schweiz bis nach Italien, war in einem Netzplan von Robert Otzen aus dem Jahr 1927 bereits ein auf ganz Deutschland ausgebreitetes Fernstraßennetz eingezeichnet. Auch Strecken von Karlsruhe über Stuttgart nach München sowie von München nach Salzburg waren Bestandteil dieser Planung. Ein Netzplan von Theodor Golder aus dem Jahr 1930, der als Erweiterung zur HaFraBa-Stammstrecke angedacht war, wies diese Straßenverbindungen ebenfalls auf.
Auch eine Verbindung von Saarbrücken über Landau nach Karlsruhe war geplant, entsprechend dem der Planung aus den 1970er Jahren. Eine Fortsetzung von Saarbrücken nach Luxemburg war jedoch nicht aufgeführt.

#### Straßenplanung in Württemberg
Aufgrund des stark zunehmenden motorisierten Individualverkehres, dem damals noch schlecht ausgebaute Straßen mit zahlreichen Ortsdurchfahrten gegenüberstanden, wurden in Württemberg, wie zuvor schon im eine ähnliche Verkehrssituation aufweisenden Rheinland, die Planungen für die Kraftwagenstraße von Karlsruhe über Stuttgart nach München stärker in den Fokus genommen. Auch eine westliche Weiterführung bis Paris und eine östliche bis Wien war schon angedacht. Für den 76 km langen Abschnitt Stuttgart–Ulm wurden maßstabsgetreue Modelle erstellt, ehe Ende 1933, als die NSDAP bereits an der Macht war, die Trasse festgelegt wurde.
Als problematisch erwies sich die Querung der Schwäbischen Alb. Zunächst war geplant, den Höhenunterschied durch zwei Tunnel mit insgesamt 4 km Länge zu bewältigen. Dafür sollte die Autobahn ab Kirchheim über Nabern ins Neidlinger Tal geführt werden, ehe ein Tunnel unter dem Reußenstein durchführen und die Autobahn danach das Tal der Oberen Fils erreichen sollte. Nach einer 65 m hohen Talbrücke über die Fils wäre ein weiterer Tunnel gefolgt, durch den schließlich bei Hohenstadt die Albhochfläche erreicht worden wäre. Da man zum damaligen Zeitpunkt noch keinerlei Erfahrung mit dem Bau längerer Tunnelstrecken hatte und eine solche sehr teuer gewesen wäre, wurde die Planung später geändert. Nun sollte die Autobahn bei Bissingen das Randecker Maar hinauf und durch einen Tunnel auf die Albhochfläche führen. Die im Juni 1934 aufgestellte und letztlich auch realisierte Planung verzichtete dagegen ganz auf Tunnel, da sie viel weiter nördlich verlief.

### 1934 bis 1945 – Reichsautobahnbau
Obwohl die detailliert ausgearbeiteten Planungen des Vereins HaFraBa im Reichstag zunächst auf breite Ablehnung seitens der NSDAP stießen („Luxusstraßen der Reichen“), entschlossen sich die am 30. Januar 1933 an die Macht gekommenen Nationalsozialisten dennoch, diese Autobahnplanungen auszuführen. Ausschlaggebend hierfür war vor allem das Versprechen, die zu dieser Zeit hohe Arbeitslosigkeit durch den Bau der Autobahnen einzudämmen. Von den Nationalsozialisten als „Weltneuheit“ gepriesen, wurden für ihren Bau lediglich die seit 1932 baureifen HaFraBa-Pläne umgesetzt und die ein Jahr zuvor eröffnete Autobahn Köln–Bonn zur Landstraße degradiert. Auch nahm man sich ein Vorbild am Faschismus Benito Mussolinis, während dessen Regierungszeit schon 1924 die ersten dem Kraftverkehr vorbehaltenen Straßen (Autostrada dei Laghi) eröffnet wurden. Der Verein HaFraBa wurde nach der Machtergreifung in GEZUVOR („Gesellschaft zur Vorbereitung der Reichsautobahnen e. V.“) umbenannt, ehe im September 1933 offiziell die Arbeiten an der ersten Reichsautobahn zwischen Frankfurt am Main, Darmstadt und Mannheim begannen.

#### München–Salzburg
Neben der Reichsautobahn Frankfurt–Mannheim als Teil der HaFraBa-Planung galt die Strecke von München nach Salzburg als zweites großes Prestigeprojekt der Nationalsozialisten – sie sollte das Münchner Umland mit Tegernsee, Alpen und Chiemsee touristisch erschließen, außerdem durch die Anschlüsse an das nachgeordnete Straßennetz die Verkehrssituation im südöstlichen Bayern verbessern. Schon im Herbst 1933 wurden bei Taufkirchen Erdarbeiten als Vorbereitung für den Bau der 145 km langen Strecke München–Salzburg durchgeführt, nachdem am 1. September 1933 die Oberste Bauleitung München eingerichtet wurde. Spatenstich und offizieller Baubeginn war allerdings erst am 21. März 1934 im Zuge einer groß inszenierten Feier unter der Anwesenheit von Adolf Hitler. Diese stellte die Hauptveranstaltung zur Eröffnung der sogenannten Zweiten Arbeitsschlacht dar, als Reichsautobahn 26, bei der an 22 Stellen im Deutschen Reich gleichzeitig der erste Spatenstich für neue Reichsautobahnstrecken gesetzt wurde.
Bei der Streckenplanung wurde bewusst eine aufwändige Trassenführung mit starken Steigungen, Gefällen und zahlreichen Kurven gewählt, die vom Generalinspektor für das deutsche Straßenwesen Fritz Todt in Auftrag gegeben worden war. Das so mögliche „Autowandern“ war Bestandteil nationalsozialistischer Propaganda, der die Leistungen im Straßenbau mit einer bewussten Inszenierung der „Deutschen Heimat“ verband. Als „Panorama-Autobahn“ wurde die Strecke in fünf Abschnitte untergliedert: Nach der Fahrt durch das weitläufige Waldgebiet südlich von München ergibt sich dem Autofahrer ein imposanter Blick auf die Alpen. In unmittelbarer Nähe zum nördlichen Alpenrand führend schwenkt die Autobahn dann zum Chiemsee, an dessen südlichem Ufer sie entlang verläuft. Nachdem die Region um den Chiemsee verlassen wird, führt die Trasse weiter entlang der Alpen nach Salzburg. Um den Autofahrern den Panoramablick auf die Alpen zu ermöglichen, wurde die Autobahn mit einer bis zu 7 % steilen Trasse über den 700 m hohen Irschenberg geführt. Außerdem nahm man eine geschwungene Linienführung mit Kurven in Kauf, um die Trasse in die umgebende Landschaft anzupassen.
Da alle Bauwerke der Strecke in einem schlichten Stil schnell errichtet wurden, konnte die Autobahn zügig fertiggestellt werden: Der erste Abschnitt zwischen dem Autobahnende in München-Ramersdorf und Holzkirchen wurde am 29. Juni 1935 dem Verkehr übergeben. Im Januar 1936 folgte dann der Abschnitt bis Weyarn, im Mai 1936 bis Achenmühle und im August 1936 bis Siegsdorf. Herausragendstes Bauwerk ist die Mangfallbrücke bei Weyarn, die neben der Mainbrücke bei Frankfurt als zweites großes Brückenbauwerk der Reichsautobahnen fertiggestellt wurde.
Zwischen Siegsdorf und Bad Reichenhall wurde die Autobahn 1937 freigegeben. Dieses Teilstück wurde, da man für diesen Abschnitt eine geringe Verkehrsstärke prognostizierte, mit einem reduzierten Fahrbahnquerschnitt und engeren Kurvenradien ausgeführt. Am Chiemseeufer entstand dabei auch eine Raststätte mit Tankstelle und Bootsanlegestelle, das Rasthaus am Chiemsee.
Eine Weiterführung von Bad Reichenhall über die österreichische Grenze bis nach Salzburg war zu Beginn nicht in die Planungen aufgenommen worden (der Streckenverlauf wurde als München–Reichsgrenze angegeben), nach dem Anschluss Österreichs am 12. März 1938 wurde die Fortführung über Salzburg bis nach Wien vorangetrieben. Bis 1941 wurde die Autobahn dann bis kurz hinter Salzburg dem Verkehr übergeben, ehe durch den Zweiten Weltkrieg die Bautätigkeit ruhte. Kurz hinter der Grenze zu Österreich entstand ein Autobahndreieck für eine Reichsautobahnstrecke nach Süden in Richtung Villach, die bis in Höhe von Grödig (Anschlussstelle Salzburg-Süd) reichte. Erst in den 1960er Jahren wurde die Strecke im wiederhergestellten Österreich als West Autobahn (A1) komplettiert.

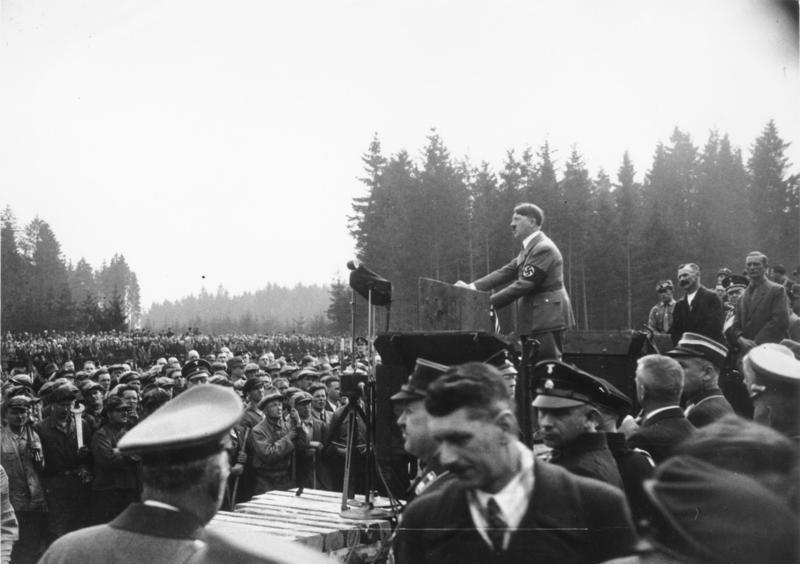
Eröffnungsfeier zum ersten Spatenstich bei Unterhaching 1934
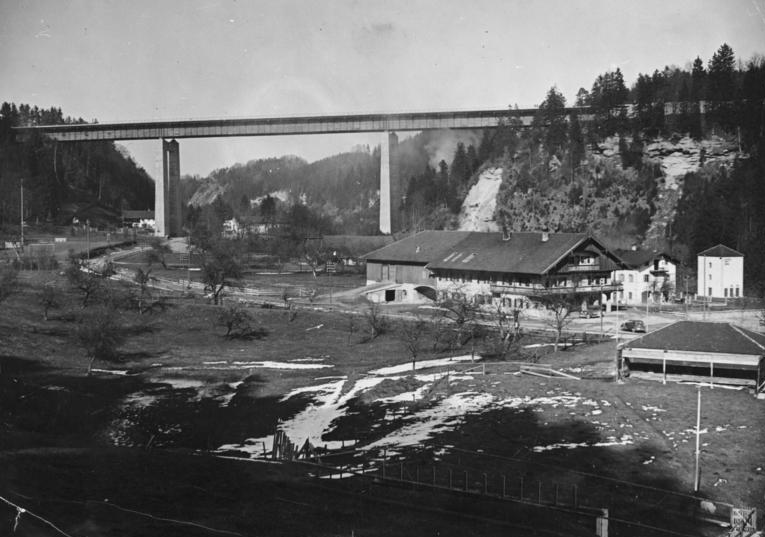
Die Mangfallbrücke, ca. 1936
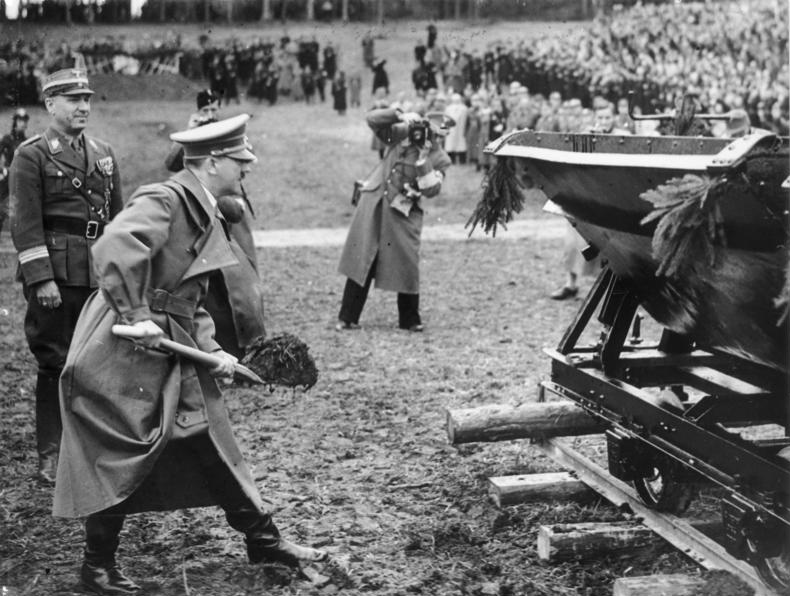
Spatenstich für die Fortsetzung nach Österreich am Walserberg, 1938

#### Karlsruhe–München
Wie der Abschnitt München–Salzburg war die Reichsautobahn von Karlsruhe über Stuttgart, Ulm und Augsburg nach München einer der 22 Autobahnneubauten, die im Rahmen der Zweiten Arbeitsschlacht entstanden. Zum 1. Januar 1934 wurde die Oberste Bauleitung Kraftfahrbahnen (OBK) Stuttgart eingerichtet. Der Spatenstich für die Teilstrecke Stuttgart–Ulm (Strecke 43) fand am 21. März 1934 bei Echterdingen statt. Auf dem größten Teil dieser Strecke stand die Trassenführung bereits mit der HaFraBa-Planung Anfang der 1930er Jahre fest. Am Albaufstieg hinter Kirchheim, für den verschiedene Varianten geplant worden waren, wurde die Trasse über Aichelberg gewählt – sie enthielt keine Tunnel, dafür ein langes Viadukt, was sich als kostengünstigste Variante erwies.
Die beiden ersten fertigen Abschnitte zwischen Karlsruhe und München lagen zwischen den Anschlussstellen Stuttgart-Degerloch und Wendlingen (damals Unterboihingen) sowie zwischen den Anschlussstellen Ulm-West und Ulm-Ost. Beide Strecken mit einer Gesamtlänge von 16 bzw. 5 km wurden am 27. September 1936 dem Verkehr übergeben – zeitgleich mit zahlreichen weiteren Teilstrecken im Reichsgebiet, darunter auch dem propagandistisch gefeierten 1000. gebauten Kilometer Reichsautobahn. Bis die östliche Fortsetzung der Strecke von Unterboihingen nach Kirchheim/Teck fertig war, dauerte es bis zum 28. August 1937. Zwei Monate später konnte am 30. Oktober 1937 auch die Strecke Kirchheim/Teck–Ulm-West fertiggestellt werden – hier wurde im westlichen Bereich aufgrund des schwierigen Terrains zunächst nur die nördliche Richtungsfahrbahn (Ulm–Stuttgart) entlang des Drackensteiner Hangs freigegeben. Diese als Albaufstieg bekannte Autobahnstrecke wies zum einen mit dem 60 m langen Nasenfelstunnel den ersten Autobahntunnel in Deutschland, zum anderen den mit 781 m ü. NN höchstgelegenen Punkt aller vor dem Zweiten Weltkrieg realisierten Reichsautobahnen auf. Gleichzeitig mit der aufwändigen Strecke von Kirchheim/Teck nach Ulm-West entstand auch der Abschnitt von der Anschlussstelle Ulm-Ost nach Leipheim. In diesem Bereich wird auf der Donaubrücke Leipheim, einer markanten Stahlbeton-Bogenbrücke, die Donau überquert. Von Leipheim wurde die Strecke bis nach Limbach bei Burgau am 14. September 1937 fertiggestellt.
Zum 17. Dezember 1937 wurde die westliche Streckenfortführung von Stuttgart-Degerloch bis zur Anschlussstelle Stuttgart-Südwest (am heutigen Autobahnkreuz Stuttgart) eröffnet. Zu diesem Zeitpunkt waren mit der gleichzeitigen Eröffnung anderer Autobahnteilstücke bereits 2000 km an Reichsautobahnen fertiggestellt. Im März 1938 eröffnete an der Südseite der Anschlussstelle Stuttgart-Degerloch eine Autobahntankstelle.
Die zweite Richtungsfahrbahn des Albaufstiegs wurde zwischen Aichelberg und Mühlhausen am 29. Juli 1938 für den Verkehr freigegeben. In diesem Bereich befand sich mit dem Aichelbergviadukt ein sehr markantes Brückenbauwerk, das bei einer Länge von 940 m eine Längsneigung von 7 % aufweist. Dieser Autobahnabschnitt gehörte damit zu den steilsten realisierten Reichsautobahn-Teilstücken. Zwar wurde auch zwischen Mühlhausen und Hohenstadt mit dem Bau der zweiten Richtungsfahrbahn begonnen, die in einem Abstand von etwa zwei Kilometern westlich der bestehenden Richtungsfahrbahn Stuttgart das obere Filstal hinauf verläuft und anschließend den Lämmerbuckel untertunnelt, der Zweite Weltkrieg verhinderte zunächst jedoch die Verkehrsfreigabe dieser Fahrbahn.
Die meisten noch verbliebenen Abschnitte der westlich und östlich an die Strecke 42 anschließenden Reichsautobahnstrecken Karlsruhe–Stuttgart (Strecke 36) und Ulm–München (Strecke 43) wurden Ende des Jahres 1938 fertiggestellt. Zum 5. November 1938 eröffnete das erste Teilstück westlich von Stuttgart zwischen den Anschlussstellen Pforzheim-Ost und Leonberg. Am 10. Dezember desselben Jahres folgten schließlich die Abschnitte Limbach–München-Obermenzing (93,3 km) und Dreieck Karlsruhe–Pforzheim-West (22,2 km). Während erstgenannter die Lücke zwischen Stuttgart und München schloss und dabei Augsburg an das Reichsautobahnnetz anschloss, fehlte nach Fertigstellung des Letztgenannten noch die Umgehung von Pforzheim. Erst am 7. November 1939 war mit der Verkehrsfreigabe zwischen Pforzheim-West und Pforzheim-Ost die Autobahn von Karlsruhe bis München durchgehend befahrbar. Noch im Laufe des Jahres 1939 eröffneten entlang der Strecke Rastanlagen bei Gruibingen und Leipheim.

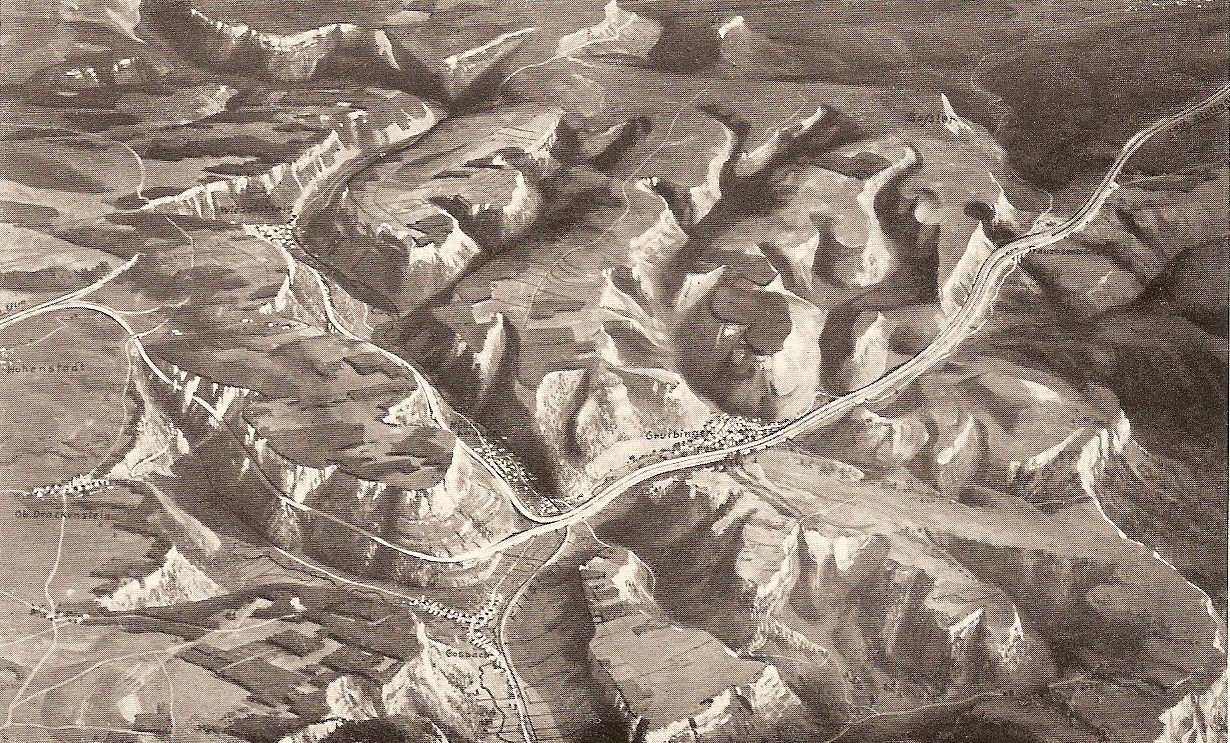
Reichsautobahn am Steilhang der Alb von Michael Zeno Diemer
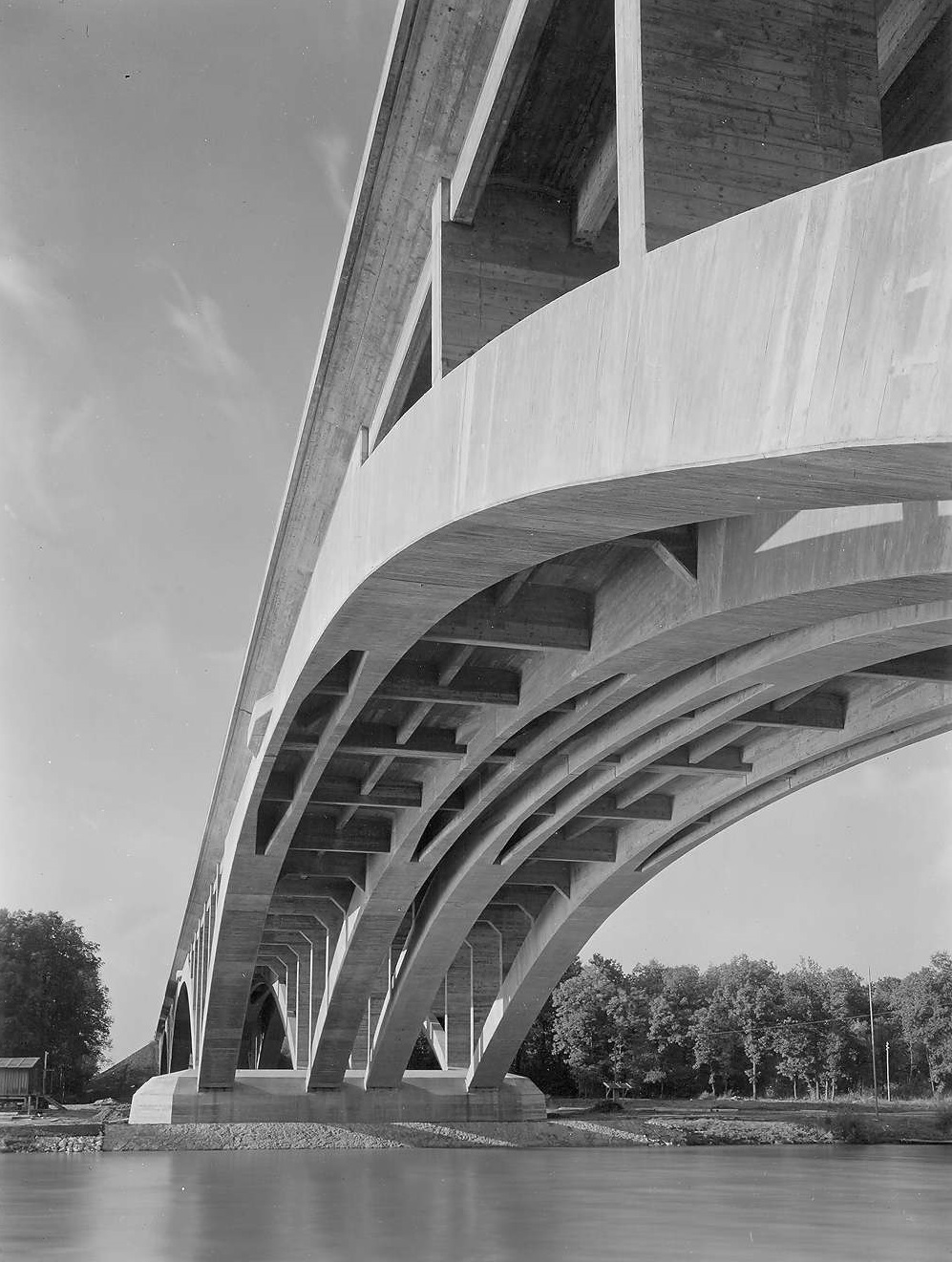
Donaubrücke bei Leipheim

### Zweiter Weltkrieg
Mit Ausbruch des Zweiten Weltkriegs im September 1939 kam der Autobahnbau im Deutschen Reich zum Erliegen, da die meisten Arbeiter von den Baustellen abgezogen wurden. Bis 1943 wurde mit Unterbrechung noch mit reduziertem Arbeitseinsatz unter dem Einsatz von Zwangsarbeitern (meist KZ-Häftlinge und Kriegsgefangene) an einigen Strecken weitergebaut, ab April 1943 kam es aufgrund eines Erlasses jedoch zu keiner Fortsetzung der Bauarbeiten und damit auch keinen Streckeneröffnungen mehr.
Die Strecken Karlsruhe–München und München–Salzburg wurden noch vor dem Zweiten Weltkrieg durchgehend befahrbar fertiggestellt, lediglich die zweite Fahrbahn des Albaufstiegs wurde nicht fertiggestellt. Der 1937 begonnene und 1942 fertiggestellte Lämmerbuckeltunnel entlang dieser Fahrbahn wurde im Krieg als bombensicherer Bunker zur Rüstungsmontage umfunktioniert, hier wurden Flugzeugmotoren unter anderem der Firma Daimler-Benz zusammengebaut. Zumindest eine Teilstrecke zwischen Augsburg und München diente als Abstellplatz für Flugzeuge, die gerade fertiggestellt wurden (Me-262, Ju-188, Ju-288, Me-410, He-177, He-219). Diese konnten dann direkt von der Autobahn in den Einsatz starten.
In den letzten Kriegstagen sprengte die Wehrmacht zahlreiche Autobahnbrücken, um ein Vorrücken der Alliierten zu erschweren. Entlang der Strecke Karlsruhe–München fielen die Lechbrücke bei Augsburg, die Donaubrücke bei Leipheim, das Aichelbergviadukt, das Franzosenschluchtviadukt und die Drachenlochbrücke am Albaufstieg sowie das Sulzbachviadukt bei Wendlingen den Sprengungen zum Opfer, womit Teilstücke der Autobahn unpassierbar waren. Zwischen München und Salzburg sprengten Truppen der Waffen-SS die Mangfallbrücke bei Weyarn.

### Nachkriegszeit

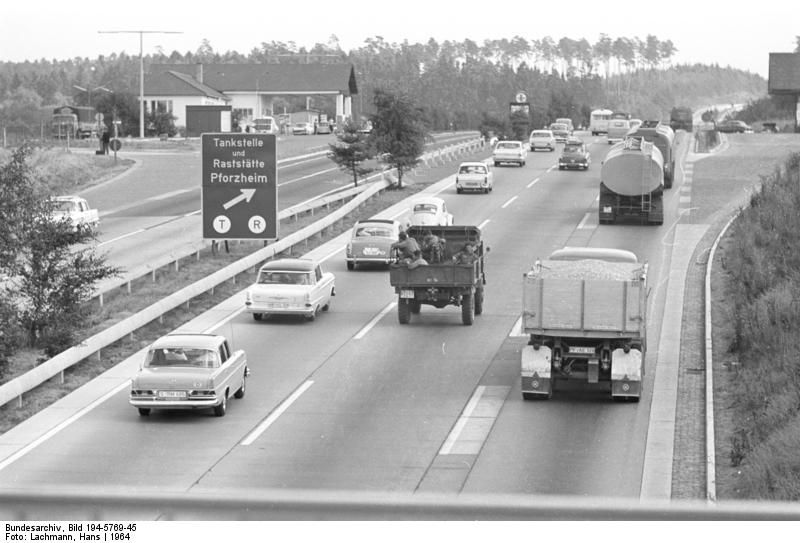
Dichter Verkehr an der Raststätte Pforzheim im Jahr 1964

Mit der Kapitulation der Wehrmacht und dem damit einhergehenden Ende des Zweiten Weltkrieges in Europa besetzen US-amerikanische Truppen den Süden und Westen Deutschlands. Im Juni 1945 erhielt Frankreich Teile der britischen und amerikanischen Besatzungszone und wurde damit eine eigenständige Besatzungsmacht. Neben dem heutigen Bundesland Rheinland-Pfalz, das aus dem Südteil der preußischen Rheinprovinz, Teilen der preußischen Provinz Hessen-Nassau und des Volksstaats Hessen und der ehemals bayerischen Pfalz entstand, erhielt Frankreich ein Gebiet im Süden der Länder Baden und Württemberg. Die Grenze zum amerikanischen Nordteil der beiden Länder folgte aus strategischen Gründen einer Linie südlich der Autobahn Karlsruhe–München. Zum einen war der industrialisierte Norden Badens und Württembergs unter amerikanischer Kontrolle, zum anderen war über das Reichsautobahnnetz ein Anschluss an die restlichen amerikanischen Gebiete gegeben. Aus dem französischen Südteil entstanden die Länder Baden und Württemberg-Hohenzollern, aus dem amerikanischen Nordteil Württemberg-Baden.
Zumeist wurden die Kriegsschäden entlang der Strecke nur provisorisch behoben. Erst nach der Gründung der Bundesrepublik im Jahr 1949, mit der die ehemaligen Reichsautobahnen im Gebiet der drei westlichen Besatzungszonen in das Eigentum des Bundes kamen, folgte die endgültige Wiederherstellung der gesprengten Brückenbauwerke. Von 1946 bis 1951 wurden Teile der heutigen Autobahn bei Karlsruhe als Rennstrecke genutzt, beim Karlsruher Dreiecksrennen nahmen prominente Rennfahrer wie Karl Kling und Hans Stuck teil. Die Länder Baden, Württemberg-Baden und Württemberg-Hohenzollern vereinigten sich 1952 nach einer Volksabstimmung zum neuen Bundesland Baden-Württemberg.
Die Mangfallbrücke im Abschnitt zwischen München und Salzburg wurde von 1946 bis 1948 zunächst mit einem provisorischen Überbau begrenzt passierbar gemacht, ehe 1958 ein kompletter Neubau des Überbaus bei Verwendung der erhalten gebliebenen Pfeiler durchgeführt wurde.
Das Sulzbachviadukt bei Denkendorf wurde von 1950 bis 1952 neu errichtet, das weniger zerstörte Aichelbergviadukt einige Kilometer weiter östlich wurde 1951 wieder dem Verkehr übergeben.
Noch bis in die 1950er Jahre war der Abschnitt im Enztal östlich von Pforzheim mit dem Kopfsteinpflaster aus der Zeit des Reichsautobahnbaus ausgeführt. Erst zwischen 1956 und 1960 wurde eine Asphaltdecke eingebaut.
Im Jahr 1958 wurde an der Anschlussstelle Adelsried westlich von Augsburg die erste Autobahnkirche Deutschlands geweiht.

#### Fertigstellung des Albaufstiegs
Die zweite Fahrbahn des Albaufstiegs entlang des Filstales (Richtungsfahrbahn München/Ulm) war zwar schon unter den Nationalsozialisten begonnen worden, aufgrund der Nutzung des Lämmerbuckeltunnels als Montagehalle für Flugzeugmotoren für den Verkehr gesperrt. Der Tunnel, Brückenpfeiler und die freigerodete Trasse waren bereits vorhanden, als 1955 die Arbeiten für die Fertigstellung der Fahrbahn begannen. Im Mai 1957 wurde die Strecke dem Verkehr übergeben, womit nach fast 20 Jahren auch der Betrieb im Gegenverkehr auf der Richtungsfahrbahn Stuttgart am Drackensteiner Hang wegfiel.

#### Fortführung durch München

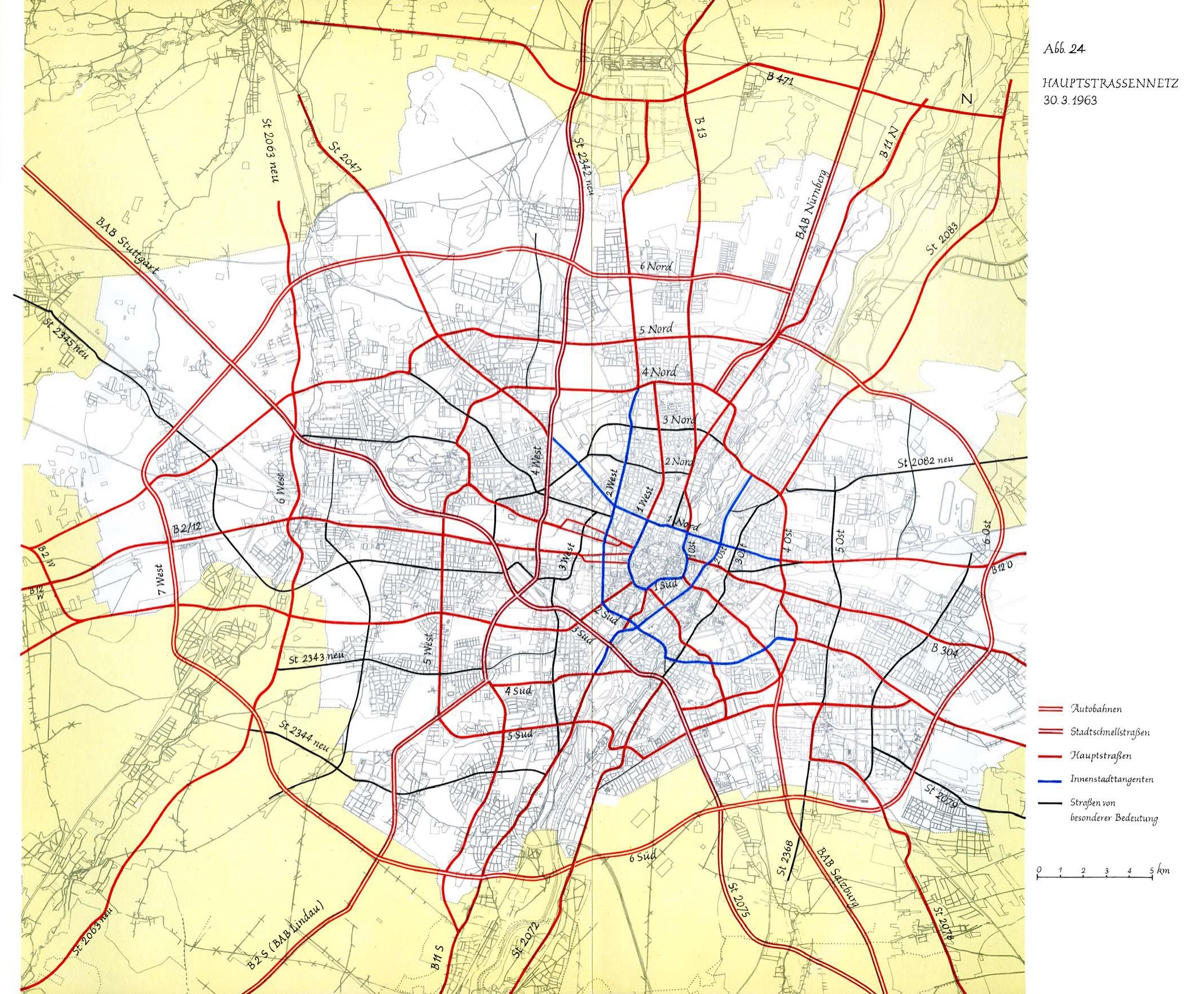
Planung von 1963 mit Lückenschluss auf Münchner Stadtgebiet

Im Münchner Stadtentwicklungsplan von 1963 war noch geplant, die Lücke im Stadtgebiet zu schließen. Die Autobahn wäre im Sinne einer autogerechten Stadt durch den heutigen „Durchblickpark“ in Pasing-Obermenzing und weiter südlich des Nymphenburger Parks geführt worden, hätte dann auf dem Gelände des heutigen Westparks die nach Süden zur heutigen A 95 durchgezogene A 92 gekreuzt und wäre südlich der Theresienwiese weiter über die heutige Streckenführung der A 995 geführt worden.

### Einführung der Autobahnnummerierung
Zum 1. Januar 1975 wurde für die Autobahnen in der Bundesrepublik Deutschland und West-Berlin ein neues, einheitliches Nummerierungsschema eingeführt. Waren zunächst nur intern geführte Nummerierungen verwendet worden und auf den Wegweisern ausschließlich die Nummern der auf der Trasse verlaufenden Europastraßen ausgeschildert, wurde die neue nationale Nummerierung vorgezogen. Ein zuvor im Bedarfsplan Bundesfernstraßen 1971–1985 beschriebenes System, das den vom Berliner Ring abzweigenden Strecken die einstelligen Nummern A 1 bis A 6 zuordnete, konnte sich, auch im Hinblick auf die damals noch bestehende deutsche Teilung, nicht durchsetzen. Die Nummer A 8 war in diesem System nicht vorgesehen, nach den einstellig nummerierten, von Berlin wegführenden Autobahnen sollte die A 10, bestehend aus der Nord-Süd-Autobahn von Flensburg über Hamburg, Hannover und Frankfurt am Main nach Basel, folgen. Die heutige Bundesautobahn 8 trug in diesem System die Nummern A 21 (Karlsruhe–München–Salzburg) und A 172 (Luxemburg–Pirmasens).
Das letztendlich angewendete System vergibt den überregional wichtigen Autobahnen, meist Strecken aus der HaFraBa-Planung, einstellige Nummern – ungerade für in Nord-Süd-Richtung verlaufende, gerade in Ost-West-Richtung, aufsteigend von Norden nach Süden bzw. Westen nach Osten. Der südlichsten West-Ost-Verbindung, zwischen luxemburgischer und österreichischer Grenze, wurde die Nummer 8 zugeordnet. Zu dieser Zeit war noch geplant, eine Autobahnverbindung durch den Pfälzer Wald zwischen Pirmasens und Karlsruhe herzustellen. Die westliche Münchner Stadteinfahrt der A 8 war in früheren Jahren ab dem Kreuz München-West als A 998 geplant, die südliche Stadteinfahrt ab dem Kreuz München-Süd als A 994.

### Bau der Saarstrecke

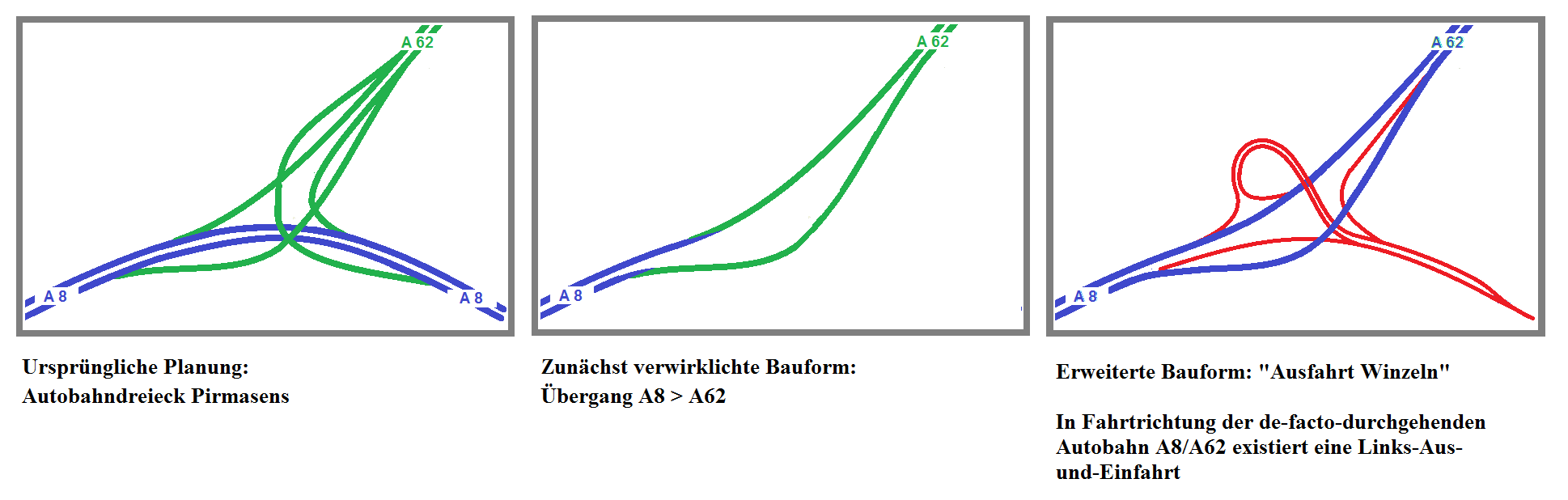
Ursprünglich geplantes Autobahndreieck Pirmasens; heute realisiert als Anschlussstelle Pirmasens-Winzeln

Das Teilstück zwischen der luxemburgischen Grenze und Pirmasens geht auf Fernstraßenplanungen des autonomen Saarlands aus den fünfziger Jahren zurück, als erstmals eine leistungsfähige Verbindung zwischen Luxemburg und Saarbrücken unter der Bezeichnung F 101 geplant war. Nachdem 1957 das Saarland in die Bundesrepublik Deutschland eingegliedert wurde, liefen die Planungen als Bundesstraße 406.
Der erste realisierte Abschnitt des Vorgängers der heutigen Autobahn entstand dann 1959 zusammen mit der damals fertiggestellten Autobahn Saarbrücken–Mannheim (heutige BAB 6). Dieser sogenannte Zubringer Limbach diente zunächst als Auffahrt zur Autobahn aus Richtung Homburg, wurde dann ab 1961 schrittweise als Bundesstraße 10 in westliche Richtung nach Spiesen und in östliche Richtung nach Einöd verlängert, womit die Städte Neunkirchen und Zweibrücken eine leistungsfähige Straßenverbindung erhielten. Vorgesehen war, die Kraftfahrstraße zweibahnig auszubauen, der Planfeststellungsbeschluss hierfür erging 1965. Im Jahr 1971 war die Strecke dann auf 20 km Länge zweibahnig auf vier Fahrstreifen ausgebaut und wurde im Zuge dieses Ausbaus zur Autobahn A 170 aufgestuft.
Bis 1973 wurde die A 171 in westliche Richtung nach Friedrichsthal verlängert, 1975 dann in östliche Richtung nach Zweibrücken. Die markante Sulzbachtalbrücke am westlichen Ausbauende entstand bereits von 1966 bis 1969. Im selben Jahr wurde mit der Neunummerierung des deutschen Autobahnnetzes die A 171 der Bundesautobahn 8 zugeschlagen (Abschnitt Saarbrücken–Karlsruhe). 1979 folgten weitere 13 km von Zweibrücken bis nach Walshausen.
Ende der 1960er Jahre entstand eine zweibahnige Nordumfahrung von Saarlouis, die von der B 406 abzweigte und bis Saarwellingen führte. Der erste Abschnitt dieser Strecke wurde 1967 fertiggestellt und umfasste den Bereich der Saarüberquerung bis Saarlouis-Roden. Bis 1974 war die Straße bis Saarwellingen fertiggestellt. Zwischen Saarlouis und Merzig wurde 1978 ein rund 2 km langer Abschnitt der B 406 bei Merzig-Mechern um eine zweite Richtungsfahrbahn ergänzt. Im Jahr 1980 wurde dieser Abschnitt um knapp 4 km in Richtung Süden bis kurz vor Rehlingen weitergebaut und zur Bundesautobahn 8 aufgestuft. Dabei wurde der Abschnitt Machern–Rehlingen auf neuer Trasse unmittelbar am Ufer der Saar, der Abschnitt Rehlingen–Dreieck Saarlouis auf der bestehenden, um eine zweite Richtungsfahrbahn ergänzten Trasse der bestehenden Bundesstraße gebaut. Zusammen mit dem Ausbau wurde auch die größtenteils schon zweibahnig ausgebaute B 406 bis Saarbrücken zur Autobahn (BAB 620) hochgestuft.
Der Weiterbau in Richtung Luxemburg war einige Zeit als direkte Führung nach Luxemburg-Stadt mit Moselquerung bei Remich angedacht. In den 1980er Jahren wurden die Pläne dahingehend geändert, dass die Moselquerung nun bei Perl erfolgen und die Autobahn auf luxemburgischer Seite als Querverbindung durch das südliche Staatsgebiet führen sollte.
Ein Jahr später, im Jahr 1981, wurden gleich drei Abschnitte des saarländischen BAB-8-Abschnitts fertiggestellt: Zunächst 2 km zweibahnige Strecke zwischen den Anschlussstellen Merzig-Schwemlingen und Merzig. Mit Freigabe des Abschnitts Saarwellingen–Schwalbach wurde außerdem die nördliche Umfahrung von Saarlouis zur Autobahn hochgestuft. Auch entstand das Teilstück zwischen Walshausen und Pirmasens. Die letztgenannte Strecke band die Kreisstadt erstmals ans Fernstraßennetz an und enthielt am östlichen Ende südwestlich von Pirmasens bereits Vorleistungen für ein Autobahndreieck mit Fortsetzung in Richtung Karlsruhe. Die realisierten Fahrbahnen waren als Verbindungsrampen von Zweibrücken auf die BAB 62 in Richtung Trier vorgesehen, auch eine Brücke zur Überführung der Fortsetzung in Richtung Karlsruhe wurde gebaut. Der Bau der 7,4 km langen Strecke kostete damals rund 76 Millionen DM.
Der Weiterbau von Merzig zur luxemburgischen Grenze bei Perl begann in den 1980er Jahren und wurde zunächst mit nur einer Richtungsfahrbahn ausgeführt. Der erste rund 6 km lange Abschnitt zwischen den Anschlussstellen Merzig-Schwemlingen und Merzig-Wellingen wurde 1984 auf der nördlichen Richtungsfahrbahn mit zwei Fahrspuren in westliche und einer in östliche Fahrtrichtung fertiggestellt, um auf der Steigungsstrecke aus dem Saartal hinaus in den Saargau überholen zu können. Der folgende 11 km lange Abschnitt von Wellingen weiter bis zur Anschlussstelle Perl-Borg wurde 1997 fertiggestellt und umfasste auf dem größten Teil ebenfalls nur eine fertige Richtungsfahrbahn – eine Ausnahme ist der bereits seit Beginn in zwei Röhren befahrbare, rund 600 m lange Tunnel Pellinger Berg unmittelbar östlich von Wellingen. Im Jahr 2002 wurden weitere 3,5 km bis zur Anschlussstelle Perl fertiggestellt, die unmittelbar an der luxemburgischen Grenze liegt. Ein Jahr später, 2003, wurde zum einen mit dem Viadukt von Schengen über die Mosel, die hier den Grenzfluss zu Luxemburg bildet, die grenzüberschreitende Verbindung fertiggestellt, gleichzeitig wurde zwischen Perl und Merzig-Wellingen die zweite Richtungsfahrbahn dem Verkehr übergeben.
Der letzte noch nicht auf Autobahnstandard ausgebaute Abschnitt zwischen den Anschlussstellen Merzig-Wellingen und Merzig-Schwemlingen, der zwei Talbrücken und eine unbewirtschaftete Rastanlage beinhaltet, wurde erst Mitte der 2010er Jahre ausgebaut. Insbesondere der Pendlerverkehr aus dem Saarland nach Luxemburg sorgte nach Fertigstellung der BAB 8 und der luxemburgischen A 13 für steigende Belastung auf diesem Teilstück. Die Bundesmittel für den seit dem Bundesverkehrswegeplan 2003 als vordringlicher Bedarf geplanten Vollausbau wurden am 31. Juli 2014 freigegeben. Neben dem Bau von zwei neuen Brückenbauwerken und der grundhaften Instandsetzung der vorhandenen Richtungsfahrbahn war auch die Erweiterung des Rastplatzes Weiler Süd Teil des Ausbaus. Im Januar 2015 wurden Rodungen entlang der Trasse durchgeführt, ehe ab April desselben Jahres die ersten Bauarbeiten begannen. Mitte 2016 war die neue Richtungsfahrbahn weitgehend fertig, sodass die Erneuerung der Bestandsfahrbahn beginnen konnte. Im August 2018 wurde die jetzt durchgehend zweibahnig mit Autobahnquerschnitt fertiggestellte Trasse eröffnet.

### Liste der Verkehrsfreigaben
| Abschnitt                                    | Jahr       | km      |
| -------------------------------------------- | ---------- | ------- |
| Grenze D/L – AS Perl                         | 2003       | 0,9 km  |
| AS Perl – AS Perl-Borg                       | 2002, 2003 | 3,5 km  |
| AS Perl-Borg – AS Merzig-Wellingen           | 1997, 2003 | 11,1 km |
| AS Merzig-Wellingen – AS Merzig-Schwemlingen | 1984, 2018 | 6,2 km  |
| AS Merzig-Schwemlingen – AS Merzig           | 1981       | 2,2 km  |
| AS Merzig – Mechern                          | 1978, 1980 | 1,8 km  |
| Mechern – Niedmündung                        | 1980       | 4,3 km  |
| Niedmündung – Rehlingen                      | 1985       | 4,4 km  |
| Rehlingen – AS Dillingen-Mitte               | 1986       | 1,6 km  |
| Saarwellingen – Schwarzenholz                | 1981       | 6,7 km  |
| Schwarzenholz – Kreuz Saarbrücken            | 1982       | 11,1 km |
| Dreieck Friedrichsthal – AS Elversberg       | 1972       | 3,6 km  |
| AS Elversberg – AS Neunkirchen/Spiesen       | 1973       | 2,2 km  |
| AS Neunkirchen/Spiesen – AS Einöd            | 1971       | 19,6 km |
| AS Einöd – AS Zweibrücken                    | 1975       | 4,9 km  |
| AS Zweibrücken – AS Walshausen               | 1979       | 12,5 km |
| AS Walshausen – AS Pirmasens                 | 1981       | 4,9 km  |
| Dreieck Karlsruhe – AS Pforzheim-West        | 1938       | 22 km   |
| AS Pforzheim-West – AS Pforzheim-Ost         | 1939       | 9 km    |
| AS Pforzheim-Ost – Kreuz Stuttgart           | 1938       | 34 km   |
| Kreuz Stuttgart – AS Stuttgart-Degerloch     | 1937       | 7 km    |
| AS Stuttgart-Degerloch – Unterboihingen      | 1936       | 16 km   |
| Unterboihingen – AS Ulm-West                 | 1937       | 58 km   |
| AS Ulm-West – AS Ulm-Ost                     | 1936       | 5 km    |
| AS Ulm-Ost – Limbach                         | 1937       | 25 km   |
| Limbach – München-West                       | 1938       | 93 km   |
| AS Holzkirchen – AS Traunstein/Siegsdorf     | 1936       | 74 km   |
| AS Traunstein/Siegsdorf – AS Bad Reichenhall | 1937       | 22 km   |
| AS Bad Reichenhall – Grenze D/A              | 1938       | 2 km    |

## Verkehrsaufkommen
Große Teile der BAB 8 im gesamten Verlauf zwischen Karlsruhe und Salzburg sind sehr verkehrsreich. Weil die meisten Autobahnprojekte dort in den 1970er Jahren fallengelassen oder nur abschnittsweise als zweibahnige Kraftfahrstraße realisiert wurden, ist sie im Einzugsgebiet der baden-württembergischen Landeshauptstadt Stuttgart neben der BAB 81 die einzige andere überregionale Autobahnstrecke. Der Abschnitt, auf dem diese beiden Autobahnen zusammen auf einer Trasse verlaufen, ist deshalb der am stärksten befahrene Autobahnabschnitt in Baden-Württemberg. Dieses Teilstück wurde achtspurig ausgebaut, dort wurden außerdem eine Verkehrsbeeinflussungsanlage sowie eine temporäre Standstreifenfreigabe eingerichtet. Weitere Maßnahmen sind in Planung.
Da auf den Bau der „Voralpenautobahn“ (BAB 98) zwischen Weil am Rhein und Irschenberg verzichtet wurde, ist die BAB 8 heute die südlichste durchgehende Ost-West-Verbindung in Deutschland. Viele Jahrzehnte war das östliche Ende des mittleren Abschnitts in München-Obermenzing ein Nadelöhr, da die BAB 99 nicht komplett gebaut wurde und das Autobahnende in Obermenzing einige Kilometer durch Stadtstraßen getrennt vom Mittleren Ring lag, auf den alle restlichen ins Münchner Stadtgebiet führenden Autobahnen münden. Der Verkehr wurde daher entweder durchs Münchner Stadtgebiet oder über die Anschlussstelle Dachau/Fürstenfeldbruck und die B 471 geleitet. Mit dem Bau der BAB 99 bis München-West im Jahr 1999 und dem sechsstreifigen Ausbau, der schrittweise seit vielen Jahren vorangetrieben und in großen Teilen fertiggestellt wurde, hat sich die Verkehrssituation dort deutlich entspannt.
Auch südlich von München ist die Autobahn stark befahren, zum einen durch Urlaubsverkehr nach Österreich und Italien, zum anderen durch Einpendler aus dem Münchner Umland. Hier wurde die Strecke schon in den 1970er und 1980er Jahren dem Verkehrsaufkommen entsprechend auf drei bis vier Fahrspuren pro Richtung ausgebaut.
Abschnitte mit durchschnittlicher täglicher Verkehrsstärke (DTV) von mehr als 100.000 Fahrzeugen pro Tag 2015
| Abschnitt                                            | DTV     |
| ---------------------------------------------------- | ------- |
| Heimsheim – Rutesheim                                | 111.600 |
| Rutesheim – Leonberg-West                            | 108.500 |
| Leonberg-West – Dreieck Leonberg                     | 117.500 |
| Dreieck Leonberg – Leonberg-Ost                      | 140.500 |
| Leonberg-Ost – Kreuz Stuttgart                       | 154.000 |
| Kreuz Stuttgart – Stuttgart-Möhringen                | 101.900 |
| Stuttgart-Möhringen – Stuttgart-Degerloch            | 117.000 |
| Stuttgart-Plieningen – Esslingen                     | 100.000 |
| Dachau/Fürstenfeldbruck – Dreieck München-Eschenried | 103.500 |
| Kreuz München-Süd – Hofoldinger Forst                | 117.400 |
| Hofoldinger Forst – Holzkirchen                      | 106.900 |

## Ausbau
Während der Saarabschnitt zwischen Perl und Pirmasens seit Fertigstellung der zweiten Richtungsfahrbahn bei Merzig im Jahr 2018 den Verkehrsmengen entsprechend ausgebaut ist, soll ein vollständiger Ausbau auf sechs bis acht Fahrstreifen zwischen dem Autobahndreieck Karlsruhe und dem Dreieck München/Eschenried sowie vom Kreuz München-Süd bis zur Bundesgrenze bei Bad Reichenhall erreicht werden. Noch Anfang der 2000er Jahre war der größte Teil der mittlerweile ausgebauten bzw. sich im Ausbau befindlichen Abschnitte als vierstreifige Trasse ohne Standstreifen, mit verkürzten oder nicht vorhandenen Ein- und Ausfädelungsstreifen sowie starken Steigungen und Gefällen ausgelegt, die zusammen mit dem hohen Verkehrsaufkommen zu zahlreichen Unfällen führten.

### Perl – Pirmasens
Der saarländische und rheinland-pfälzische Abschnitt der BAB 8 ist seit Fertigstellung beider Richtungsfahrbahnen zwischen Perl und Merzig größtenteils mit vier Fahrstreifen unter Verkehr. Am Moselaufstieg bei Perl gibt es einen dritten Zusatzfahrstreifen für die Fahrtrichtung Pirmasens, zwischen dem Autobahndreieck Friedrichsthal und der Anschlussstelle Neunkirchen/Spiesen ist die Autobahn sechsstreifig. Zwischen Neunkirchen und Zweibrücken fehlen abschnittsweise Standstreifen, etwa an Brückenbauwerken, da die Autobahn in diesem Bereich als Kraftfahrstraße konzipiert und erst einige Jahre später aufgestuft wurde.

### Karlsruhe – Stuttgart
Die ersten Planungen für einen sechsstreifigen Ausbau zwischen dem Autobahndreieck Karlsruhe und dem Autobahndreieck Leonberg stammen aus den 1970er Jahren. Im Zuge der Planungen für die Saarlandlinie von der saarländischen Landesgrenze durch den Pfälzer Wald nach Karlsruhe war vorgesehen, dass diese Autobahnstrecke durch den Bienwald führen, bei Neuburg den Rhein überqueren und südlich an Karlsruhe vorbei bei Ettlingen-Bruchhausen die BAB 5 kreuzen sollte. Östlich hiervon war unter der Bezeichnung  Albgaulinie eine Führung am nördlichen Rand des Schwarzwalds südlich an Pforzheim vorbei geplant, die bei Wimsheim auf die bestehende Strecke aus den 1930er-Jahren treffen sollte. Die Bestandsstrecke zwischen Karlsruhe und Pforzheim hätte bei einer Realisierung dieser Planung gemäß dem Nummerierungsschema von 1975 die Bezeichnung Bundesautobahn 82 (BAB 82) bekommen. Aufgrund massiver ökologischer Bedenken bezüglich der Streckenführung wurde das Projekt Albgaulinie im November 1976 verworfen, stattdessen der sechsstreifige Ausbau der Bestandstrasse forciert.
Bis das erste Teilstück auf diesem Streckenabschnitt tatsächlich erweitert wurde, vergingen fast 20 Jahre. Nachdem die Wettersbachtalbrücke von 1990 bis 1993 durch einen Neubau ersetzt wurde, begann man Mitte der 1990er Jahre mit dem Ausbau, zunächst zwischen dem Autobahndreieck Karlsruhe und der Anschlussstelle Karlsbad. In diesem Bereich befindet sich eine markante Steigungs-/Gefällestrecke, die aus der Rheinebene hinaus auf ein Plateau am nördlichen Rand des Nordschwarzwalds führt. Dieser rund 7 km lange Abschnitt wurde 1998 fertiggestellt und 2022 bergauf mit einer Verkehrsbeeinflussungsanlage zur temporären Seitenstreifenfreigabe versehen. Neben der Verlegung der Trasse in Höhe der Anschlussstelle Karlsbad und der Umgestaltung dieser entstand in jeder Fahrtrichtung eine neue unbewirtschaftete Rastanlage. Als Nächstes wurde auf knapp 9 km zwischen den Anschlussstellen Pforzheim-West und Pforzheim-Ost gebaut. In diesem Bereich wurde eine zusätzliche Anschlussstelle (Pforzheim-Nord) gebaut, die auf die B 294 führt. Das östliche Ausbauende befindet sich kurz vor der Kurve am Abstieg ins Enztal, von hier bis zur Anschlussstelle Pforzheim-Ost wurde die Autobahn zunächst nicht erweitert. Diese Teilstrecke wurde im Jahr 2000 fertiggestellt.
Die Bautätigkeit zwischen Pforzheim und dem Autobahndreieck Leonberg begann für den 10,5 km langen Abschnitt Heimsheim–Leonberg im März 2006, nachdem der Planfeststellungsbeschluss 1997 abgeschlossen werden konnte und der Neubau der Neuenbühltalbrücke bereits 2003 begann. Der schmale Querschnitt ohne vorhandenen Standstreifen in Verbindung mit hoher Verkehrsbelastung (über 70.000 Kfz/Tag 2005 mit hohen Schwerverkehrsanteil) machten einen grundständigen Ausbau notwendig, der in Form eines vollständigen Fahrbahnneubaus im Trassenband parallel zur Bestandsstrecke durchgeführt wurde. Am 26. Juli 2007 wurde der Verkehr in beiden Richtungen auf eine fertiggestellte neue Richtungsfahrbahn umgelegt, sodass der Abbruch der Bestandsstrecke beginnen konnte. Bei Rutesheim und im westlichen Stadtgebiet von Leonberg wurden darüber hinaus zwei neue Anschlussstellen errichtet. Der Abschnitt Heimsheim–Leonberg wurde schließlich im September 2008 freigegeben.
Der rund 12 km lange Abschnitt zwischen dem Rasthof Pforzheim und der Anschlussstelle Heimsheim wurde für den Ausbau in drei Baulose (Teilabschnitte) unterteilt: Vom Rasthof Pforzheim zur neu zu errichtenden Anschlussstelle Pforzheim-Süd, von Pforzheim-Süd bis Wimsheim und von Wimsheim bis zur Anschlussstelle Heimsheim. Im nördlichen Bereich waren die beiden neuen Fahrbahnen bereits im Oktober 2007 fertiggestellt und die neue Anschlussstelle für den Verkehr freigegeben. Die Fertigstellung des zweiten Bauloses zwischen der Anschlussstelle Pforzheim-Süd und Wimsheim folgte ein Jahr später am 11. September 2008. Die Fahrbahn zwischen Pforzheim-Süd und Pforzheim-Nord wurde zwischen Juli 2008 und August 2009 generalsaniert. Zwischen Wimsheim und der Anschlussstelle Heimsheim wurde mit dem Ausbau auf 4,8 km erst nach Fertigstellung der beiden anderen Baulose im August 2009 begonnen, um eine zu lange Baustellenstrecke zu vermeiden. Nachdem die Rodungsarbeiten beendet wurden, begann der Bau der ersten Richtungsfahrbahn, auf die der Verkehr im August 2010 verlegt wurde, anschließend folgte der Bau der zweiten Fahrbahn. Am 17. Oktober 2011 wurde dieser Abschnitt dann auf beiden Fahrbahnen für den Verkehr freigegeben, womit das letzte Stück zwischen Pforzheim und Leonberg auf sechs Fahrstreifen fertiggestellt war. Mit Planungsstand 2011 war beabsichtigt, den gesamten Abschnitt zwischen Karlsruhe und Stuttgart bis etwa 2020 sechsstreifig ausgebaut zu haben.

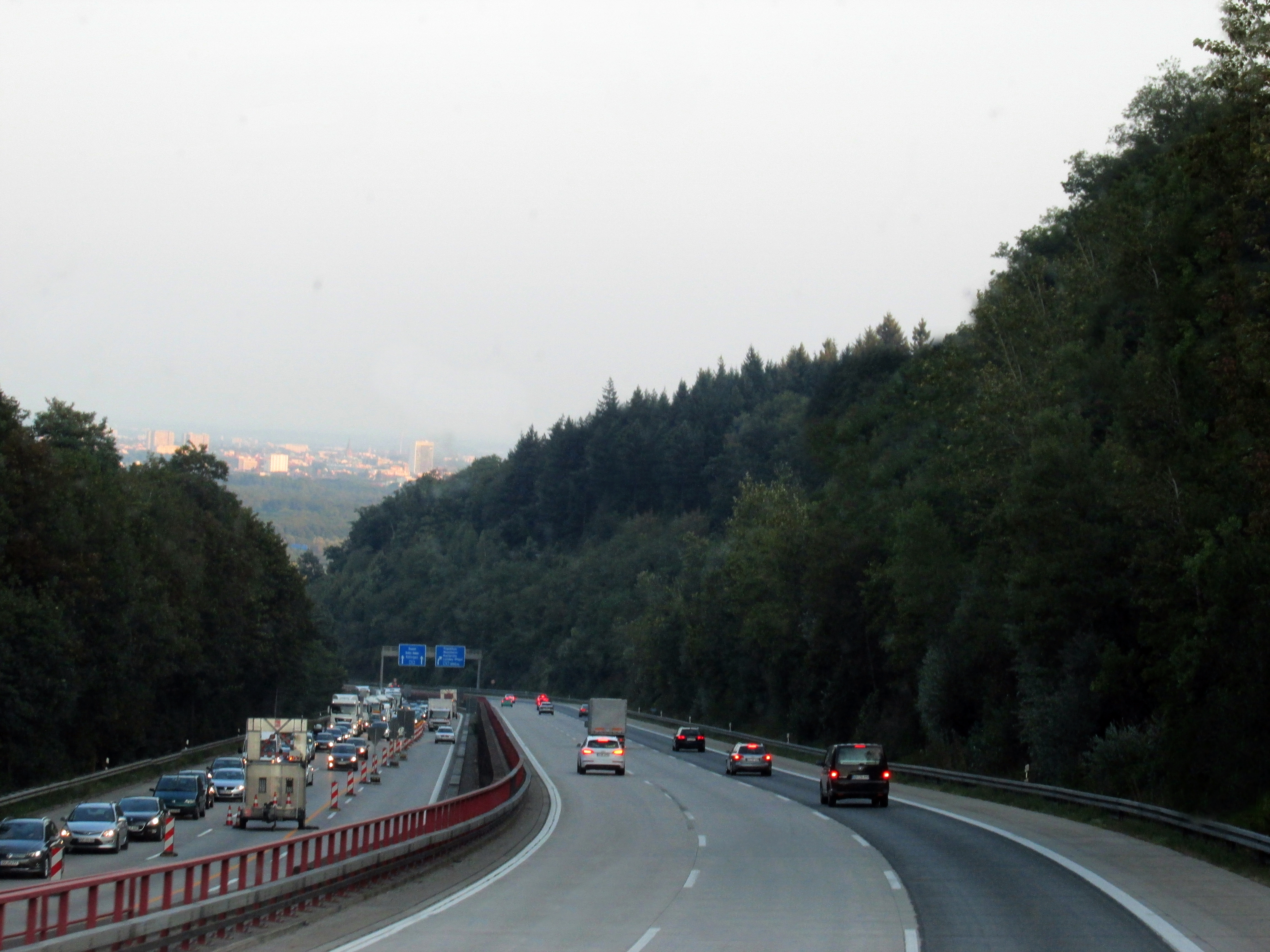
Zuerst ausgebauter Abschnitt zwischen Dreieck Karlsruhe und Karlsbad
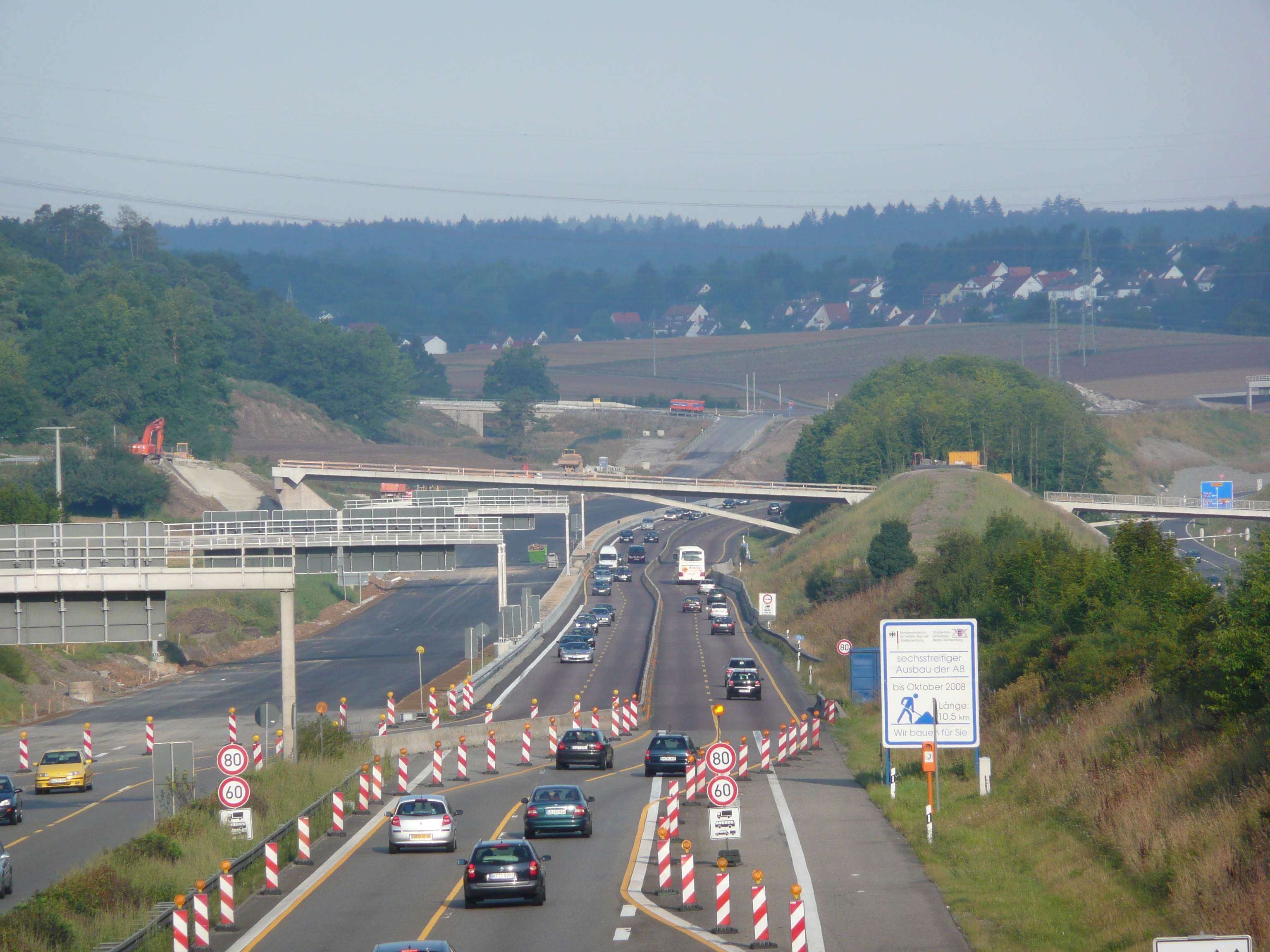
Ausbauarbeiten bei Leonberg, 2008

Für den Abschnitt zwischen den Anschlussstellen Karlsbad und Pforzheim-West erging der Planfeststellungsbeschluss am 6. Juli 2006. Hier wurden im Jahr 2009 mit der Baufeldfreimachung und Rodungen im westlichen Teil des Abschnitts erste Arbeiten durchgeführt. Im Mai 2010 begann als vorgezogene Maßnahme der Bau der 470 m langen Pfinztalbrücke bei Nöttingen, die nach zwei Jahren Bauzeit im Mai 2012 fertiggestellt war. Diese wurde gebaut, um eine Steigungs- und Gefällestrecke an der alten Trasse (die sogenannte Nöttinger Senke) auszugleichen. Im September 2011 begannen die Bauarbeiten für die neue Fahrbahn, Anfang 2012 der Bau der südlichen Hälfte der 180 m langen Bocksbachtalbrücke unmittelbar am westlichen Beginn des Ausbauabschnitts. Da die alte Autobahntrasse über starke Längsneigungen verfügte, wurde die neue Trasse im Abschnitt zwischen Karlsbad und der Klosterwegbrücke leicht verlegt und verläuft dabei mittels großzügiger Erdarbeiten und Kunstbauten um bis zu 25 Meter (Pfinztalbrücke) über dem, an anderen Stellen bis zu 15 Meter im Einschnitt unterhalb des Geländeniveaus, dem die alte Trasse weitgehend folgte. Der Erdbau für diese neue Trasse westlich der Pfinztalbrücke startete im August 2012.
Im Bereich der heutigen Klosterwegbrücke wurde die BAB 8 bereits in den Jahren 1970 bis 1972 verlegt, ebenfalls, um eine unfallreiche Steigungs- und Gefällestrecke mit scharfer Kurvenkombination, genannt Nöttinger Hang, auszugleichen (hier war unter anderem die Schauspielerin Gisela von Collande 1960 tödlich verunglückt). In Fahrtrichtung Pforzheim erhielt die Autobahn dabei auch einen Zusatzfahrstreifen. Die Trassenführung wurde beim Ausbau beibehalten und nun auch in Fahrtrichtung Karlsruhe auf drei Fahrstreifen mit Standstreifen erweitert, wofür der bestehende Überbau der Klosterwegbrücke erweitert werden konnte.

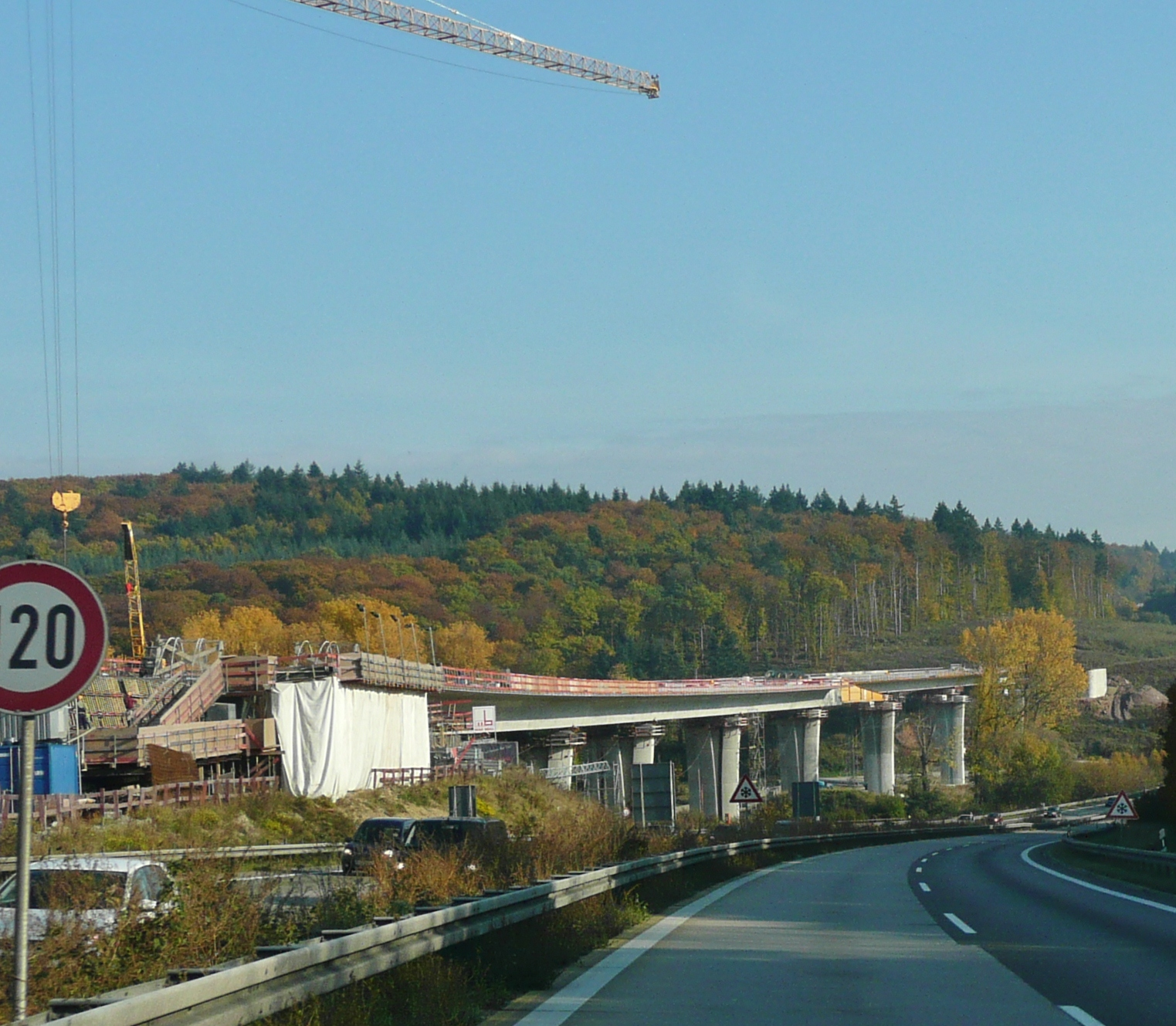
Pfinztalbrücke im Bau, Oktober 2011
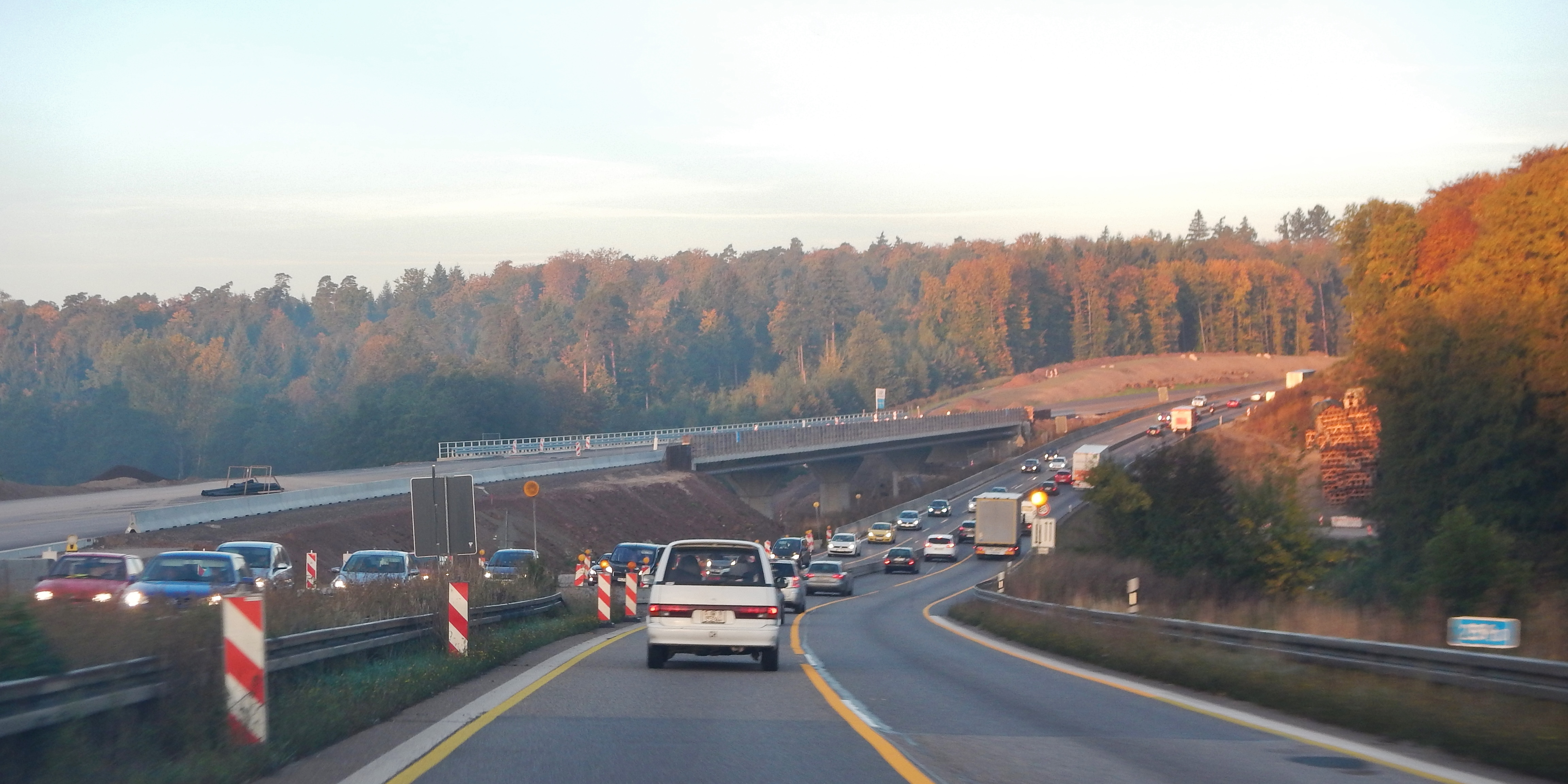
Bocksbachtalbrücke im Bau, Oktober 2013
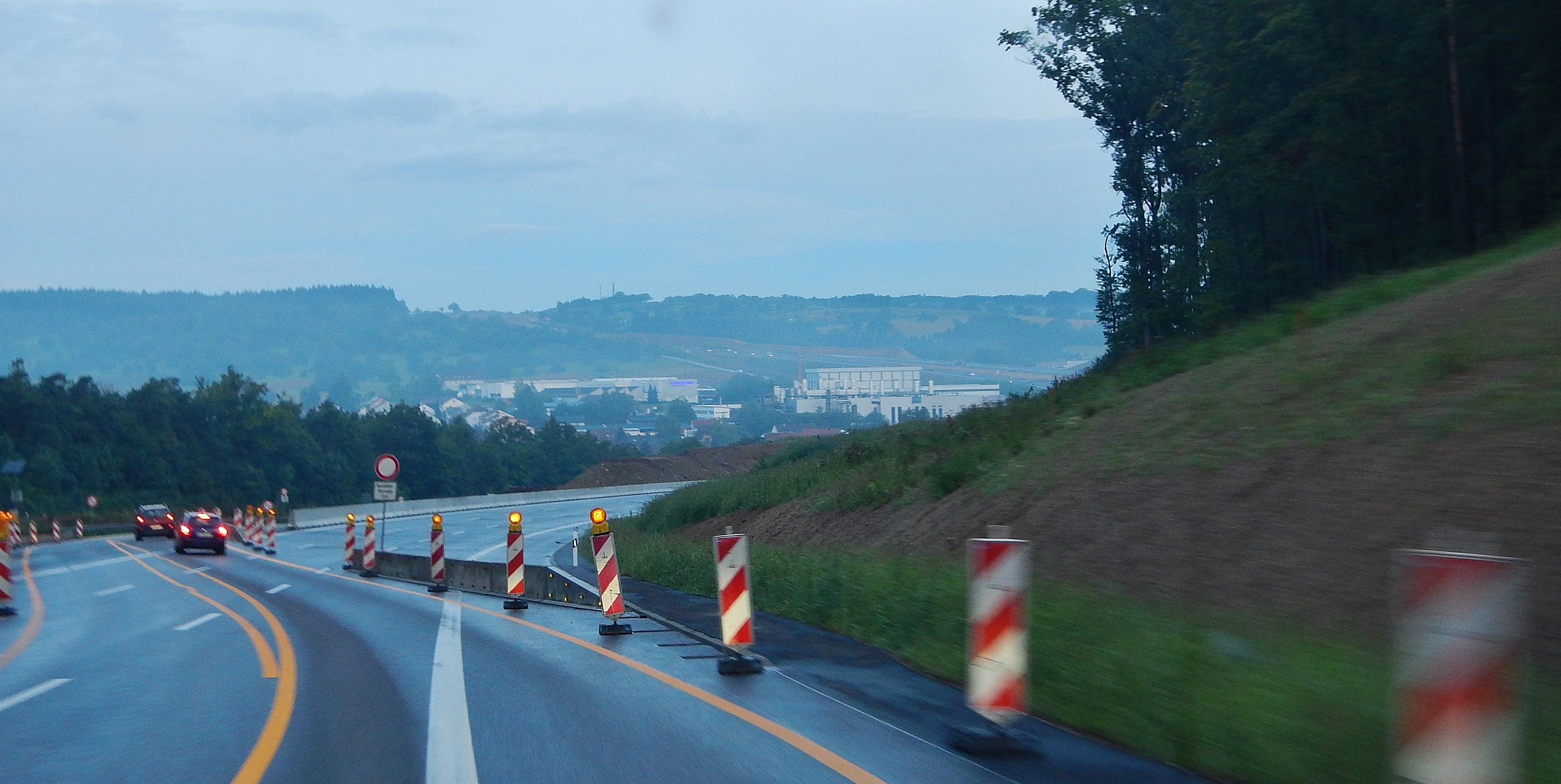
Verschwenkung des Verkehrs von der neuen auf die alte Fahrbahn westlich der Klosterwegbrücke, August 2014
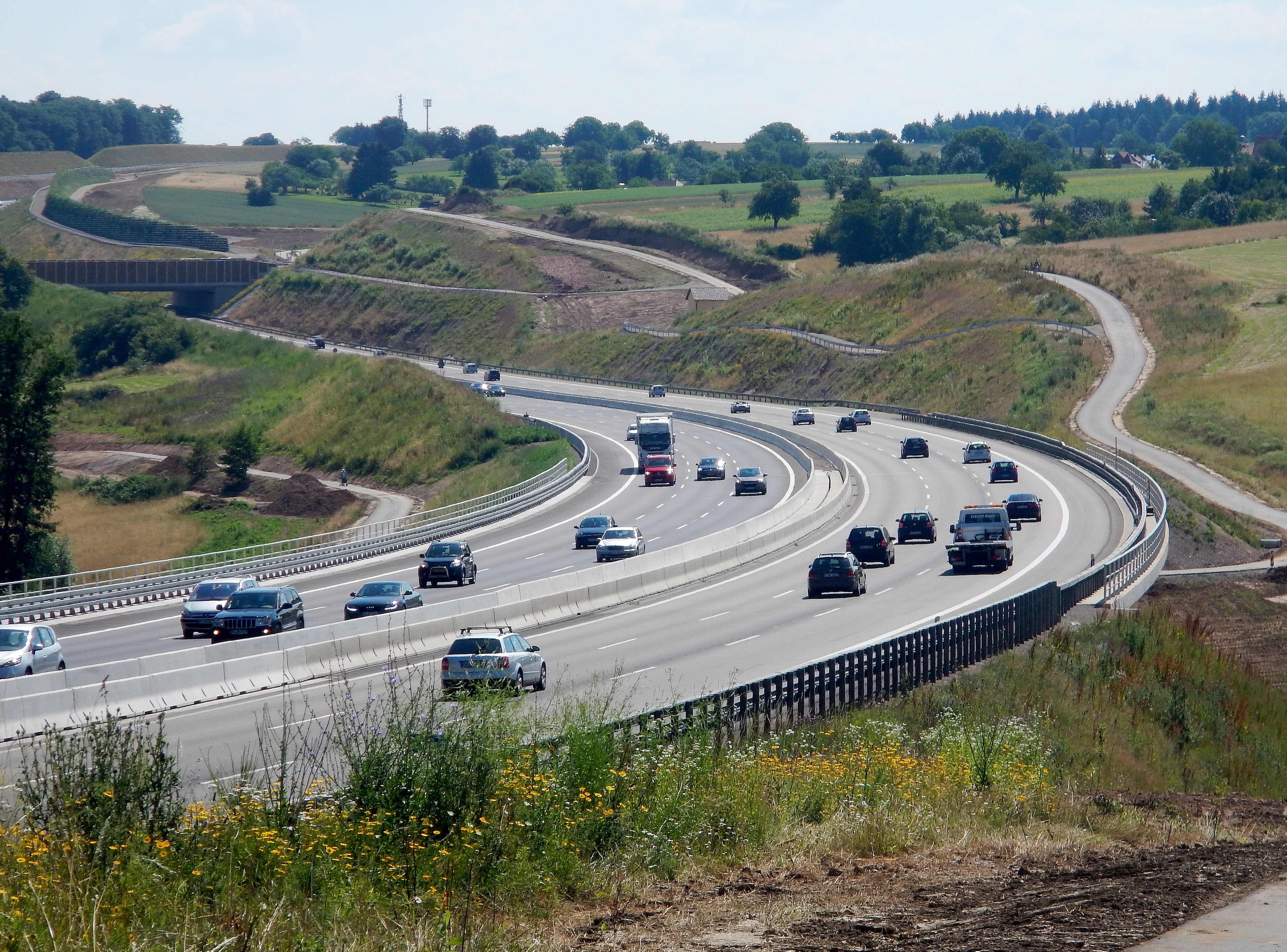
Neue sechsspurige Autobahn zwischen Karlsbad und Pforzheim, einige Tage nach Fertigstellung, 2015

Schrittweise konnte der Verkehr seit Dezember 2013 auf die neue fertiggestellte Fahrbahn verlegt werden: Zunächst zwischen der Anschlussstelle Karlsbad und Darmsbach auf die Südfahrbahn, sodass der Bau der nördlichen Hälfte der Bocksbachtalbrücke im Trassenraum der alten Fahrbahn beginnen konnte. Im östlichen Bereich zwischen der Klosterwegbrücke und der Anschlussstelle Pforzheim-West wurde der Verkehr im Mai 2014 auf die neue Richtungsfahrbahn Karlsruhe verlegt. Im September 2014 war die Nordfahrbahn (Fahrtrichtung Karlsruhe) im noch ausstehenden Bereich zwischen Darmsbach und der Klosterwegbrücke soweit fertiggestellt, sodass am 17. September zunächst die Fahrtrichtung Karlsruhe und am 18. September auch die Fahrtrichtung Stuttgart auf die neue Trasse verlegt wurde. Da nun erstmals die Pfinztalbrücke unter Verkehr genommen wurde, entfiel der Abschnitt durch die Nöttinger Senke, der vollständig renaturiert wurde. Mit Fertigstellung der zweiten Richtungsfahrbahn (Fahrtrichtung Karlsruhe westlich und Fahrtrichtung Stuttgart östlich der Pfinztalbrücke) wurde die sechsstreifig ausgebaute Trasse am 19. Juni 2015, ein halbes Jahr früher als geplant, freigegeben.

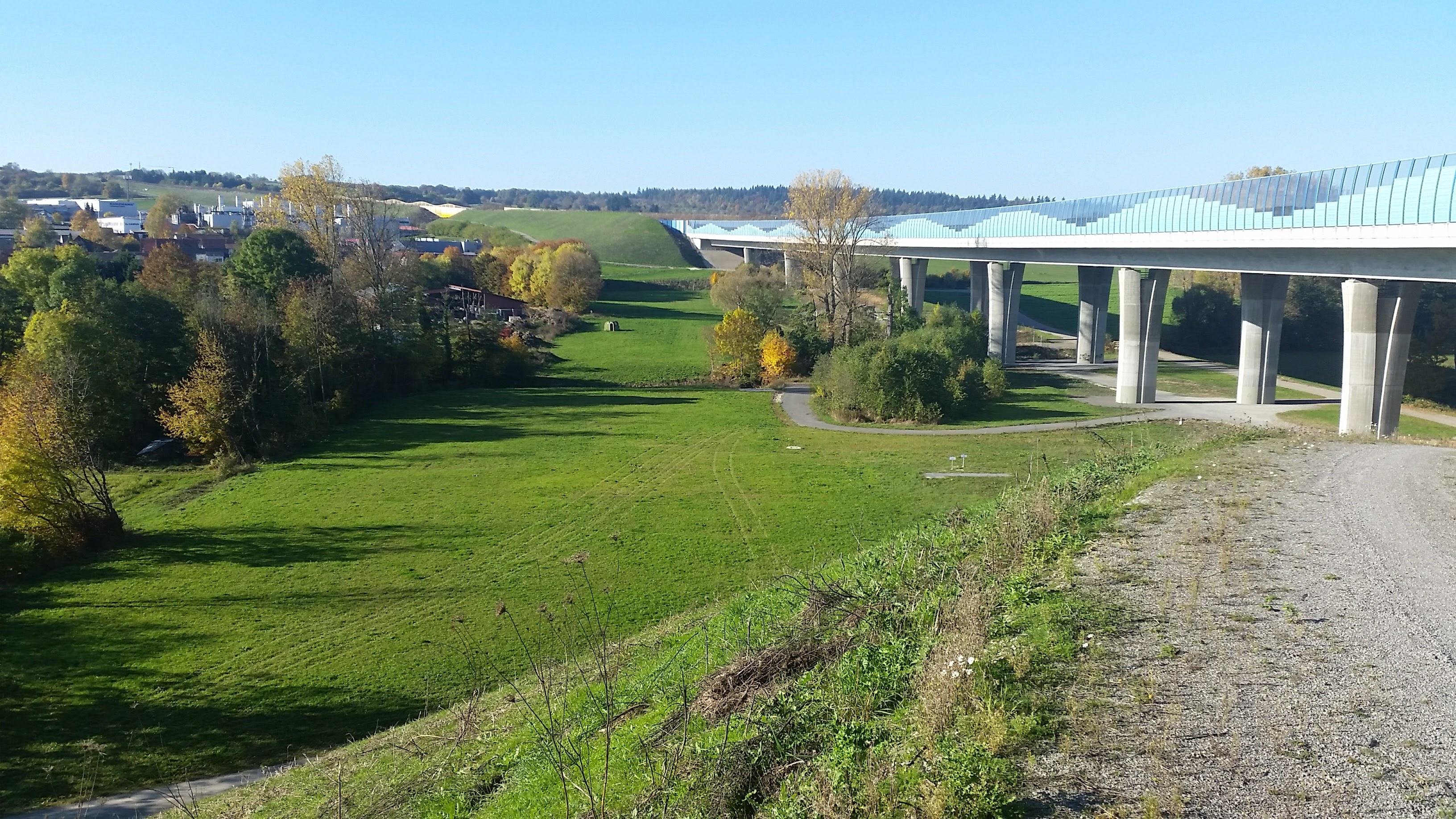
Renaturierte Nöttinger Senke BAB 8, Blickrichtung West/Karlsruhe, Eröffnung 1938 als RAB Strecke 36
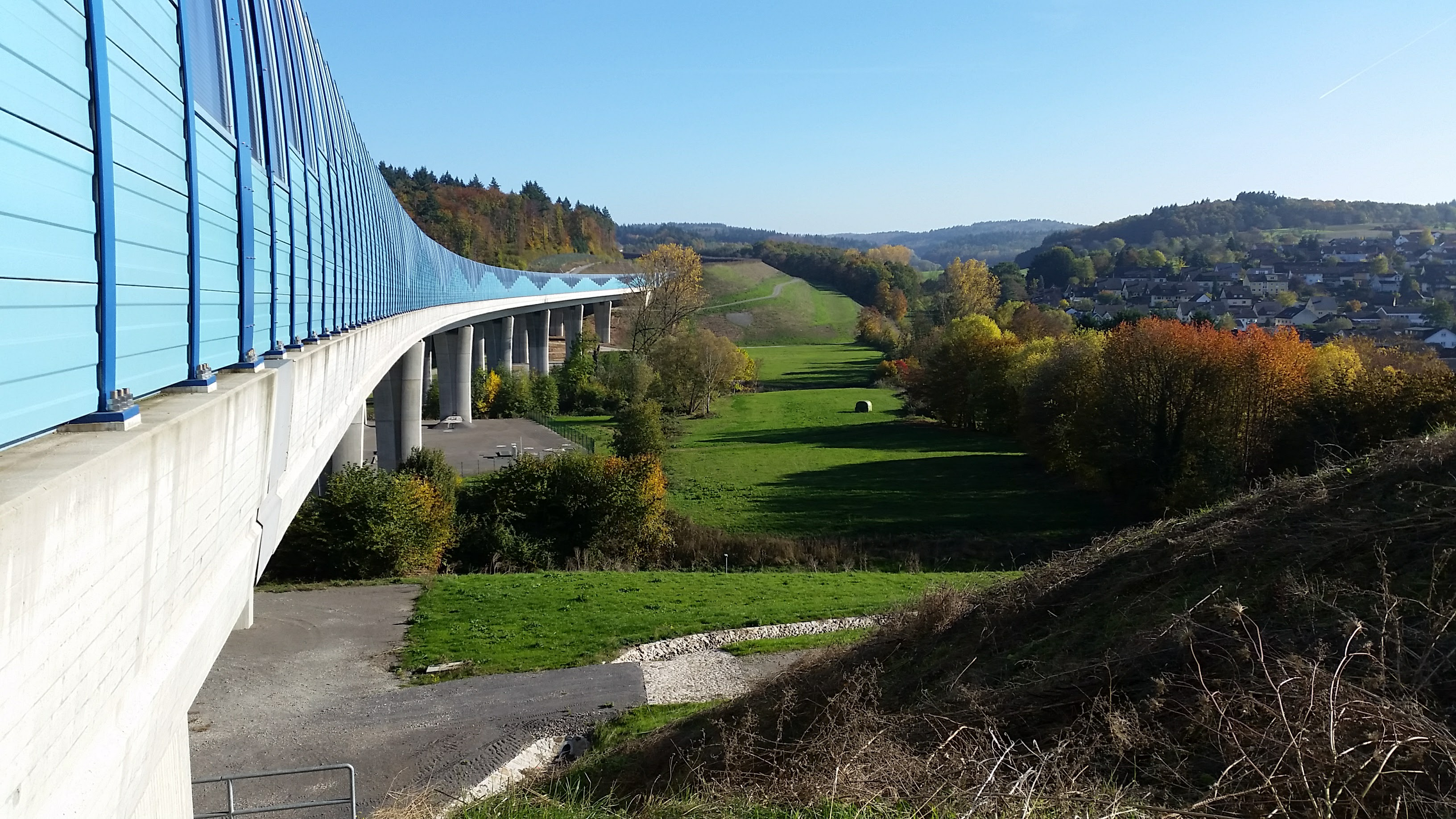
Renaturierte Nöttinger Senke, Blickrichtung Ost/Stuttgart
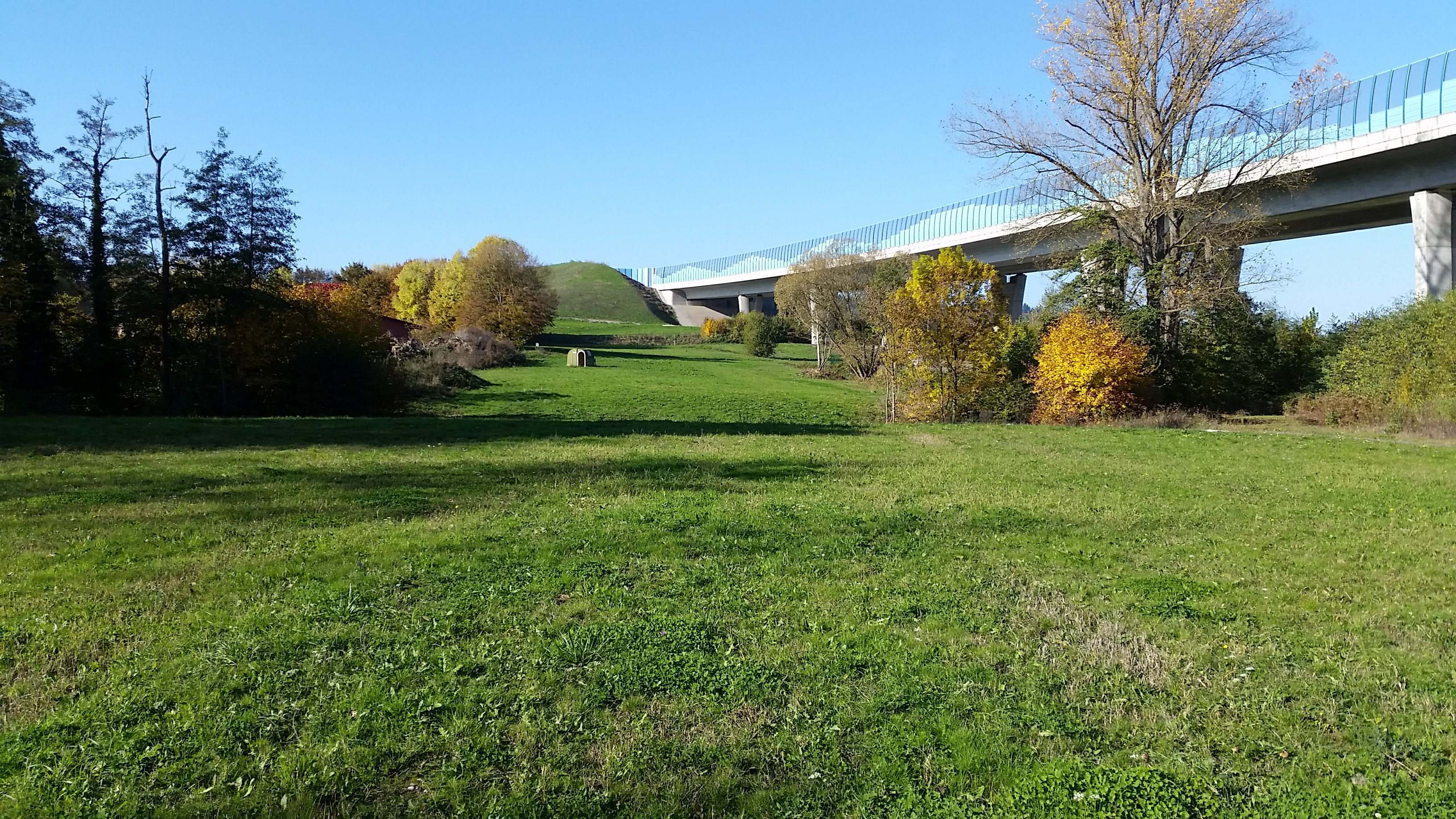
Renaturierte Nöttinger Senke

Der letzte noch nicht sechsstreifig ausgebaute Abschnitt verläuft zwischen der Anschlussstelle Pforzheim-Nord und dem Rasthof Pforzheim. Aufgrund der starken Steigungen und Gefälle im Enztal, schmalen Über- und Unterführungen sowie der Trassenführung unmittelbar an Nieferner und Eutinger Wohnsiedlungen ist eine Fahrbahnverbreiterung sehr aufwändig. Der Baubeginn war ursprünglich für unmittelbar nach Beendigung der Bauarbeiten für das Teilstück Karlsbad bis Pforzheim-West vorgesehen, aufgrund des Lärmschutzkonzepts kam es jedoch vorerst noch zu keinem Baubeginn. Mittlerweile wurde hinsichtlich des Lärmschutzes eine Lösung gefunden, indem Lärmschutzwälle, Lärmschutzwände, Wall-Wand-Kombinationen bis zu 18,5 Meter Höhe sowie Flüsterasphalt auf der gesamten Baulänge errichtet und eine 380 Meter lange Einhausung im Bereich Niefern-Vorort „Am Enzberg“ und Pforzheim/Eutingen gebaut werden. Durch eine Absenkung der Fahrbahn um bis zu 13 Meter bzw. eine teilweise Erhöhung von bis zu fünf Metern wird zudem die Steigung deutlich verringert. Dafür werden etwa 1,1 Millionen Kubikmeter Erde bewegt. Bestandteil des Ausbaus ist auch der Neubau von sieben Brücken, darunter eine Grünbrücke, sowie der vierstreifige Ausbau der Bundesstraße 10 samt Umbau der Anschlussstelle Pforzheim-Ost.
Am 20. November 2014 wurde der Planfeststellungsbeschluss vom Regierungspräsidium Karlsruhe erlassen. Als vorbereitende Maßnahme wurde die für eine sechsstreifige Autobahn zu schmale Überführung der Bahnstrecke Karlsruhe–Mühlacker im April 2018 abgerissen und durch einen breiteren Neubau ersetzt.
Der Spatenstich für die ersten Baumaßnahmen (Rodungen, Baufeldfreimachung) wurde am 28. April 2018 durchgeführt. Baubeginn für die Hauptmaßnahmen war im Oktober 2021. Die Fertigstellung war ursprünglich für 2025 vorgesehen, verzögert sich jedoch aufgrund von Problemen bei Abrissarbeiten an den Brücken auf Ende 2027. Die gesamten Baukosten sollten ursprünglich 150 Millionen Euro betragen (davon 33 Millionen für die Lärmschutzmaßnahmen), wurden jedoch durch die Verzögerungen zunächst auf 340 Millionen Euro erhöht und werden voraussichtlich weiter steigen.
Im Dezember 2022 wurde auf einem 2,8 km langen Abschnitt zwischen dem Autobahndreieck Karlsruhe und der Anschlussstelle Karlsbad eine Anlage zur temporären Standstreifenfreigabe eingerichtet, die dritte ihrer Art in Baden-Württemberg. Dabei kann der Standstreifen bei hohem Verkehrsaufkommen in Fahrtrichtung Stuttgart als vierte reguläre Fahrspur freigegeben werden. Insbesondere bei langsam fahrendem LKW-Verkehr kann der Verkehrsfluss auf dem 7,5 % steilen Steigungsabschnitt somit verbessert werden. Die Anlage besteht aus einem Kamerasystem mit fünf LED-Anzeigetafeln und kostete 2,5 Millionen Euro.

### Stuttgart – Ulm

#### Sechs- bzw. achtstreifiger Ausbau Dreieck Leonberg – Kreuz Stuttgart
Der 8 km lange Abschnitt zwischen dem Autobahndreieck Leonberg und dem Autobahnkreuz Stuttgart ist insofern besonders, als die BAB 81 ebenfalls auf dieser Trasse verläuft. Nachdem Anfang der 1970er Jahre die geplante Fortführung der von Heilbronn her kommenden Strecke über Leonberg hinaus nach Gärtringen, wo bereits ein Autobahnkreuz als Vorleistung entstand, zurückgestellt wurde, ehe man 1985 schließlich ganz auf die Strecke verzichtete, entschied man sich, den vorher als BAB 831 geführten Abschnitt zwischen dem Kreuz Stuttgart und der Anschlussstelle Gärtringen der BAB 81 zu übertragen. Faktisch wird seither der Verkehr von zwei Autobahnen auf derselben Trasse aufgenommen. Das hierdurch resultierende hohe Verkehrsaufkommen führte dazu, dass das Teilstück Dreieck Leonberg–Kreuz Stuttgart schon in den 1970er Jahren auf sechs Spuren erweitert wurde, eine zusätzliche Spur in Richtung München wurde bereits 1966 eingerichtet. Die 1936 bis 1938 errichtete Rohrbachbrücke südlich von Leonberg, eine Bogenbrücke, wurde ab 1976 durch eine parallel verlaufende Balkenbrücke für die Richtungsfahrbahn Karlsruhe ergänzt. Im Jahr 1979 wurde der Abschnitt dann sechsstreifig dem Verkehr übergeben.
Zwischen 1998 und 2000 wurde aufgrund des nochmals gestiegenen Verkehrs in Kombination mit der relativ starken Steigung die Richtungsfahrbahn München auf vier Fahrstreifen erweitert. In Höhe der 1996 errichteten Rastanlage Sindelfinger Wald, die als Ersatz für die Raststätte an der Anschlussstelle Stuttgart-Degerloch errichtet wurde, querte eine Bogenbrücke aus der Zeit des Autobahnbaus in den 1930er Jahren den Weg Rotes Steigle die Autobahn. Aufgrund des beschränkten Lichtraumprofils besaß die Autobahn im Bereich der Brücke keinen Standstreifen.
Ein weiteres Mal wurde dieser Abschnitt von Februar bis Dezember 2017 verbreitert: Die Richtungsfahrbahn Karlsruhe wurde um einen zusätzlichen Fahrstreifen erweitert, sodass in beiden Fahrtrichtungen vier reguläre Fahrspuren zur Verfügung stehen, außerdem wird der in Fahrtrichtung Karlsruhe liegende Rastplatz Sommerhofen erweitert. Da die Brücke Rotes Steigle für den achtstreifigen Vollausbau zu schmal war, wurde sie durch einen benachbarten Neubau ersetzt. Am 15. Oktober 2016 wurde die alte Brücke während einer Vollsperrung am Wochenende gesprengt. Gleichzeitig mit der Vollsperrung wurde auch eine Mittelspannungsleitung über die Autobahn abgebaut. Die Arbeiten an der Fahrbahn begannen im Februar 2017. Nach zehn Monaten Bauzeit wurde der zusätzliche Fahrstreifen am 21. Dezember 2017 dem Verkehr übergeben.

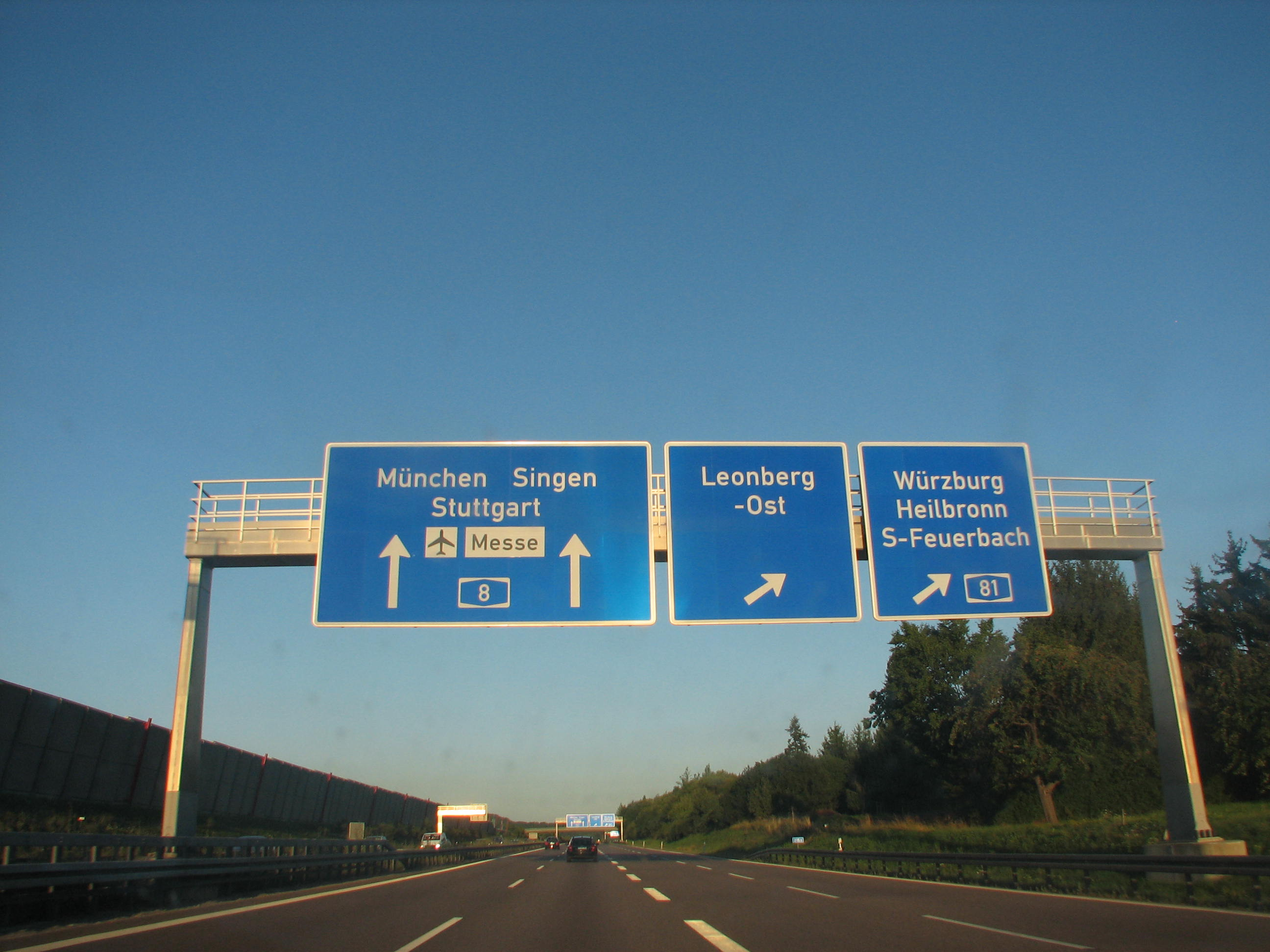
Die Hauptfahrbahn im Dreieck Leonberg besitzt pro Fahrtrichtung nur zwei Spuren
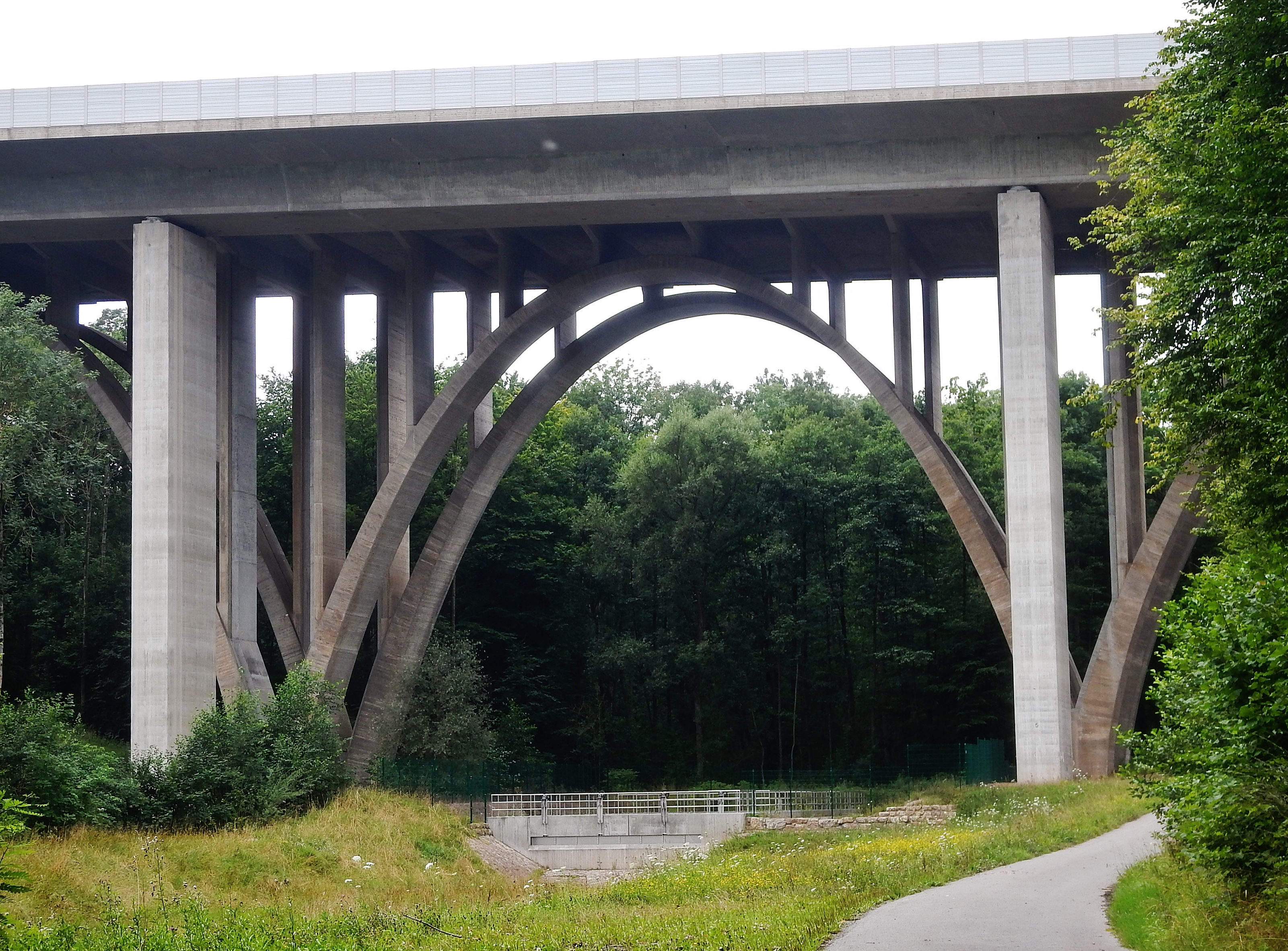
Alte (hinten) und neue (vorne) Rohrbachbrücke bei Leonberg

#### Aus- und Umbau Kreuz Stuttgart – Aichelberg

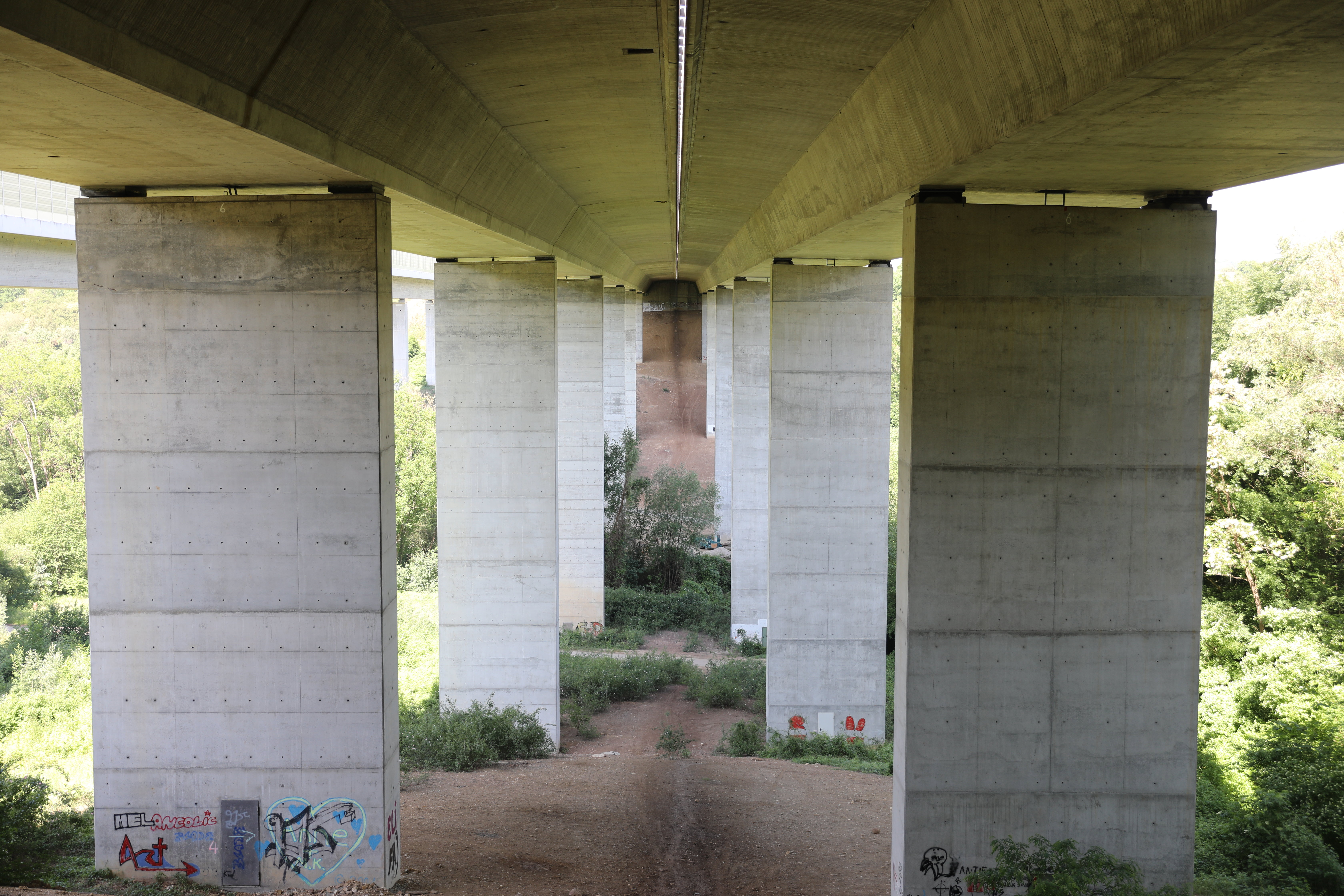
Sulzbachtalbrücke von 1982

Der Abschnitt östlich des Autobahnkreuzes Stuttgart bis zum Beginn des Albaufstiegs wurde, ebenso wie das westlich anschließende Teilstück in Richtung Leonberg, als einer der ersten entlang der Gesamtstrecke von Karlsruhe nach München auf sechs Fahrstreifen erweitert. Zunächst begann man auf den Teilstrecken Kreuz Stuttgart–Stuttgart-Degerloch und Denkendorf–Wendlingen. Während im erstgenannten Bauabschnitt die sechsstreifige Fahrbahn um etwa 8 km nach Osten verlängert wurde und somit den Engpass zur B 27 in Richtung Tübingen aufgehoben war, mussten im letztgenannten Bauabschnitt auf nur 4,5 km Länge gleich drei größere Brückenbauwerke neu gebaut werden: Zwischen 1980 und 1982 wurden die Brücken über das Denkendorfer Tal, das Sulzbachtal und den Neckar als sechsstreifig ausgelegte Spannbetonbrücken errichtet – der Sulzbachviadukt wurde hierfür im Dezember 1981, genau wie sein Vorgängerbauwerk im Zweiten Weltkrieg, gesprengt und ein nun drittes Mal neu gebaut. Im Jahr 1982 gingen die beiden Bauabschnitte sechsstreifig in Betrieb.
Als Nächstes wurden die Ausbauarbeiten auf dem 5 km langen Abschnitt unmittelbar westlich des Albaufstiegs zwischen den Anschlussstellen Kirchheim (Teck)-Ost und Aichelberg fortgesetzt. Der Ausbau dauerte von Anfang 1985 bis Dezember 1986. Im Zuge des Ausbaus entstanden bei Aichelberg zwei unbewirtschaftete Rastanlagen. Mit Fertigstellung dieses Abschnitts bestanden zwischen Stuttgart und Aichelberg noch zwei Teilstrecken, die noch nicht auf sechs Fahrstreifen verbreitert worden sind – zum einen zwischen Stuttgart-Degerloch und Denkendorf, zum anderen zwischen Wendlingen und Kirchheim (Teck)-Ost.
Die Strecke zwischen Stuttgart-Degerloch und Denkendorf, die auch die Anschlussstellen Stuttgart-Flughafen und Esslingen beinhaltet, wurde Anfang der 1990er Jahre ausgebaut. Da die Autobahn sehr nah an der Start- und Landebahn des Flughafens entlang verlief und für die geplante Verlängerung der Bahn um knapp 1 km im Weg stand, wurde sie in diesem Bereich um einige hundert Meter weiter nach Norden auf eine neue Trasse verlegt. Durch den gewonnenen Platz zwischen der alten Start- und Landebahn und der Autobahn konnte weitere Nutzfläche für den Flughafen zugewiesen werden. Im Jahr 1993 war die Autobahn auf der neuen Trasse fertiggestellt, die Ausbauarbeiten am Stuttgarter Flughafen dauerten von 1993 bis 1996. Der südliche Ast der Anschlussstelle Stuttgart-Flughafen wurde aus Platzgründen um rund 2 km nach Westen verlegt und liegt somit näher an den Terminals.
Mit dem ebenfalls 1993 fertiggestellten Abschnitt zwischen den Anschlussstellen Wendlingen und Kirchheim (Teck)-Ost wurde in diesem Jahr der durchgehende Ausbau der BAB 8 zwischen Leonberg und Aichelberg vollendet.
Die Anschlussstelle Stuttgart-Degerloch, ursprünglich eine konventionelle Anschlussstelle, wurde bis 1965 zusammen mit dem Bau der angrenzenden Großwohnsiedlung Fasanenhof als Kreisverkehr ausgebaut, über den alle Verbindungen zwischen der Autobahn und der B 27 geführt wurden. Mit der seit 1979 autobahnähnlich ausgebauten B 27 bis Tübingen entstanden zusätzliche Verbindungsrampen, über die aus allen Fahrtrichtungen auch die auf der Südseite liegende Autobahnraststätte Stuttgart erreicht werden konnte. Aufgrund der Form des langgezogenen Kreisverkehrs war die Anschlussstelle als Echterdinger Ei bekannt. Die Raststätte wurde im Dezember 2000 geschlossen, da aus Platzgründen eine nötige Erweiterung nicht möglich war, weshalb bereits 1996 als Ersatz die Raststätte Sindelfinger Wald zwischen Leonberg und dem Kreuz Stuttgart eröffnete. Die Anschlussstelle selbst wurde von März 2002 bis Dezember 2003 in ein Autobahnkreuz mit Direktverbindungen ohne Überkreuzen der einzelnen Fahrbeziehungen umgebaut.

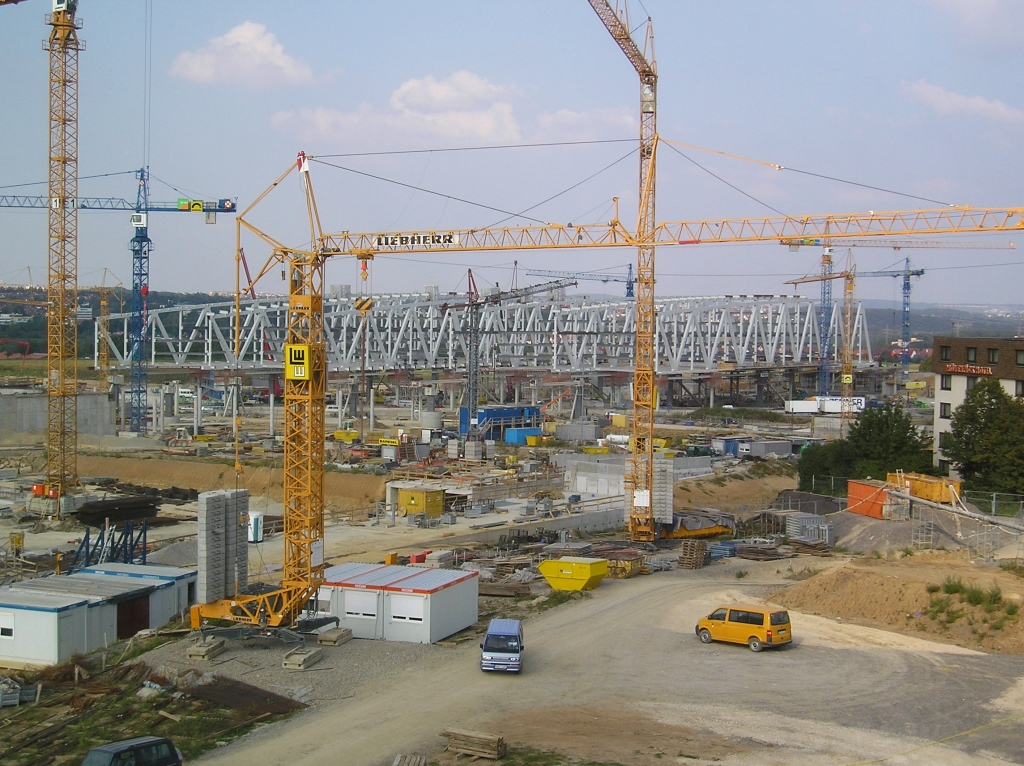
Bau des Parkhauses der Neuen Messe Stuttgart über die Autobahn

Mit der Verlegung der Stuttgarter Messe vom Killesberg an den Flughafen Stuttgart (Neue Landesmesse Stuttgart) begann im September 2004 der Bau des neuen Messegeländes auf einer Fläche zwischen der Autobahn, der B 27 und den Terminals des Flughafens. Im Zuge dieses Neubaus entstand in Fahrtrichtung Karlsruhe ein weiterer Autobahnanschluss gegenüber dem 1993 verlegten Südteil der vormaligen Anschlussstelle Stuttgart-Flughafen (jetzt Stuttgart-Flughafen/Messe), der mit einer zusätzlichen Parallelfahrbahn mit der vorangehenden Anschlussstelle Stuttgart-Degerloch verbunden ist. Der nur in Fahrtrichtung Karlsruhe bestehende ehemalige Nordteil des Flughafen-Anschlusses wurde in Stuttgart-Plieningen umbenannt. Im Bereich der Anschlussstelle Stuttgart-Flughafen/Messe wurde ein Parkhaus quer über die Autobahn gebaut.
Nachdem 2009 ca. 1,7 km westlich der Anschlussstelle Esslingen eine Halbanschlussstelle in Richtung München gebaut wurde, stehen in diesem kurzen Abschnitt effektiv vier Fahrstreifen zur Verfügung, da die Ein- und Ausfädelspur ineinander übergehen – so konnte der oft zu Unfällen führende Rückstau auf die Autobahn vermieden werden.
Die Straßenbauverwaltung des Landes Baden-Württemberg legte am 19. Dezember 2017 eine Machbarkeitsstudie über den sechsstreifigen Ausbau zwischen der Anschlussstelle Sindelfingen-Ost und dem Autobahnkreuz A 8/A 831 zur weiteren Abstimmung dem Bundesverkehrsministerium vor. Die Studie beinhaltet auch einen achtstreifigen Ausbau der A 8 im näheren Umfeld des Autobahnkreuzes. Die Gesamtkosten der Um- und Ausbaumaßnahmen werden auf 90 Millionen Euro geschätzt.

#### Ausbau am Aichelberg
Der Streckenabschnitt zwischen den Anschlussstellen Aichelberg und Mühlhausen stellt die erste Stufe des Albaufstiegs vom mittleren Albvorland auf die Hochfläche der Schwäbischen Alb dar. Beim Bau in den 1930er Jahren wurde, durch die nationalsozialistische Propaganda bedingt, Wert auf eine Inszenierung der umliegenden Landschaft aus Sicht des Autofahrers gelegt, was eine ungewöhnliche und indirekte Streckenführung bedingte. Die Steigung begann ursprünglich mit einem rund 900 m langen Viadukt, das neben der Längsneigung auch eine relativ enge Rechtskurve aufwies. Am östlichen Ende des Viadukts folgte eine Linkskurve mit höhenversetzten Fahrbahnen am Turmberg, wodurch ein weiter Blick auf das Albvorland ermöglicht wurde, ehe eine sehr enge Kurvenkombination und ein Viadukt über die Franzosenschlucht folgten. Danach war bei Gruibingen die erste Stufe des Aufstiegs erreicht.
Seit etwa den 1970er Jahren war die vierstreifige Strecke ohne Standstreifen aufgrund der starken Steigungen und Gefälle von über 7 % zum Unfallschwerpunkt geworden, besonders für LKW, deren Bremsen bei der Bergabfahrt versagten, entwickelte sich die Trasse am Aichelbergviadukt zur tödlichen Falle. Man beschloss daher im Zuge des sechsstreifigen Ausbaus zwischen Aichelberg und Gruibingen den Bau einer neuen Streckenführung, die sowohl eine geringere Längsneigung als auch weniger Kurven aufweist.
Mit Rodungsarbeiten begann im Jahr 1985 der äußerst aufwändige Bau der neuen Autobahn: Statt des ohnehin maroden Viadukts wurde ein Damm aufgeschüttet, wodurch die Autobahn von der Ortschaft Aichelberg weg gerückt wurde. Eine gigantische Baugrube wurde ausgehoben, wobei eine rund 100 m lange als Tunnel ausgeführte Grünbrücke eine Verbindung zwischen den vom Einschnitt getrennten Naturräumen herstellt. Während der letzten Bauphase wurde ab April 1988 der Verkehr provisorisch über dieses Bauwerk hinweg geführt. Zwei neue Viadukte wurden gebaut, womit eine direktere Trassenführung möglich wurde. Der ausgebaute Abschnitt mit maximal 5,2 % Längsneigung endet in Höhe des Rasthofs Gruibingen.
Die Verkehrsumlegung von der alten auf die neue Fahrbahn wurde im Jahr 1990 in zwei Phasen durchgeführt: Zunächst führte man den Verkehr ab dem 8. Juli 1990 auf die südliche Richtungsfahrbahn München. Ende 1990 wurde schließlich die andere Richtungsfahrbahn freigegeben, womit der Ausbau fertiggestellt wurde. Die Abbrucharbeiten am Aichelbergviadukt dauerten noch bis ins Jahr 1993. Das alte Franzosenschluchtviadukt wurde im Mai 1992 gesprengt.

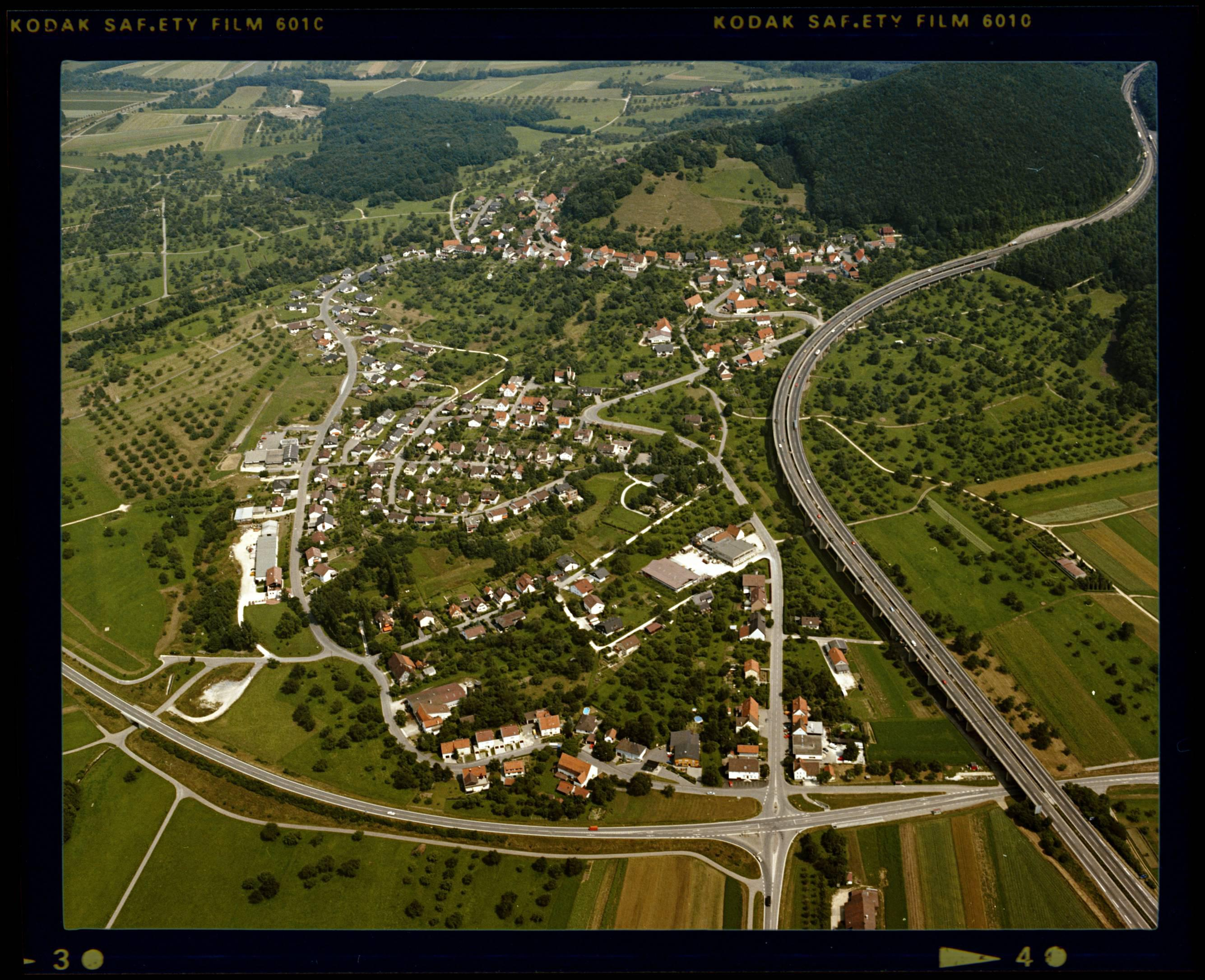
Ehemalige Streckenführung am Albaufstieg mit Aichelbergviadukt, 1983
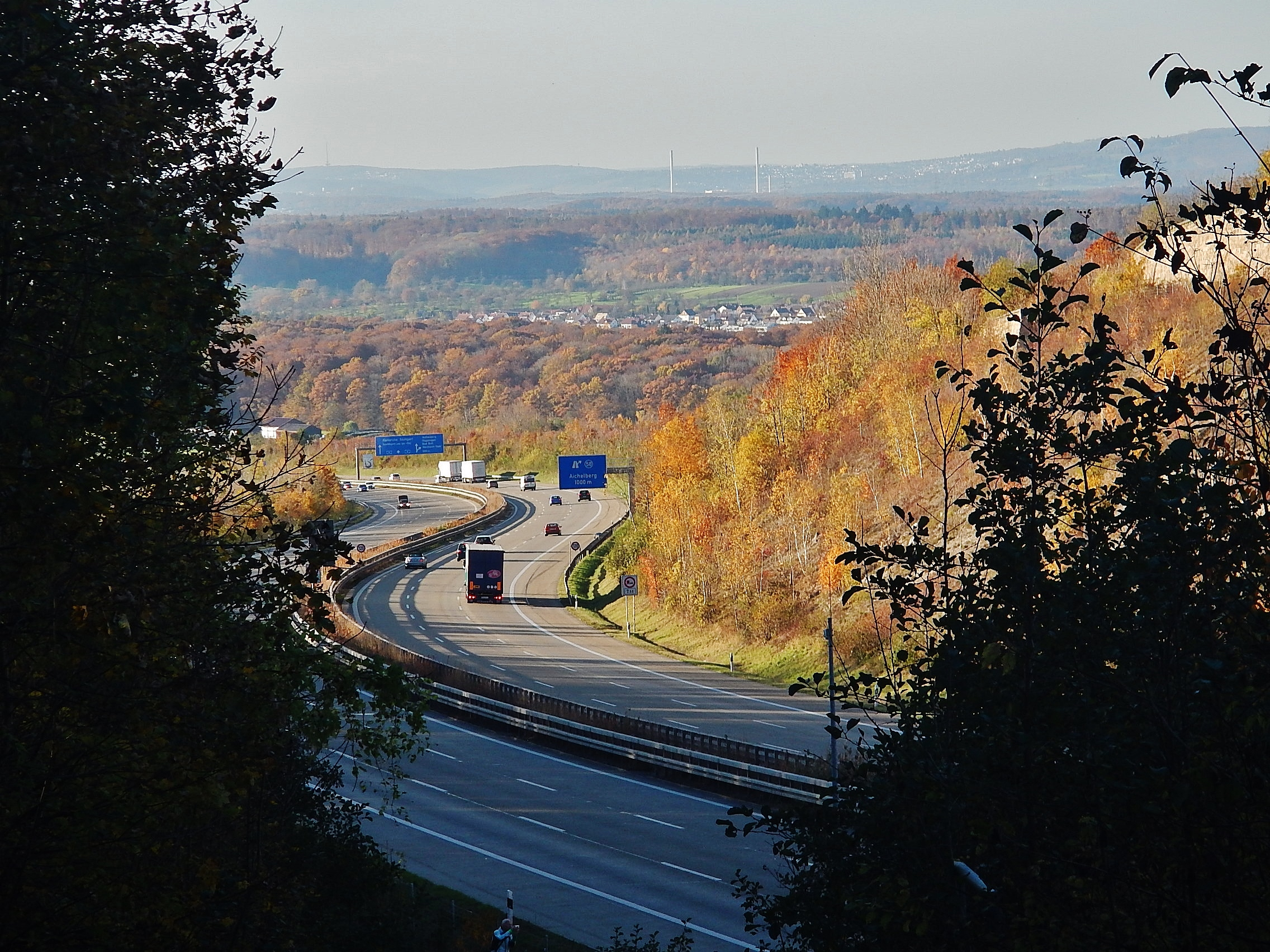
Neue sechsstreifige Strecken am Aichelberg, 2014
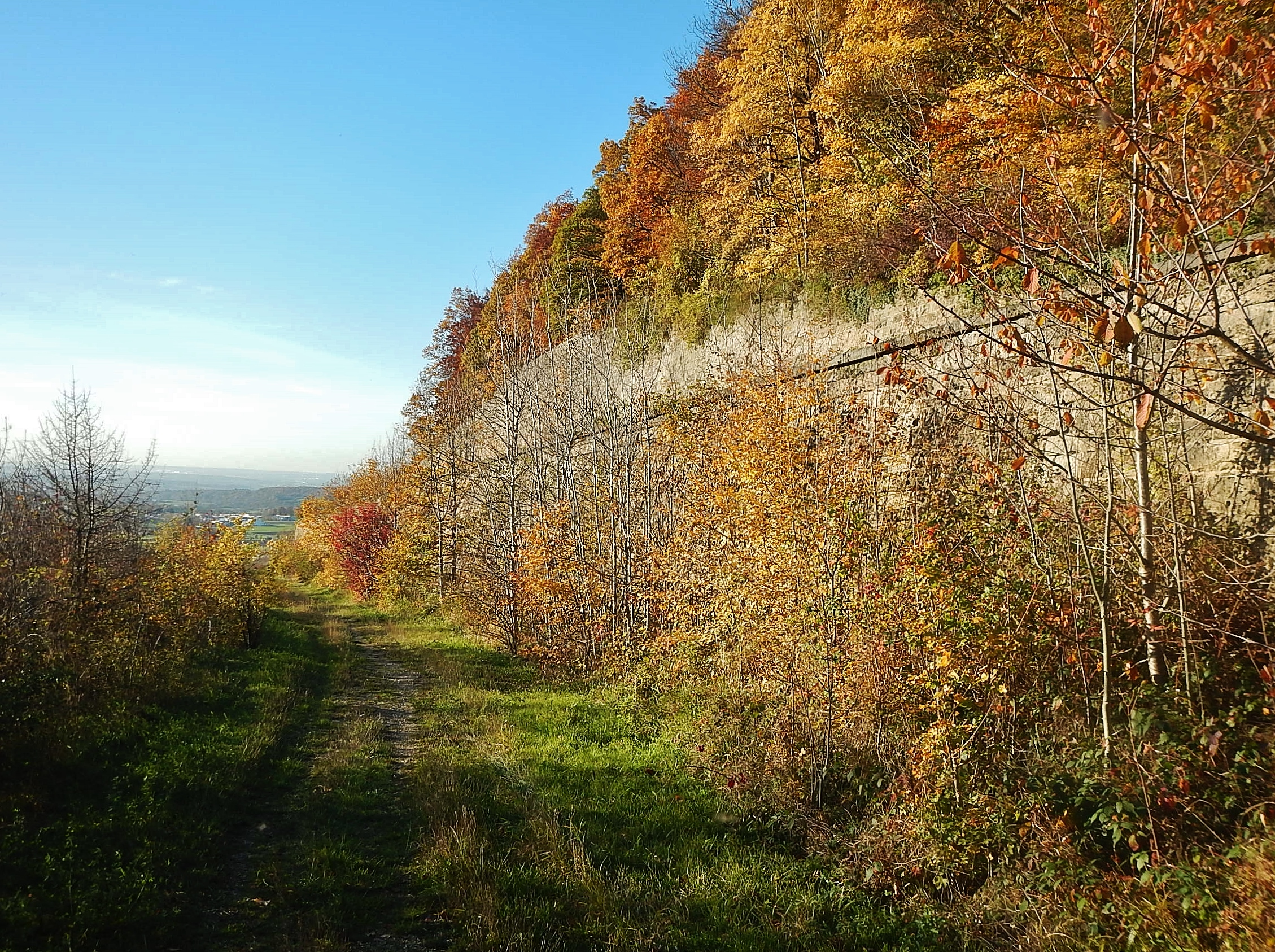
Reste der ehemaligen höhenversetzten Fahrbahn

#### Ausbau Gruibingen – Mühlhausen
Der Planfeststellungsbeschluss für den 3,9 km langen Abschnitt zwischen der Raststätte Gruibingen und der Anschlussstelle Mühlhausen am Beginn der zweiten Stufe des Albaufstiegs erfolgte am 21. Juli 1999, nachdem die ursprüngliche Planung aus dem Jahr 1983 überarbeitet wurde. Somit ist in diesem Abschnitt ein 540 m langer, einröhriger Lärmschutztunnel für die Fahrtrichtung München bei Gruibingen entstanden.
Von 2001 bis Juli 2003 wurde die Raststätte Gruibingen abgerissen und neu errichtet. Die erste Stufe des sechsstreifigen Ausbaus begann 2005 mit dem Neubau der Überführungen über die Autobahn, da diese für eine sechsstreifige Trasse zu schmal geworden waren. Die neue Brücke am Ortseingang von Gruibingen wurde im Dezember 2007 für den Verkehr freigegeben. Bis Ende 2009 wurden entlang der Strecke Leitungsarbeiten und der Bau von Lärmschutzwänden durchgeführt. Die Erdbauarbeiten begannen im April 2009, die Bauarbeiten am Lärmschutztunnel bei Gruibingen im September 2010. Nach knapp zwei Jahren Bauzeit wurde der Tunnel im Juli 2012 fertiggestellt und der Verkehr auf der Richtungsfahrbahn München im Gegenverkehr durch den Tunnel geführt, um Arbeiten an der Richtungsfahrbahn Stuttgart ausführen zu können. Im November 2012 wurde mit der Fertigstellung der Richtungsfahrbahn Stuttgart der sechsstreifige Ausbau zwischen Gruibingen und Mühlhausen vollendet.

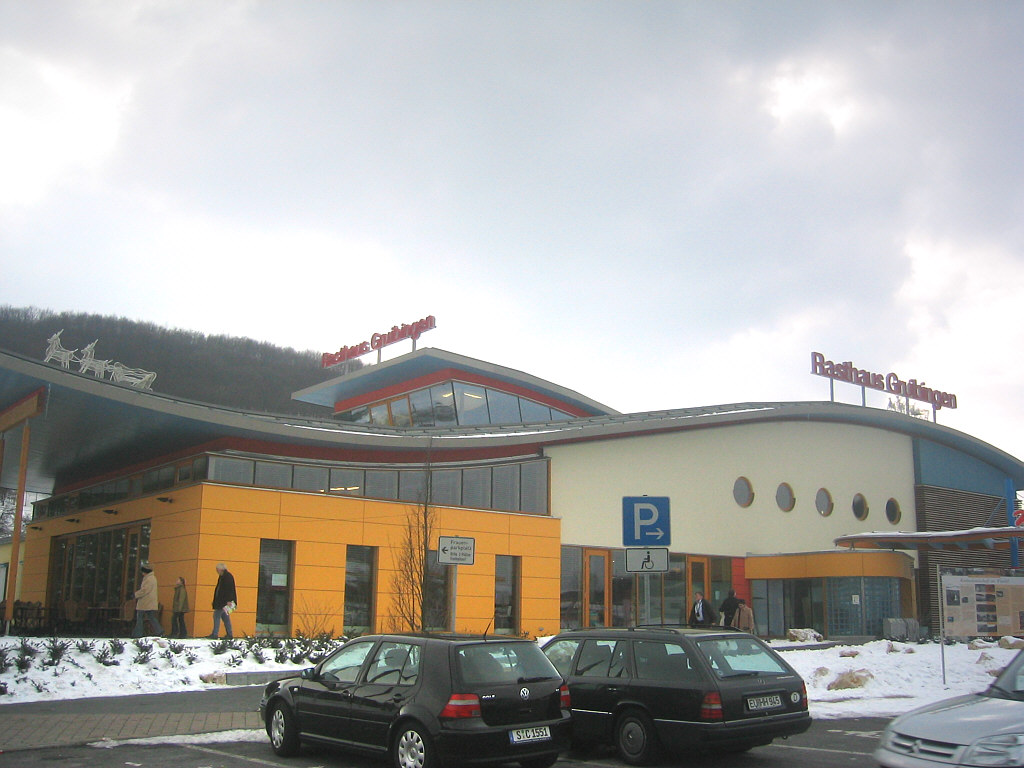
Raststätte Gruibingen von 2003
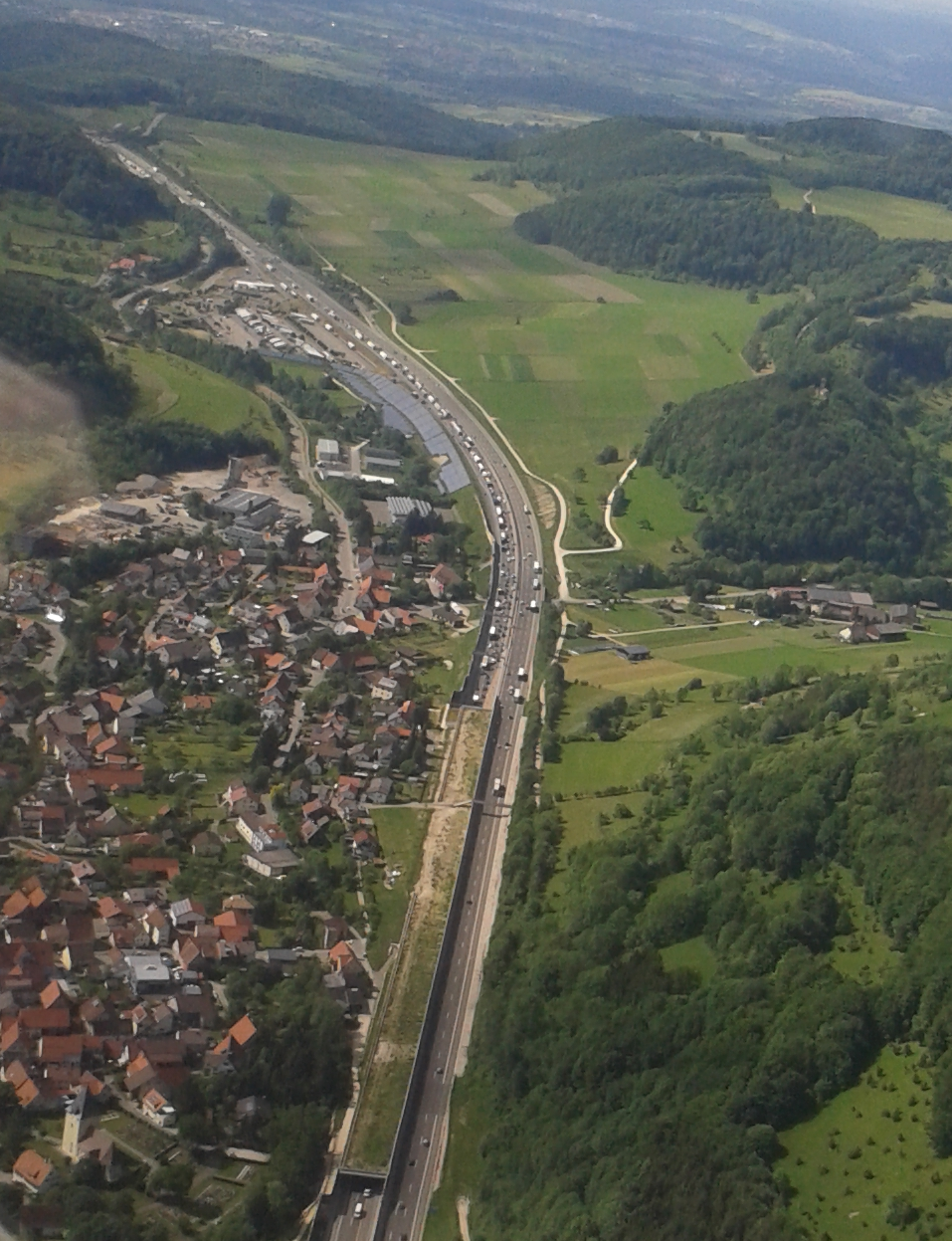
Tunnel Gruibingen

#### Neubau des Albaufstiegs zwischen Mühlhausen und Hohenstadt
Zwischen den Anschlussstellen Mühlhausen und Hohenstadt (bzw. Höhe Widderstall) sollte ab dem Jahr 2008 (Planfeststellungsbeschluss Anfang 2006) ein neuer sechsstreifiger Streckenverlauf gebaut werden. Im Jahr 2006 sollte die Ausschreibung der Konzession für den Bau und den Betrieb der Strecke eingeleitet werden. Dabei war vorgesehen, den Albaufstieg nach dem F-Modell zu realisieren. Beim F-Modell wird zur Refinanzierung von Bau, Betrieb und Unterhaltung von allen Nutzern eine Maut erhoben. Der Baubeginn war für 2008 vorgesehen. Jedoch wurde das Projekt durch eine neue Machbarkeitsstudie gestoppt, in der der Bund von der geplanten Finanzierung des 405 Millionen Euro teuren Projekts über eine Einzelmaut abrückte. Laut dem Bundesverkehrsministerium ist die Strecke trotz des hohen Verkehrsaufkommens nicht für das F-Modell geeignet. Das Bundesministerium hält jedoch in seinem Investitionsrahmenplan 2010 vorsorglich 80 Millionen Euro Anschubfinanzierung. Eine vollständige Finanzierung des Projekts war zu diesem Zeitpunkt allerdings nicht absehbar.
Am 1. Juli 2014 wurde das Land Baden-Württemberg angewiesen, das Planfeststellungsverfahren fortzuführen, wobei ein Baubeginn 2018 und auch wieder eine Finanzierung des Abschnitts aus Bundesmitteln in Aussicht gestellt wurde. Im Juni 2018 wurde als frühestmöglicher Baubeginn das Jahr 2021 und als frühestmögliche Verkehrsfreigabe das Jahr 2026 genannt. Das Regierungspräsidium Stuttgart hat den erforderlichen Planfeststellungsbeschluss am 18. Dezember 2024 erlassen. Da bis Ablauf der Klagefrist am 4. März 2025 keine Klagen gegen den Beschluss beim Bundesverwaltungsgericht eingegangen sind, wurde er rechtskräftig, womit die ersten Bauvorbereitungen starten konnten.

#### Ausbau Hohenstadt – Ulm
Der Planfeststellungsbeschluss für den sechsstreifigen Ausbau der Autobahn zwischen dem geplanten Anschluss der neuen Albaufstiegstrasse bei Widderstall und der Anschlussstelle Ulm-West vom 12. November 2008 wurde am 10. März 2010 bestandskräftig. Für 148 Millionen Euro wird auf 23 km in vier Teilabschnitten die bestehende Trasse ausgebaut und in Lage und Höhe neu trassiert. Die Finanzierung erfolgt überwiegend aus Bundesmitteln. Zeitgleich entstand in diesem Bereich parallel zur ausgebauten Autobahn die Neubaustrecke Wendlingen–Ulm der Deutschen Bahn. Die 1992 installierte Nebelwarnanlage zwischen Hohenstadt und Leipheim-Riedheim wird nach dem Ausbau durch ein System aus Verkehrsbeeinflussungsanlagen erneuert.
Mit dem Ausbau der Autobahn und dem Neubau der Bahnstrecke wurde am 7. Mai 2012 im östlichen, 7,8 km langen Abschnitt zwischen Temmenhausen und Dornstadt begonnen. Nach knapp vier Jahren Bauzeit wurde dieser im März 2016 fertiggestellt. Im westlich hieran anschließenden Abschnitt zwischen Nellingen und Temmenhausen begannen die Bauarbeiten auf 6,8 km im Dezember 2014 und wurden im Februar 2017 abgeschlossen. Im westlichsten, 6,2 km langen Abschnitt zwischen Widderstall und Nellingen wurde die Autobahn von Herbst 2016 bis Sommer 2019 ausgebaut, wobei die bauvorbereitenden Maßnahmen im Dezember 2015 starteten. Aufgrund der parallelen Hochgeschwindigkeitsstrecke wurden die Anschlussstellen Merklingen und Ulm-West, die Tank- und Rastanlage Aichen und die Rastplätze Widderstall und Kemmental an den Ausbau der A 8 angepasst. Der Rastplatz Albhöhe wurde an derselben Stelle auf dem hier vorgesehenen Tunnel Widderstall der Neubaustrecke neu errichtet. Als Ersatz für den Rastplatz Imberg wurde bei Scharenstetten ein neuer Rastplatz gebaut.
Um den im Jahre 2005 in Betrieb genommenen Umschlagbahnhof und die angrenzenden Gewerbegebiete an die Autobahn anzuschließen, wurde im Zuge des sechsstreifigen Ausbaus die Anschlussstelle Ulm-West zum Doppelanschluss Ulm-West/Ulm-Nord umgebaut. Die Bauarbeiten in diesem 2,3 km langen Abschnitt starteten 2016. Nachdem die neue Anschlussstelle bereits einige Monate früher als geplant im Juli 2021 eröffnet werden konnte, wurden die finalen Ausbauarbeiten Ende 2021 abgeschlossen.

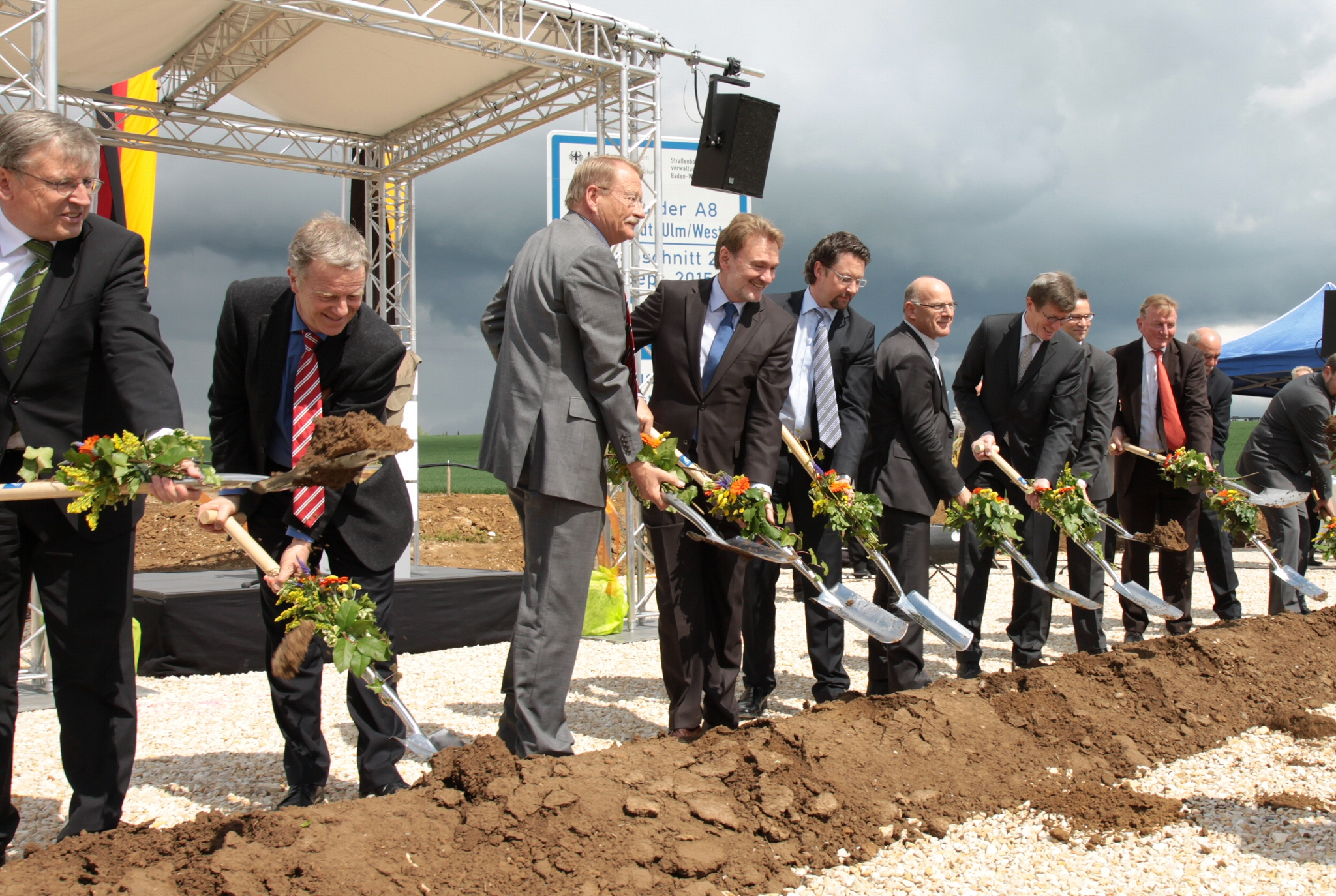
Symbolischer erster Spatenstich für den Ausbau der A 8 und den Bau der Neubaustrecke Wendlingen–Ulm auf der Albhochfläche (7. Mai 2012)
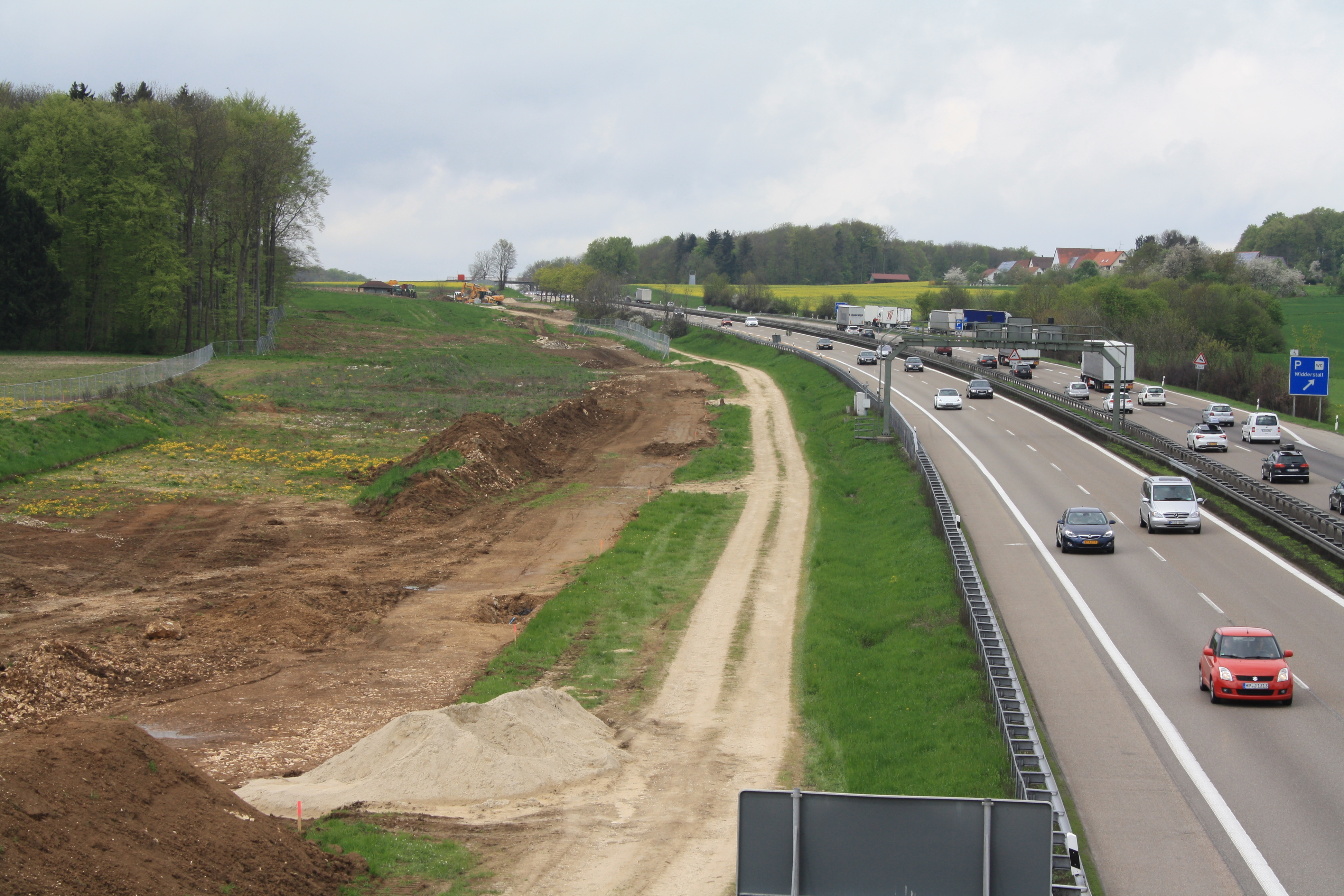
Bauvorbereitungen für die parallel verlaufende Schnellfahrstrecke bei Widderstall, 2013
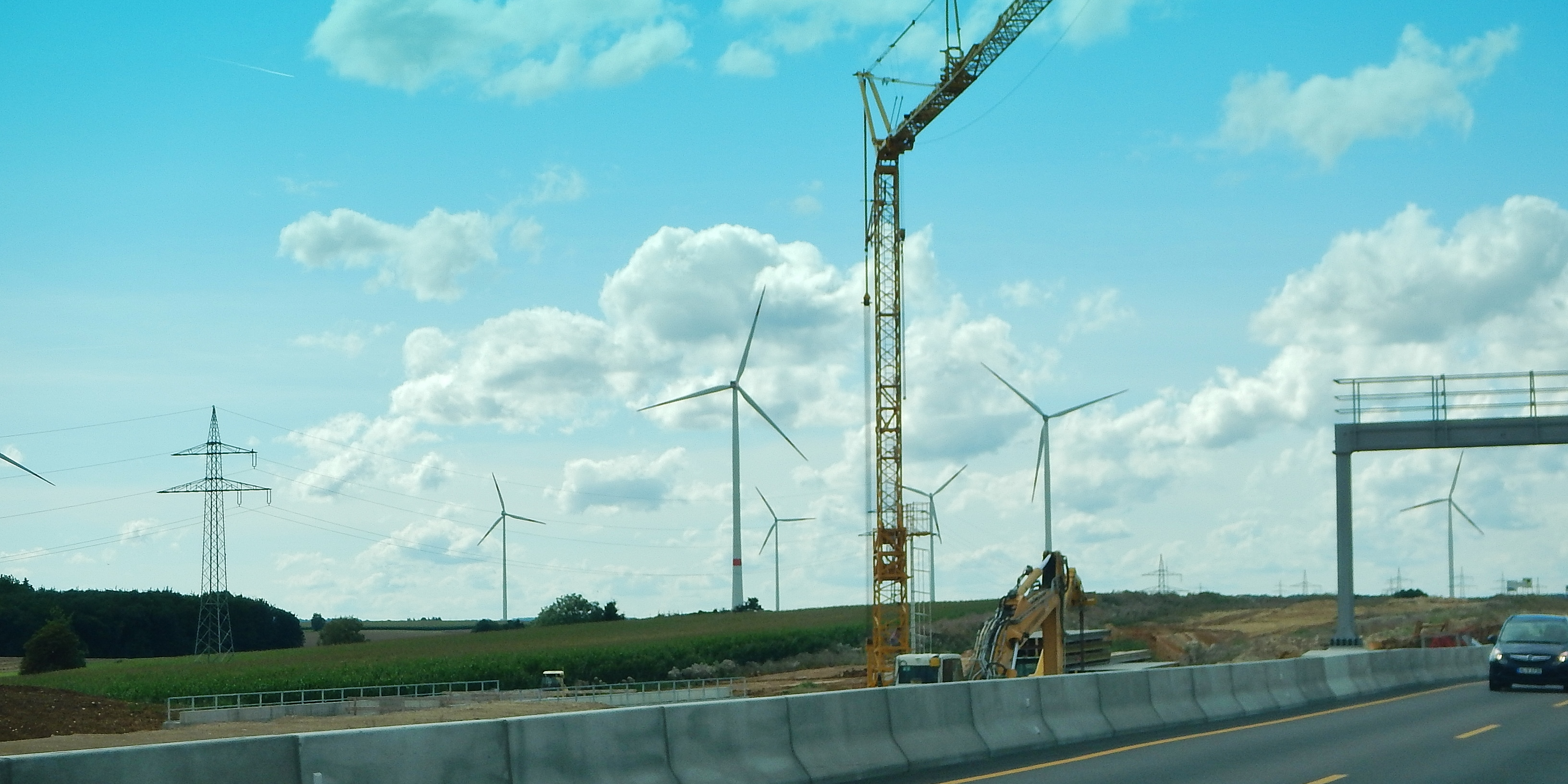
Ausbauarbeiten zwischen Temmenhausen und Dornstadt, 2014

#### Geplanter Ausbau Ulm-West – Kreuz Ulm/Elchingen
Der Abschnitt zwischen der Anschlussstelle Ulm-West und dem Autobahnkreuz Ulm/Elchingen ist mit Stand Ende 2019 neben dem Albaufstieg zwischen Mühlhausen und Hohenstadt der einzige zwischen Karlsruhe und München, der noch nicht sechsstreifig ausgebaut wurde oder sich im Ausbau befindet. Am 16. November 2015 wurden die Ausbaupläne der Gemeinde Elchingen für diesen Streckenabschnitt vorgestellt.  Der 6-streifige Ausbau dieses Streckenabschnitts soll den Verkehrsablauf „harmonischer und damit sowohl sicherer als auch umweltschonender“ machen. Zwischen der Anschlussstelle Oberelchingen und Kreuz Ulm/Elchingen bestehen in der Fahrtrichtung Stuttgart bereits drei Fahrstreifen. Der Ausbau des Autobahnabschnitts Ulm-West bis zum Autobahnkreuz Ulm/Elchingen auf sechs Spuren ist planfestgestellt. Die Hauptbauphase soll sich von 2025 bis 2032 erstrecken.

### Ulm – München

#### Ausbau Ulm–Günzburg und Neubau Donaubrücke Leipheim

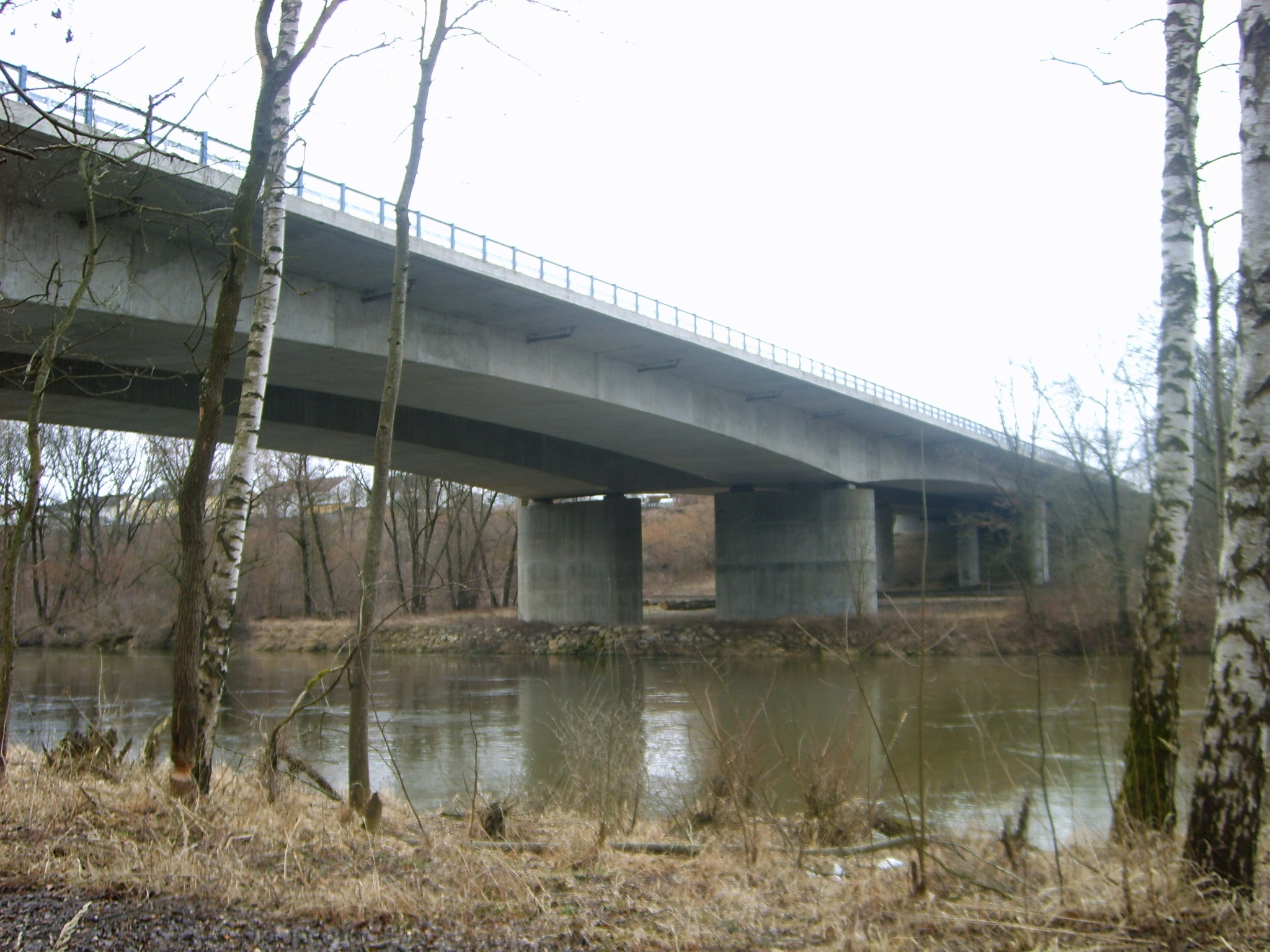
Neue Donaubrücke Leipheim

Der Streckenabschnitt zwischen dem Kreuz Ulm/Elchingen und der Anschlussstelle Günzburg wurde in zwei Teilstücken von vier auf sechs Fahrstreifen erweitert. Zunächst wurde von 1996 bis 2001 die Donaubrücke bei Leipheim aufgrund ihres schlechten Zustandes durch ein Neubau ersetzt, der für sechs Fahrstreifen mit zusätzlicher Standspur pro Fahrtrichtung ausgelegt ist. Anschließend folgte der Ausbau der Richtungsfahrbahn München auf einigen Kilometern im Bereich der Donaubrücke und der Anschlussstelle Leipheim. Diese Baumaßnahme wurde im Jahr 1999 mit der Fertigstellung der ersten Brückenhälfte abgeschlossen, wobei jedoch nach wie vor nur zwei Fahrspuren pro Richtung markiert waren. Bis 2002 wurde die Richtungsfahrbahn München bis östlich der Anschlussstelle Günzburg ausgebaut und die Fahrbahn zwischen der Donaubrücke und Günzburg auf drei Fahrstreifen ummarkiert.
Die Arbeiten für den Ausbau der nördlichen Richtungsfahrbahn in diesem Bereich bzw. beider Fahrbahnen zwischen dem Kreuz Ulm/Elchingen und der Donaubrücke Leipheim auf insgesamt sechs Fahrstreifen begannen im Sommer 2006. In zwei Bauabschnitten wurde im Dezember 2007 bzw. Dezember 2008 die Nordfahrbahn fertiggestellt. Zwischen dem Kreuz Ulm/Elchingen und der Donaubrücke Leipheim wurde der sechsstreifige Ausbau im Sommer 2010 fertiggestellt und am 27. Juli 2010 für den Verkehr freigegeben. Im Kreuz Ulm/Elchingen wurde eine zusätzliche Parallelfahrbahn für die Relation München–Kempten eingerichtet und am 4. November 2010 freigegeben.

#### Ausbau Günzburg–Augsburg in öffentlich-privater Partnerschaft

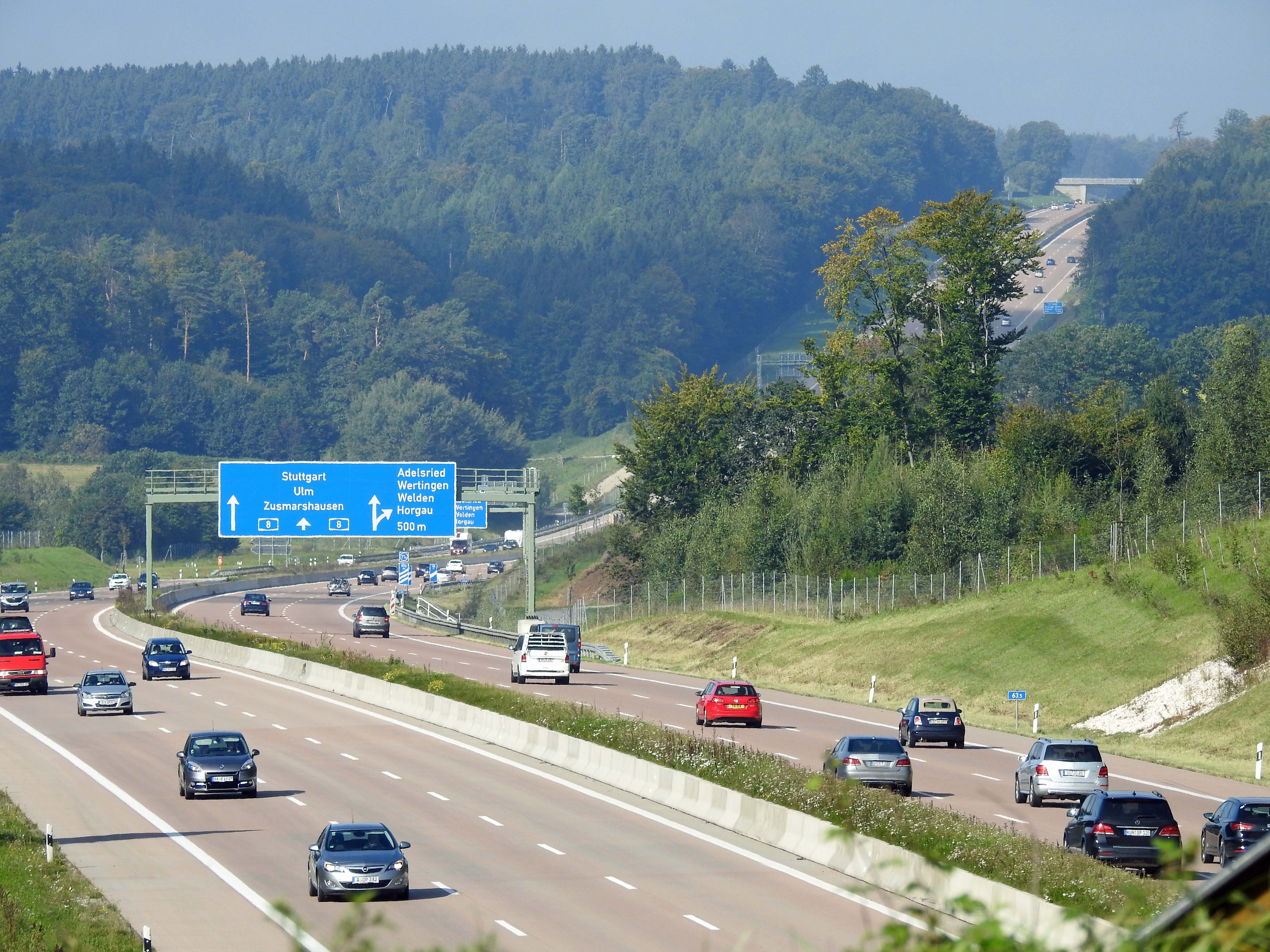
Neu ausgebaute, sechsstreifige Strecke bei Adelsried

Der Abschnitt zwischen Günzburg und der Anschlussstelle Augsburg-West (59 km Ausbaulänge, 330 Mio. Euro Baukosten) wurde nach dem A-Modell (s. u.) sechsstreifig ausgebaut. Der Ausbau dieser Strecke begann am 3. August 2011. Der letzte Abschnitt der sechsspurig ausgebauten A 8 in Bayern wurde am 28. September 2015 eröffnet, allerdings wurden die Bauarbeiten erst Ende November 2015 komplett abgeschlossen. Der 41 km lange Abschnitt wurde vom Konsortium Pansuevia (Hochtief und Strabag) in vierjähriger Bauzeit für 410 Millionen Euro errichtet. Das Konsortium erhält dafür bis 2041 die Lkw-Maut-Einnahmen.
Beim so genannten A-Modell werden privaten Betreibern für den sechsstreifigen Ausbau der Bau, die Erhaltung, der Betrieb sowie deren Finanzierung übertragen. Zur Refinanzierung wird die auf der jeweiligen Strecke anfallende allgemeine Maut für schwere Lkw, die seit dem 1. Januar 2005 erhoben wird, an den Betreiber weitergeleitet. Die durch die Nutzung durch Fahrzeuge, die der Mautpflicht nicht unterliegen, entstehenden Infrastrukturkosten werden zusätzlich in Form einer Anschubfinanzierung aus dem Bundesfernstraßenhaushalt aufgebracht.
Von der bayerischen Straßenbauverwaltung wurde das Ziel verfolgt, 2009 das Verfahren für die Konzessionsvergabe durchzuführen, 2010 mit dem Bau zu beginnen und diese Teilstrecke bis 2014 durchgehend sechsstreifig auszubauen. Ende Juni 2008 erteilte das Bundesverkehrsministerium die Freigabe zum Ausbau der A 8 mit einem Baubeginn Mitte 2010. Von November 2009 bis Februar 2010 wurden zwischen Burgau und Neusäß, auf einer Fläche von 85 ha, die Rodungsarbeiten durchgeführt, um den sechsstreifigen Ausbau auf dieser Strecke durchführen zu können. Am 21. Januar 2011 gab das Bundesverkehrsministerium die finanziellen Mittel für den Ausbau frei. Entschieden hat sich die Autobahndirektion Südbayern für den Bieter A-Model A 8, der Einspruch des unterlegenen Bieters A 8 Mobil wurde mit Beschluss vom 8. Februar 2011 von der Vergabekammer Südbayern abgewiesen. Gegen diesen Beschluss erhob der unterlegene Bieter A 8 Mobil Beschwerde beim OLG München, welche am 7. April 2011 abgewiesen wurde. Damit konnte der Ausbau im Sommer 2011 beginnen. Den Zuschlag für den am 3. August 2011 gestarteten Ausbau bekamen Hochtief und Strabag, welche die gemeinsame Tochtergesellschaft „Pansuevia“ gründeten. Diese wurde im August 2018 komplett von der Strabag übernommen, vorbehaltlich der Zustimmung des Bundeskartellamts.
Seit dem sechsspurigen Ausbau zwischen dem Kreuz Ulm-Elchingen und München häufen sich die schweren Unfälle. Als Grund gibt die Polizei an, dass nach dem Ausbau wesentlich höhere Geschwindigkeiten gefahren werden als früher. Die Zahl der Verletzten bei Geschwindigkeiten von mehr als 130 km/h auf der A 8 im Landkreis Augsburg lag im Jahr 2018 um 700 Prozent höher als vor dem sechsstreifigen Autobahnausbau. Polizei und Rettungskräfte fordern deshalb Geschwindigkeitsbegrenzungen.
Die Bürgermeister von neun Anliegergemeinden forderten am 4. Januar 2022 ein generelles Tempolimit von 130 km/h auf der A8 zwischen Adelzhausen und Günzburg, ein Lkw-Überholverbot an Steigungen und die langfristige Installation von Telematik-Anlagen. Grund ist die Zunahme von schweren Verkehrsunfällen und der Lärmbelastung der Anwohner seit dem Ausbau von zwei auf drei Fahrbahnen pro Richtung. Außerdem soll dadurch mehr Schutz für die Einsatzkräfte der Feuerwehren bei schweren Unfällen erreicht werden.

#### Neubau Lechbrücke Augsburg-Gersthofen
Die erste Lechbrücke wurde 1935/1936 im Zuge des Autobahnbaus der Strecke München–Ulm mit nur einem Überbau für den zweistreifigen Verkehr gebaut. Nach der Sprengung am 26. April 1945 wurde der Überbau mit Teilen aus dem Bestand, mit einzelnen Neuteilen, neuen Lagern und neuen Widerlagern wieder aufgebaut. Der zweite südseitige Überbau wurde komplett neu errichtet. 1982 wurde die vorhandene Stahlbeton-Fahrbahnplatte durch eine neue ersetzt.
Da beim Wiederaufbau der im Krieg gesprengten Brücke teilweise auch Stahl der ursprünglichen Brücke verwendet worden war, zeigten sich in den 1990er Jahren vermehrt durch Brückenschwingungen verursachte Ermüdungsrisse in den Stahlträgern. Deshalb veranlasste die Autobahndirektion Südbayern im August 2004 Geschwindigkeitsbeschränkungen auf der Brücke (80 km/h für Pkw, 60 km/h für Lkw), die nicht mit vertretbarem wirtschaftlichem Aufwand sanierbar war.
Im Zuge des sechsstreifigen Ausbaus der Autobahn wurde die bestehende Brücke abgerissen und durch zwei neue Brücken ersetzt. Unter Aufrechterhaltung des Autobahnverkehrs wurde zunächst mit dem Bau des neuen Bauwerks in südlicher Seitenlage begonnen. Hierzu wurden Behelfspfeiler im Lech und Behelfswiderlager errichtet, die für den Längsverschub notwendig waren. Zur Gründung der Behelfspfeiler im Lech wurde der Flussuntergrund im Rahmen einer Vorwegmaßnahme sowohl von den Trümmern der gesprengten Vorkriegsbrücke als auch von Granaten und Munition des Krieges geräumt.
Im Juli 2005 wurde die neue Südbrücke über den Lech geschoben, wo sie bis zum Abriss der alten Lechbrücke und Neubau der Nordbrücke den gesamten Verkehr aufnehmen sollte. Anschließend, geplant war hierfür der November 2006, sollte die Brücke in ihre endgültige Position nach Norden querverschoben werden.
Während des Hochwassers im August 2005 kam es zu einer Unterbrechung der planmäßigen Arbeiten. Das provisorische östliche Fundament wurde unterspült, die noch unfertige neue Brücke sackte einseitig ab und drohte in den Lech zu stürzen, was zur Ausrufung des Katastrophenalarms für die Stadt Augsburg wegen drohender Überflutung durch Rückstau führte. In Folge musste die A 8 im Abschnitt zwischen Augsburg-Ost und Augsburg-West über einen Tag lang komplett gesperrt werden, was zu einem Verkehrschaos in der Region und Rückstaus von über 40 km auf der A 8 führte. Das Fundament konnte zwar stabilisiert werden, jedoch dauerte die endgültige Reparatur bis Dezember 2005. Mitte Dezember 2007 wurde die neue Brücke für den Verkehr freigegeben.
Die für den sechsstreifigen Verkehr gebaute neue Lechbrücke wurde zunächst vierstreifig befahren, der jeweils dritte Fahrstreifen wurde erst nach dem vollständigen sechsstreifigen Ausbau des Autobahnabschnitts im Jahr 2010 freigegeben.

#### Ausbau Augsburg–Bergkirchen in öffentlich-privater Partnerschaft
Das Vergabeverfahren für den sechsstreifigen Ausbau des 37 Kilometer langen Abschnitts zwischen der Anschlussstelle Augsburg-West und dem Übergang zum bereits seit 2003 sechsstreifigen Teilstück bei Bergkirchen-Palsweis wurde im Rahmen eines A-Modells abgeschlossen. Den Zuschlag bekam die Betreiberfirma Autobahnplus. Der Vertrag hierzu sollte in Anwesenheit von Verkehrsminister Wolfgang Tiefensee am 14. April 2007 unterzeichnet werden. Da sich die Verhandlungen zur Finanzierung jedoch schwierig gestalteten, erfolgte die Unterzeichnung erst am 30. April 2007.
Der 230 Millionen Euro teure Ausbau begann am 15. Mai 2007 mit dem Spatenstich mit Festakt am 12. Juni 2007 auf dem Adelzhausener Berg zwischen den Anschlussstellen Adelzhausen und Odelzhausen. Das 37 Kilometer lange Teilstück zwischen Augsburg-West und Parkplatz Palsweis ist das erste deutsche Autobahnprojekt mit privater Finanzierung nach dem Modell PPP (Public Private Partnership). Dreißig Jahre lang sollen Ausbau und Unterhalt von einem Konsortium finanziert werden, das im Gegenzug die Einnahmen aus der Lkw-Maut auf einer Strecke von 52 Kilometer erhält.
Nach drei Jahren Bauzeit wurde die sechsstreifige Strecke Anfang Dezember 2010 fertiggestellt und am 9. Dezember 2010 für den Verkehr freigegeben. Die Konzession für den Betreiber Autobahnplus läuft bis ins Jahr 2037 (30 Jahre nach Baubeginn) und umfasst neben dem in öffentlich-privater Partnerschaft ausgebauten Abschnitt auch die verbliebenen 15 km konventionell ausgebaute Strecke, der die BAB 8 weiter zum Dreieck München/Eschenried und die Eschenrieder Spange umfasst.

#### Ausbau Bergkirchen–Eschenried und Anschluss an den Münchner Autobahnring

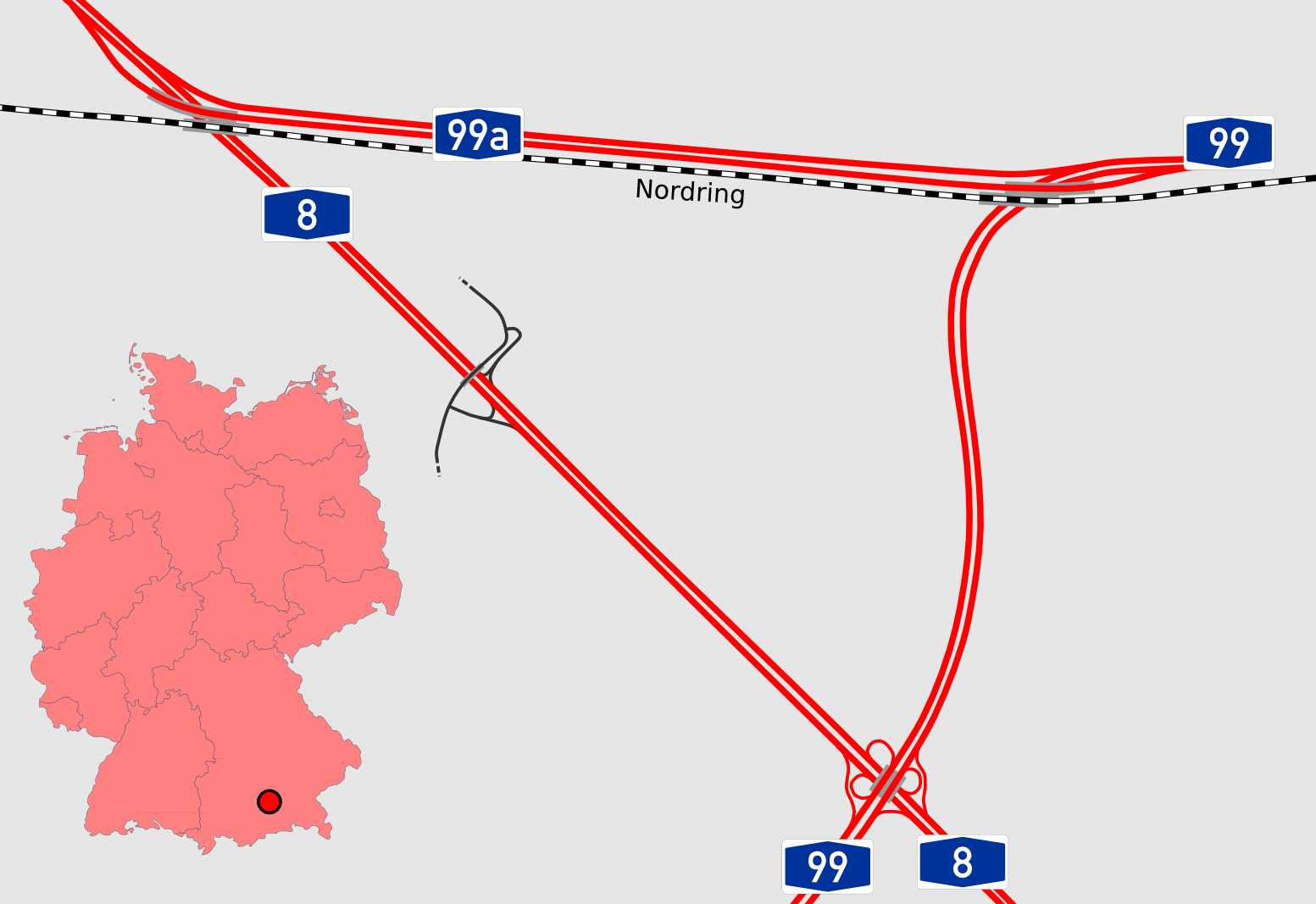
Anschluss der Münchner Ringautobahn BAB 99 an die BAB 8 im Münchner Westen

Lange Zeit musste der von der BAB 8 aus Richtung Stuttgart kommende Verkehr entweder durch das Münchner Stadtgebiet über den Mittleren Ring fahren oder an der Anschlussstelle Dachau/Fürstenfeldbrück über die B 471 zur Anschlussstelle Oberschleißheim der BAB 92 gelangen, um auf die Mitte die 1970er Jahre fertiggestellte BAB 99 und schließlich weiter in Richtung Salzburg zu gelangen. Zwar war die Ringautobahn um die bayerische Landeshauptstadt schon in den 1930er Jahren geplant, einige Kilometer Strecke sowie ein Autobahnkreuz mit der BAB 8 bei Allach-Untermenzing waren vor dem Zweiten Weltkrieg im Trassenbau fertiggestellt. Beim Bau der BAB 99 in den 1970er Jahren wurde nur der Abschnitt zwischen dem Autobahndreieck München-Feldmoching im Norden und dem Autobahnkreuz München-Süd im Süden von München errichtet, die geplante Fortführung bis zur BAB 8 im Westen der Stadt verzögerte sich aufgrund eines Streits um die genaue Trassenführung (Vorkriegstrasse durch nach dem Krieg besiedeltes Gelände oder völlig neue Trasse) bis Anfang der 1990er Jahre.
Im Jahr 1993 begann nach dem Planfeststellungsbeschluss schließlich der Bau des BAB 99-Teilstücks in den Münchner Westen zur BAB 8, der jedoch nach nur einem Jahr wegen Zweifeln an der Umweltverträglichkeit wieder eingestellt werden musste. Nachdem das Bundesverwaltungsgericht 1996 den Weiterbau erlaubt hatte, entstand bis 1998 der 6,7 km lange Netzschluss. Er wurde auf einer neuen Trasse realisiert, die einen rund 1 km langen Tunnel (Allacher Tunnel) aufweist. Im Jahr 1999 wurde der zweite Bauabschnitt bis Lochhausen fertig. Im Gegensatz zur Vorkriegstrasse ist die realisierte Neubaustrecke weiter westlich und auf kurvigerer Trasse gebaut worden. Lediglich der Standort des Autobahnkreuzes München-West befindet sich etwa an derselben Stelle wie das vor dem Krieg geplante Kreuz. Beim Bau wurde eine in den 1930er Jahren als Vorleistung errichtete Brücke über die BAB 8 ohne Nutzen abgerissen.
Da der größte Teil des aus Richtung Stuttgart kommenden Verkehrs auf die BAB 99 wechselt und nicht der BAB 8 nach Obermenzing folgt, wurde die Verbindung Stuttgart–Münchner Nordring nicht als Fahrbeziehung im Kreuz München West, sondern als separate vierstreifige Trasse mit zwei Autobahndreiecken (Eschenrieder Spange) auf einem direkteren Weg realisiert. Im Zuge des Autobahnbaus im Münchner Westen wurde ein rund 6 km langes Teilstück der BAB 8 sechsspurig ausgebaut. Der Ausbau zwischen der Anschlussstelle Dachau/Fürstenfeldbruck und dem Dreieck München-Eschenried kostete 24 Millionen Euro und wurde 1997, ein Jahr vor Eröffnung der Eschenrieder Spange, fertiggestellt.
Von 2000 bis 2003 wurde die BAB 8 dann um weitere 8 km in Richtung Augsburg bis kurz vor die Anschlussstelle Sulzemoos bei Bergkirchen-Palsweis auf sechs Fahrstreifen erweitert. Im Zuge dessen entstand am westlichen Ausbauende in beiden Fahrtrichtungen eine unbewirtschaftete Rastanlage.
Der Abschnitt vom Dreieck München-Eschenried zum Autobahnende in München-Obermenzing wurde nicht ausgebaut. Die Autobahn ist hier nach wie vor vierstreifig, allerdings um einen Standstreifen für jede Fahrtrichtung erweitert. Seitdem Anfang 2006 die BAB 99 über Lochhausen hinaus zum Autobahndreieck München-Südwest freigegeben wurde, besteht über die BAB 99 und BAB 96 eine alternative Anbindung des Mittleren Rings, die durchgehend als Autobahn ausgebaut ist. Vom Autobahnende am Obermenzinger Kreisel muss man dagegen einige Kilometer auf Stadtstraßen durch die Stadtteile Obermenzing und Neuhausen-Nymphenburg fahren, um zum Mittleren Ring zu gelangen.

### Baufortschritt
| Abschnitt                                                      | Baubeginn | Status                                                       | Länge   |
| -------------------------------------------------------------- | --------- | ------------------------------------------------------------ | ------- |
| Dreieck Karlsruhe–östl. AS Karlsbad                            | 1990er    | fertiggestellt (1998)                                        | 7,3 km  |
| östl. AS Karlsbad–AS Pforzheim-West                            | 2009      | fertiggestellt (2015)                                        | 9,1 km  |
| AS Pforzheim-West–östl. AS Pforzheim-Nord                      | 1990er    | fertiggestellt (2000)                                        | 9,0 km  |
| östl. AS Pforzheim-Nord–Rasthof Pforzheim                      | 2018      | im Bau (bis voraussichtlich 2027)                            | 4,8 km  |
| Rasthof Pforzheim–AS Pforzheim-Süd                             | 2006      | fertiggestellt (2007)                                        | 3,0 km  |
| AS Pforzheim-Süd–Wimsheim                                      | 2006      | fertiggestellt (2008)                                        | 4,2 km  |
| Wimsheim–AS Heimsheim                                          | 2009      | fertiggestellt (2011)                                        | 4,8 km  |
| AS Heimsheim–Dreieck Leonberg                                  | 2006      | fertiggestellt (2008)                                        | 10,6 km |
| Dreieck Leonberg–Kreuz Stuttgart                               | 1979      | fertiggestellt (1979) Zusatzfahrstreifen seit 2000 bzw. 2017 | 8,3 km  |
| Kreuz Stuttgart–AS Stuttgart-Degerloch                         | 1980      | fertiggestellt (1982) Temporäre Standspurfreigabe seit 2013  | 8,4 km  |
| AS Stuttgart-Degerloch–Denkendorf                              | 1991      | fertiggestellt (1993)                                        | 11,5 km |
| Denkendorf–AS Wendlingen                                       | 1980      | fertiggestellt (1982)                                        | 4,6 km  |
| AS Wendlingen–AS Kirchheim (Teck)-Ost                          | 1990er    | fertiggestellt (1993)                                        | 9,0 km  |
| AS Kirchheim (Teck)-Ost–westl. AS Aichelberg                   | 1985      | fertiggestellt (1986)                                        | 7,1 km  |
| westl. AS Aichelberg–Gruibingen                                | 1985      | fertiggestellt (1990)                                        | 7,3 km  |
| westl. Gruibingen–westl. AS Mühlhausen                         | 2009      | fertiggestellt (2012)                                        | 3,9 km  |
| westl. AS Mühlhausen–Widderstall                               | 2025      | im Bau (bis mindestens 2032)                                 | 7,6 km  |
| Widderstall–Nellingen                                          | 2016      | fertiggestellt (2019)                                        | 6,2 km  |
| Nellingen–Temmenhausen                                         | 2014      | fertiggestellt (2017)                                        | 6,8 km  |
| Temmenhausen–AS Ulm-West                                       | 2012      | fertiggestellt (2016)                                        | 7,8 km  |
| AS Ulm-West–östl. AS Ulm-Nord                                  | 2016      | fertiggestellt (2021)                                        | 2,3 km  |
| östl. AS Ulm-Nord–Kreuz Ulm/Elchingen                          |           | Planfeststellungsverfahren (2015)                            | 12,0 km |
| Kreuz Ulm/Elchingen – westl. AS Leipheim                       | 2006      | fertiggestellt (2010)                                        | 8 km    |
| westl. AS Leipheim – östl. AS Günzburg                         | 1999      | fertiggestellt (2007)                                        | 7 km    |
| östl. AS Günzburg – AS Augsburg-West                           | 2011      | fertiggestellt (2015)                                        | 41 km   |
| AS Augsburg-West – Fuchsberg                                   | 2007      | fertiggestellt (2010)                                        | 37 km   |
| Fuchsberg – westl. AS Dachau/Fürstenfeldbruck                  | 2000      | fertiggestellt (2003)                                        | 8 km    |
| westl. AS Dachau/Fürstenfeldbruck – Dreieck München-Eschenried | 1993      | fertiggestellt (1997)                                        | 6 km    |

### München – Bad Reichenhall

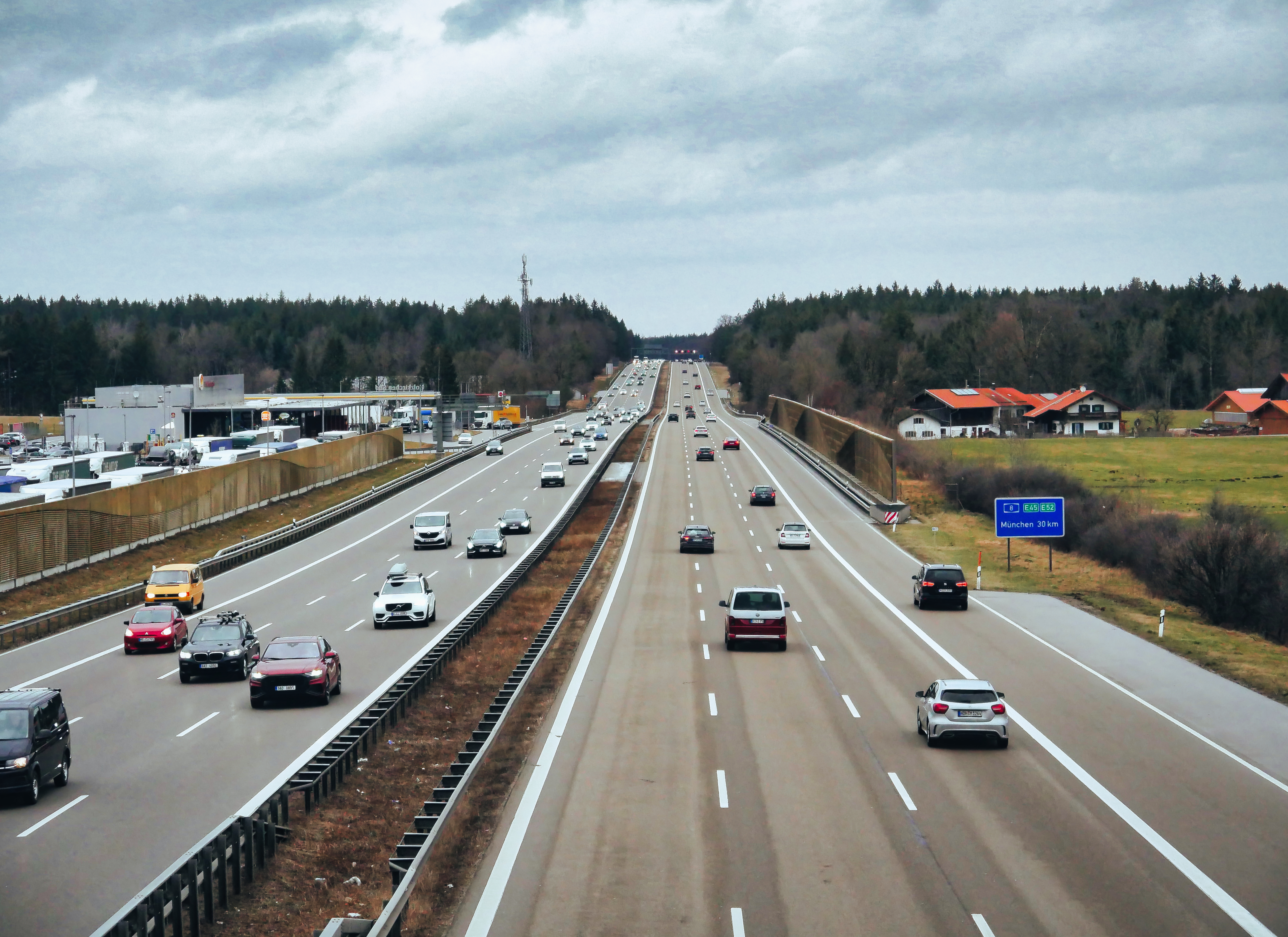
Die A8 in nördlicher Richtung an der Anschlussstelle Holzkirchen, ausgebaut auf acht Fahrstreifen.

#### Ausbau Kreuz München-Süd – Dreieck Inntal
In den 1960er Jahren wurde unter der Piste des bis 1991 von der Bundeswehr genutzten Fliegerhorsts Neubiberg ein Tunnel gebaut, sodass die Autobahn von Süden her kreuzungsfrei bis an den Mittleren Ring geführt werden konnte. Im Rahmen der Olympischen Spiele 1972 in München entstand mit der BAB 995 eine zweite Autobahn, die aus südlicher Richtung ins Münchner Stadtzentrum führt.
Das durch Urlaubs- und Pendlerverkehr stark befahrene Teilstück vom Kreuz München-Süd mit dem Münchner Autobahnring bis zum Dreieck Inntal wurde seit Anfang der 1970er Jahre abschnittsweise auf drei bis vier Spuren pro Fahrtrichtung erweitert, wobei die Trassierung größtenteils erhalten blieb. Schon 1969 wurde im Bereich des Irschenbergs ein dritter Fahrstreifen eingerichtet, allerdings weist die Autobahn hier bis heute keinen Standstreifen auf. Von 1974 bis 1975 wurde der Abschnitt vom Kreuz München-Süd bis zur Anschlussstelle Holzkirchen und von 1979 bis 1981 der Abschnitt von Holzkirchen bis Irschenberg sechsstreifig ausgebaut. Im Rahmen des Ausbaus in diesem Abschnitt wurde die Mangfallbrücke von 1977 bis 1979 um ein zweites Parallelbauwerk ergänzt, sodass beide Fahrtrichtungen mit drei Fahrspuren über je ein Bauwerk geführt werden. Seit März 1996 ist der ausgebaute Abschnitt mit einer Verkehrsbeeinflussungsanlage in Fahrtrichtung Salzburg und seit Juni 1997 in Fahrtrichtung München ausgestattet.

#### Geplanter Ausbau zwischen Inntaldreieck und Grenze
Derzeit wird die Umsetzung des geplanten Ausbaus von Rosenheim bis zur Grenze nach Österreich am Walserberg vorbereitet. Das BMVI plant, die Bundesautobahn A 8 vom Inntal bis zur Bundesgrenze sechsstreifig auszubauen. Die Baukosten der 70 km langen Strecke betragen 1,2 Mrd. Euro. Diskutiert wird insbesondere der Umfang der Lärmschutzmaßnahmen, teilweise auch alternative Streckenführungen. Besonders viele Ausbau-Varianten werden in Piding diskutiert, einschließlich einer Komplettverlegung als Nordumfahrung entlang des Högls. Geplant sind auch weitere Anschlussstellen am Walserberg zur Entlastung der B 20 in Piding. Am 8. Juli 2014 wurde das Planfeststellungsverfahren für den Abschnitt zwischen Rosenheim und Achenmühle eingeleitet.
Für den Abschnitt Achenmühle bis Bernauer Berg wurde das Planfeststellungsverfahren im August 2014 eingeleitet, als Baubeginn wurde seinerzeit Anfang 2018 in Aussicht gestellt. Der Planfeststellungsbeschluss wurde nach Verzögerungen am 31. Januar 2024 erlassen. Aufgrund von Klagen ist jedoch noch kein Start der Baumaßnahmen abzusehen; stattdessen werden seit 2025 in diesem und im westlich angrenzenden Bereich bis zur Anschlussstelle Rosenheim die bestehenden Brücken ertüchtigt, um die Autobahn bis zum sechsstreifigen Aus- und dem damit verbundenen Neubau der Brücken für den Verkehr nutzbar zu halten.
Den Abschnitt Inntal bis Chiemsee nutzen durchschnittlich zwischen 60.000 und 70.000 Kfz pro Tag. Zwischen Chiemsee und Bundesgrenze liegt die Verkehrsbelastung bei 50.000 Kfz pro Tag. Nach Ansicht des Bundesrechnungshofs ist deshalb ein sechsstreifiger Ausbau nur vom Inntal bis zum Chiemsee notwendig. Für den Abschnitt vom Chiemsee bis zur Bundesgrenze rechtfertigen die Verkehrsbelastungen lediglich einen vierstreifigen Ausbau mit temporärer Seitenstreifenfreigabe für die Spitzenbelastungen im Reiseverkehr. Die Baukosten könnten so um mindestens 110 Mio. Euro gesenkt werden.

### Weitere Planungen
- Verbreiterung auf 6 Fahrstreifen zwischen AS Pforzheim-Nord und Pforzheim-Süd (vordringlicher Bedarf); in Bau seit 2017
- Verbreiterung auf 8 Fahrstreifen zwischen AD Leonberg und AS Wendlingen (weiterer Bedarf)
- Verbreiterung auf 8 Fahrstreifen zwischen AK München-Süd und AD Inntal (47 km, weiterer Bedarf)
- Verbreiterung auf 6 Fahrstreifen zwischen AD Inntal und AS Frasdorf (16 km, vordringlicher Bedarf)
- Verbreiterung auf 6 Fahrstreifen zwischen AS Frasdorf und AS Grabenstätt (14 km, weiterer Bedarf)
- Verbreiterung auf 6 Fahrstreifen und teilw. Verlegung zwischen AS Grabenstätt und Bundesgrenze (35 km, weiterer Bedarf mit Erstellung Vorentwurf)

## Sonstiges
- Da in Fahrtrichtung Luxemburg die Anschlussstelle Schengen der luxemburgischen A 13 unmittelbar hinter dem Viadukt von Schengen liegt, steht der 500-m-Vorwegweiser bereits auf deutscher Seite. Er weist mit deutscher Gestaltung luxemburgische Straßenbezeichnungen aus. Die Autobahn 13 ist mit dem korrekten luxemburgischen Zeichen dargestellt. Die luxemburgische N 10 aber, die über die Ausfahrt erreicht wird, ist als „10“ mit deutschem Bundesstraßenzeichen mit roter Farbe (für Nationalstraßen in Luxemburg) statt der in Deutschland üblichen gelben Farbgebung ausgewiesen.
- Bei Heusweiler führte die Autobahn unmittelbar an den mittlerweile gesprengten Sendemasten des SR-Mittelwellensenders Heusweiler vorbei. Dort war die Autobahn seit ihrem Bau 1982 auf rund 500 m Länge mit einem Drahtseilnetz (Faradayscher Käfig) überspannt, um negative Einflüsse des damals 1200 kW starken Senders auf die Kfz-Elektronik auszuschließen.[125] Nach der Abschaltung der Sender im Jahr 2015 wurden die Gittermasten am 21. September 2018 gesprengt und das Netz abgebaut. Die das Netz vormals tragenden Pfeiler stehen allerdings noch links und rechts der beiden Fahrbahnen.
- Während der Aktion Lindwurm fungierte die A 8 zwischen Pirmasens und Homburg als Alternativroute zur A 62.
- Am 11. August 2011 wurde mit dem Aufbau einer Verkehrsbeeinflussungsanlage auf dem Streckenabschnitt Dreieck Leonberg–Wendlingen begonnen.[126] Die Anlage ist seit dem 26. Juli 2012 in Betrieb. Seit Mai 2013 gibt es zwischen dem Kreuz Stuttgart und Stuttgart-Degerloch eine temporäre Seitenstreifenfreigabe.[127]

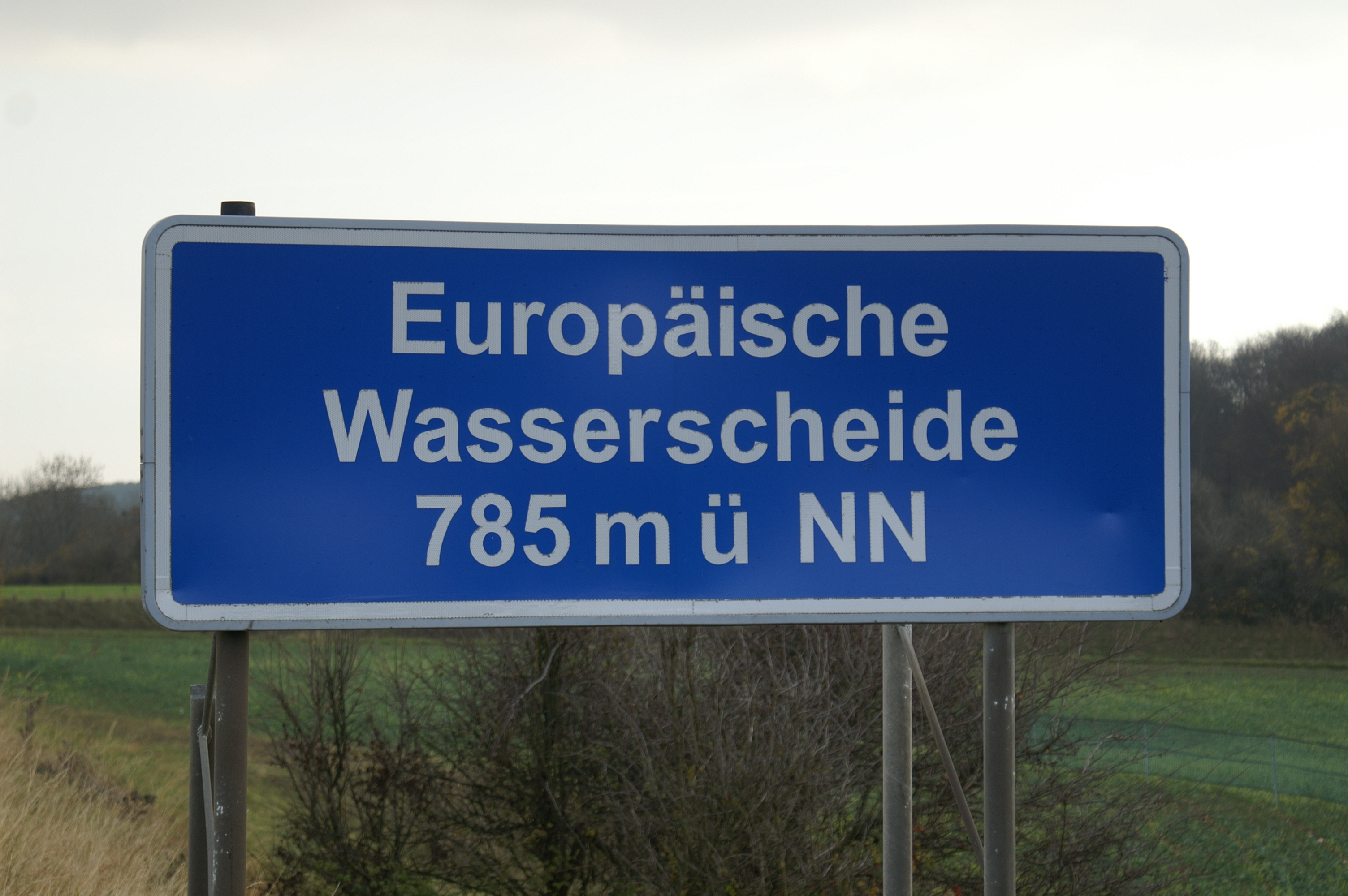
Europäische Hauptwasserscheide auf er Schwäbischen Alb

- Etwa einen Kilometer südöstlich der Behelfsausfahrt Hohenstadt kreuzt die BAB 8 auf einer Höhe von 785 Metern über dem Meeresspiegel die Europäische Hauptwasserscheide zwischen dem Einzugsgebiet des Rheins (Nordsee) und dem der Donau (Schwarzes Meer). Bis zur Fertigstellung der BAB 7 bei Nesselwang im Jahr 1992 war dies der höchstgelegene Punkt im deutschen Autobahnnetz.
- Nach dem 2. Weltkrieg wurde die Besatzungszonengrenze zwischen den USA und Frankreich so gewählt, dass die Gemeinden und Städte entlang der heutigen BAB 8 sowie die gesamte Autobahn im Bereich des heutigen Baden-Württembergs in der amerikanischen Zone lagen.
- Der schwerste Unfall auf dem Teilstück München–Bad Reichenhall ereignete sich am Morgen des 18. Januar 1985 bei Holzkirchen, als in einer plötzlich auftretenden Nebelbank 37 Fahrzeuge ineinanderfuhren, wobei 20 Fahrzeuge ausbrannten und sieben Menschen starben.[128]
- Die teils ungünstige Trassierung sowie das hohe Alter des Abschnitts Rosenheim–Bad Reichenhall und der damit verbundene teils mangelhafte Ausbauzustand führen bei gleichzeitig hohem Verkehrsaufkommen zu zahlreichen Unfällen und besonders an den Ferienwochenenden zu teils extrem langen Verkehrsstaus. So fehlen am Irschenberg und im Abschnitt Inntaldreieck bis zur Bundesgrenze bei Salzburg bis heute Standstreifen, viele Kurven sind gemessen an heutigen Standards zu eng, Beschleunigungsstreifen zu kurz und Steigungen zu steil. Schwerbeladene Lkw schaffen auf der Irschenbergrampe nur rund 40 km/h und verursachen damit beständig Verkehrsbehinderungen. Außerdem gibt es unbeschilderte Zu- und Abfahrten – z. B. die für den Ort Anger – die als Betriebs- oder Behelfsanschlüsse dienen. Um diesem Zustand Abhilfe zu schaffen, besteht die Planung eines Neubaus einer kompletten Richtungsfahrbahn und des 6-spurigen Ausbaus.[129] Derzeit ist aber weder Rechts- noch Finanzierungssicherheit dazu geschaffen worden.

## Autobahnmeistereien bzw. private Betreiber
Zum 1. Januar 2016 lagen die Zuständigkeiten für die A 8 wie folgt:
- Freistaat Bayern
  - im Bereich Anschlussstelle Oberelchingen (64) und Autobahnkreuz Ulm/Elchingen mit der A 7 (65/120) bei der Autobahnmeisterei Memmingen/Vöhringen,
  - im Bereich Anschlussstelle Leipheim (66) und Anschlussstelle Augsburg-West (72) bei der PANSUEVIA Service (Betreiberstrecke II),
  - im Bereich Anschlussstelle Augsburg-West (72) und Autobahndreieck München-Eschenried mit der A 99a (79/9a) bei der autobahnplus Services (Betreiberstrecke I),
  - im Bereich Autobahndreieck München-Eschenried mit der A 99a (79/9a) und Autobahnkreuz München-West mit der A 99 (81/8) bei der Autobahnmeisterei München-Nord/West,
  - im Bereich Anschlussstelle München-Ramersdorf (91) und Anschlussstelle Bernau (106) bei der Autobahnmeisterei Rosenheim/Holzkirchen,
  - im Bereich Anschlussstelle Bernau (106) und Anschlussstelle Behelfs-AS Schwarzbach (115a) bei der Autobahnmeisterei Siegsdorf.

## Trivia
Der Kernschattenverlauf der Sonnenfinsternis vom 11. August 1999 in Deutschland entsprach relativ genau dem Verlauf der Bundesautobahn 8.